# Rassemblement national
Ne doit pas être confondu avec Rassemblement national français ou Rassemblement national populaire.
Pour les articles homonymes, voir Front national, Rassemblement national (homonymie), FN et RN.
Le Rassemblement national (RN) — Front national (FN) jusqu'en 2018 — est un parti politique français d'extrême droite fondé en 1972 et présidé par Jean-Marie Le Pen (1972-2011), Marine Le Pen (2011-2021), puis Jordan Bardella depuis 2021.
Le parti est fondé notamment par Jean-Marie Le Pen, les anciens Waffen-SS Pierre Bousquet et Léon Gaultier, des sympathisants néonazis tels que François Duprat et des nostalgiques de l'Algérie française, tels que Roger Holeindre, membre de l'Organisation de l'armée secrète (OAS).
Le Front national émerge dans le paysage politique français au cours des années 1980, notamment lors des élections législatives de 1986. Candidat à l'élection présidentielle à cinq reprises, Jean-Marie Le Pen parvient à accéder au second tour du scrutin de 2002 face à Jacques Chirac, dans un contexte où domine le bipartisme. En 2017 puis en 2022, Marine Le Pen parvient également au second tour de l'élection présidentielle.
Le RN se situe à l'extrême droite de l'échiquier politique. Les représentants du parti récusent en général cette appartenance, confirmée notamment par le Conseil d'État, pour lui préférer d'autres qualificatifs ; il est aussi considéré comme un parti attrape-tout. Ce débat est récurrent depuis la politique dite de « dédiabolisation » engagée sous la présidence de Marine Le Pen. Souvent rattaché au courant national-populiste, il se distingue par sa xénophobie, notamment à travers son opposition à l'immigration et la défense du principe de « préférence nationale ». Au niveau européen, le RN est membre du parti Patriotes.eu.
Depuis les années 2010, l'influence de la Russie de Vladimir Poutine sur le parti est remarquée, notamment à travers son financement par des fonds russes et le lobbying pro-russe qu'exerce le RN en France et en Europe. Plusieurs de ses membres ont été condamnés, dont notamment Jean-Marie Le Pen pour négationnisme, d'autres pour incitation à la haine raciale.
À partir des années 2020, le parti connaît une forte progression électorale qui lui permet d'obtenir une réprésentation significative à l'Assemblée nationale malgré le mode de scrutin majoritaire qui lui était défavorable pendant plusieurs décénnies.

## Histoire

### Origines
Le Front national pour l'unité française (FNUF, ou son acronyme raccourci par commodité dès l'origine, FN) est lancé le 5 octobre 1972, lors d'une réunion privée tenue devant quelque 70 personnes à la salle des Horticulteurs, rue de Grenelle à Paris, sous les auspices du mouvement Ordre nouveau,. Le logotype du Front national est choisi lors de ce congrès fondateur. La constitution légale du parti date du 27 octobre 1972, jour du dépôt à la préfecture de Paris de ses statuts par Pierre Bousquet et Jean-Marie Le Pen. Pierre Bousquet, ancien Waffen-SS au sein de la Division Charlemagne (dont est aussi issu Jean Castrillo, avec qui il quittera le FN en 1980 pour fonder le Parti nationaliste français), deviendra le premier trésorier du FN,. Léon Gaultier, également ancien Wafen-SS, Roger Holeindre, engagé dans l'Organisation de l'armée secrète, et François Duprat, sympathisant néonazi, font partie des membres fondateurs,. Ces statuts confirment la nomination de Jean-Marie Le Pen comme président du FN par Ordre nouveau, qui cherche, dans le choix de cette personnalité, à se donner une façade respectable pour entrer dans l'arène électorale,.
Durant une dizaine d'années, le Front national reste un mouvement marginal, au cours de ce qui est communément désigné comme une « traversée du désert » par les historiens aussi bien que par les militants du parti. La préoccupation majeure semble être de conserver le maigre capital de militants nécessaires à la survie du parti. François Duprat, ancien d'Ordre nouveau, joue un rôle moteur durant toute cette période.
La version « officielle » de la naissance du parti privilégie le rôle fondateur unique de Jean-Marie Le Pen. Ce dernier n'a cependant joué qu'un rôle limité dans la fondation proprement dite du Front national, l'initiative en revenant au mouvement Ordre nouveau, ce que le dirigeant historique ne conteste toutefois pas. Comme le montre notamment le politologue Alexandre Dézé :

« Cette version officielle procède en réalité d'une réécriture des origines de l'histoire frontiste, qui a notamment pour fonction d'occulter les conditions objectives de lancement du FN. Ce que dissimule, en effet, ce récit constitutif de la mythologie frontiste, ce n'est pas seulement la complexité et l'incertitude qui entourent la création du Front national, mais aussi le fait que les responsables du groupuscule néofasciste Ordre nouveau (ON) en sont les véritables instigateurs. Jean-Marie Le Pen n'est en réalité que l'une des pièces de la « stratégie de front national », conçue initialement par les dirigeants d'ON comme une étape électoraliste sur le chemin de la « Révolution nationaliste et populaire. »

— Alexandre Dézé,  Le Front national : à la conquête du pouvoir ?

#### Rôle fondateur d'Ordre nouveau
Dans la perspective des élections législatives de 1973, le mouvement Ordre nouveau entreprend, à partir de la fin 1971, de constituer un « rassemblement de la droite nationale » allant des anciens poujadistes aux franges pétainistes ou néo-nazies les plus extrêmes. Le nouveau parti, baptisé Front national pour l'unité française, puis plus simplement Front national, est officiellement fondé le 5 octobre 1972. Ses statuts sont déposés le 27 octobre de la même année.
Selon l'analyse d'Alexandre Dézé, la création du Front national obéit à une quadruple logique de la part du mouvement Ordre nouveau à l'aube des années 1970. Il s'agit, en premier lieu, dans une « logique de compétition », d'occuper l'espace politique de l'extrême droite et de s'affirmer comme la « concrétisation de l'unité du nationalisme français ». Puis, dans une « logique de conversion » et particulièrement sous l'impulsion de François Duprat, Ordre nouveau redéfinit progressivement ses modes d'actions au bénéfice de la participation au système électoral, après un tout premier test en juin 1970 lors de législatives partielles suivi d'une participation aux municipales de mars 1971 : il s'agit alors en large partie de trouver des débouchés politiques aux jeunes cadres du mouvement. S'y ajoute une « logique de collaboration » avec les notables de la frange « nationale », afin d'élargir les moyens politiques d'Ordre nouveau au-delà de ce seul mouvement. On voit enfin à l'œuvre une « logique de rationalisation » dans le discours adressé aux militants, visant à montrer les limites de l'activisme et à convaincre du bien-fondé d'un mode d'action désormais strictement légaliste.

Logotype historique du Front national.

Les dirigeants d'Ordre nouveau, particulièrement François Duprat et Alain Robert, s'inspirent alors essentiellement du modèle du Movimento Sociale Italiano (MSI), parti néofasciste italien fondé en 1946 par des proches de Mussolini, qui vient alors de fusionner avec les monarchistes et d'adopter une ligne de « droite nationale » (Destra nazionale) : le MSI est à cette époque le plus puissant parti d'extrême droite européen. Comme le note Erwan Lecœur, Ordre nouveau « veut faire du rassemblement qui prend forme à la fin de cette année [1972] le pendant français de la réussite du MSI » ; de fait, « La flamme tricolore (sigle du Front national), comme une partie du programme sont copiées sur le MSI »,. Nicolas Lebourg et Joseph Beauregard soulignent de même que « le logotype de la flamme tricolore […] témoigne à la fois du parallélisme modernisateur avec l'Italie (chacun sait qu'il s'agit du symbole du MSI, avec le code couleur idoine bien sûr) », de « la continuité légitimatrice avec Ordre Nouveau (qui en use déjà pour la coquille vide qu'est son syndicat, l'Union générale du travail) », mais y ajoutent « la tradition historique avec le Rassemblement national populaire de Déat (dont les trois flambeaux ressemblaient fort à cette flamme) ». D'après l'historienne Valérie Igounet, « l'appropriation de la flamme italienne par le Front national symbolise, avant tout, une affiliation à une certaine mystique fasciste », mais s'explique aussi « parce qu’il n'a ni les réserves financières, ni les moyens logistiques pour conceptualiser un logo ». Le MSI est aussi le premier imprimeur du Front national, fournissant gratuitement ses premières affiches alors que le parti manque de moyens. Selon Zvonimir Novak, spécialiste de l'imagerie des supports politiques, « cette flamme fait référence à celle des poilus durant la guerre de 14-18, la flamme éternelle de la France, celle du soldat inconnu ».
Alain Robert joue dans la genèse de ce mouvement unitaire un rôle clé grâce à la mobilisation de ses réseaux personnels issus de ses multiples engagements successifs (au sein de la Fédération des étudiants nationalistes, des Comités Tixier-Vignancour, d'Occident, du Groupe union droit). L'initiative d'Ordre nouveau intervient à un moment où, après l'échec des « ultras de l'Algérie française » et le déclin qui s'est ensuivi, l'extrême droite française est particulièrement fragmentée entre des groupuscules épars,. Outre Ordre nouveau, où l'on retrouve en particulier François Duprat, Alain Robert et François Brigneau et qui est le mouvement dominant par le nombre, les groupes étroitement impliqués dans la création du Front national et dont différents membres y occuperont des postes clés sont Jeunesses patriotes et sociales (JPS) de Roger Holeindre, la revue Militant de Pierre Bousquet (ancien membre du Parti franciste puis de la 33e division SS Charlemagne dans les années 1940) et le Groupe union défense (GUD) d'Alain Robert (tendance nationaliste-révolutionnaire). Alexandre Dézé souligne le caractère alors « hautement improbable » dans ce contexte de la création d'un parti regroupant ces diverses tendances en vue d'une participation à la compétition politique dans le cadre des institutions. De fait, certains autres groupuscules préfèrent alors ignorer cette initiative : le Groupement de recherche et d'études pour la civilisation européenne (GRECE), qui poursuit depuis 1968 son entreprise de refondation idéologique, ainsi que les monarchistes de Restauration nationale. Enfin, Georges Bidault, qui, avec son Mouvement pour la justice et la liberté, aurait apporté avec lui la caution d'un ancien président du Conseil national de la Résistance et d'un ancien président du Conseil de la IVe République, ne participe que brièvement aux tractations qui se déroulent à l'été 1972.

#### Jean-Marie Le Pen, «caution électorale»
Après le refus de Dominique Venner et de Jean-Jacques Susini d'assumer la fonction de président du nouveau front, et notamment par l'intermédiaire de Roger Holeindre et François Brigneau, les responsables d'Ordre nouveau se tournent vers Jean-Marie Le Pen, avec lequel des contacts ont lieu depuis décembre 1971 ; celui-ci est alors en retrait de la vie politique après sa participation à la campagne de Jean-Louis Tixier-Vignancour. Après que le second congrès national d'Ordre nouveau les 10 et 11 juin 1972 a acté le lancement du FN, les tractations entre l'ancien député poujadiste et Ordre nouveau s'avèrent si difficiles que le mouvement constitue, le 1er octobre 1972, un premier bureau politique provisoire du FN sans lui. Finalement, face au risque d'avoir deux FN en lice, Jean-Marie Le Pen obtient un premier accord mettant en place une présidence à trois têtes représentant les trois principales tendances : lui-même, François Brigneau pour Ordre nouveau et Guy Ribeaud, un proche de Georges Bidault. Après le retrait de ce dernier, il obtient pour ses partisans une majorité des sièges au bureau politique, Ordre nouveau n'en occupant qu'un tiers et chaque responsable de la tendance Ordre nouveau y étant doublé d'un adjoint « lepéniste ». Le bureau initial du Front national est ainsi composé, outre Jean-Marie Le Pen (président) et Brigneau (Ordre nouveau, vice-président), d'Alain Robert (Ordre nouveau, secrétaire général) et Roger Holeindre (secrétaire général adjoint) et de Pierre Bousquet (trésorier) et Pierre Durand (trésorier adjoint).
Décrit par les dirigeants d'Ordre nouveau comme « une personnalité de premier plan, non seulement par son passé militant et combattant, notamment le fait d'avoir été député à deux reprises, mais surtout par son intelligence et sa clairvoyance politique », Jean-Marie Le Pen « présente alors un profil plus légaliste et modéré que celui des dirigeants du mouvement nationaliste-révolutionnaire […] dans cette mesure, sa participation au FN doit avoir pour finalité de crédibiliser l'entreprise frontiste ». Pour Jean-Yves Camus, il s'agit de tirer profit de ses atouts de « faire-valoir électoral sans lui confier la direction de l'appareil du mouvement ». Il relève également « que « l'expérience des « comités TV » [Tixier-Vignancour] est importante pour l'histoire future du FN : en effet, la nébuleuse tixiériste avait partiellement réussi à mobiliser ensemble des fractions aussi différentes que la droite conservatrice antigaulliste (P. Arrighi, A. de Lacoste-Lareymondie), le néo-fascisme d'Occident et le néo-paganisme « européaniste » de J. Mabire ou D. Venner. Oscillant sans cesse entre un nationalisme sans compromis et la tentation du ralliement au meilleur candidat antigaulliste, la campagne Tixier préfigurait largement les futures hésitations stratégiques du FN ».
Par choix tactique, la quasi-exclusivité de la représentation du nouveau parti est laissée à Jean-Marie Le Pen, désigné président du nouveau parti : outre le bénéfice recherché en termes de crédibilité, Ordre nouveau choisit de s'effacer publiquement pour permettre, le temps de la campagne des législatives, l'expression d'un discours unitaire.

#### Premier programme du parti

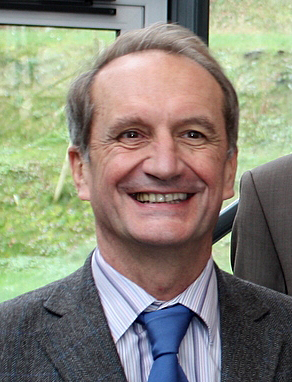
Gérard Longuet, rédacteur de la partie économique du programme du FN au début des années 1970.

Se réclamant d'une « droite sociale, populaire, nationale », le nouveau parti se place explicitement au sein du jeu politique : l'opposition au régime « prend désormais plutôt la forme d'une critique populiste du système politique et des principales forces qui le composent » (« contre la majorité usée, corrompue, impuissante », « contre le communisme ruineux, utopique, oppresseur » sont deux des mots d'ordre de la campagne électorale de 1973).
Sous le titre « Défendre les Français », le programme publié le 11 novembre 1973 dans Le National et dont la partie économique a été rédigée par Gérard Longuet, aborde dans une optique conservatrice modérée, à la tonalité antilibertaire, anticapitaliste et antimarxiste, la plupart des thèmes sociétaux du moment (agriculture, économie, enseignement, service public, santé). Le nouveau parti, aux thèmes déjà national-populistes, se veut être une « troisième voie entre lutte des classes et monopoles ». Loin de reprendre les idées économiques interventionnistes d'Ordre nouveau, il s'affiche comme une défense des intérêts corporatistes tout en « réclamant, au contraire, la réduction au strict minimum du secteur public et nationalisé, ainsi que le confinement de l'État à son rôle d'arbitre des intérêts ». Jean-Yves Camus souligne les ambiguïtés de ce programme sur les questions de l'immigration, où le lien avec le chômage n'est pas encore établi, ainsi que la position sur la natalité où il « réclame la révision de la loi de 1920 sur l'avortement, alors que la même mesure, prise par S. Veil, ouvrira la campagne frontiste sur le prétendu “génocide des enfants français” ». Paru en 1978, Doctrine économique et sociale du Front national, de Pierre Gérard, « sorte de manifeste « libéral-national » qui « reprend les thèses poujadistes et fait l'apologie des libertés économiques » selon Valérie Igounet, prolongera le programme économique rédigé par Gérard Longuet et constituera la référence du parti sur les questions économiques jusqu'au début des années 1990.

#### Tensions au sein du groupuscule
Cette nouvelle orientation stratégique ne fait cependant pas l'unanimité, comme en témoignent les désaccords dès le congrès fondateur de juin 1972 entre les tenants « radicaux » du maintien de la référence à Ordre nouveau sous l'appellation « Front national pour un Ordre nouveau » (minorité menée par les membres du GUD) et les « pragmatiques » qui insistent « sur la nécessité de jouer à fond la stratégie d'ouverture et de changement d'« image » » et soutiennent le choix du nom de « Front national pour l'unité française » (motion conduite par François Brigneau). Le discours tenu en interne sur la distinction maintenue entre les programmes respectifs des deux mouvements en est une autre illustration. De même, lors du congrès de 1972, alors qu'« [une] minorité « pose clairement la question : « Ne peut-on craindre de voir, éventuellement, ce Front national échapper au contrôle d'Ordre nouveau ? », [il] leur est répondu qu'ON continue à revendiquer le rôle dirigeant au sein du Front, qu'il doit en rester l'élément moteur », « l'ossature autour de laquelle s'ordonne tout le reste ». La multiplication des emprunts à Ordre nouveau dissimulés dans l'imagerie et les slogans du nouveau Front national est encore un moyen de « rassurer les militants sur les référents identitaires originels du parti », ce qui n'empêche pas la scission menée par Patrice Janeau qui fonde par la suite le Groupe action jeunesse.
Jean-Yves Camus souligne que la difficulté, à l'époque, réside dans « l'existence au sein de la droite nationale de deux cultures idéologiques antagonistes : celle d'Ordre nouveau, nationaliste-révolutionnaire, et celle des nationaux, souvent issus du poujadisme et du mouvement pour l'Algérie française ». La création du nouveau parti se fait « dans une ambiance réciproque de parfaite méfiance », lepénistes et Ordre nouveau mettant concurremment en place des sections locales et annonçant des meetings de lancement distincts ; les statuts du mouvement doivent être rédigés sans aucune référence idéologique ou politique, afin d'éviter les conflits. Pour Grégoire Kauffmann, « le FN naît ainsi d'un malentendu — pour ne pas dire d'un marché de dupes. D'autant que Le Pen avait promis le renfort de nombreux militants rencontrés à l'époque du poujadisme et des Comités Tixier-Vignancour. Or la moisson s'avère très décevante. Ne répondent à l'appel que les maigres troupes du Front uni de soutien au Sud-Vietnam dirigé par Roger Holeindre et celles, non moins dérisoires, de Justice et Liberté, le groupuscule de Georges Bidault — figure de la Résistance passée à l'OAS. Dans les faits, c'est bien Ordre nouveau qui, incitant tous ses adhérents à rejoindre la nouvelle formation, fournit au FN le gros de ses effectifs » ; à Paris, 20 des 31 candidats du Front aux élections législatives viennent ainsi d'Ordre nouveau.
Ces tensions s'avivent après l'échec aux législatives de 1973. Jean-Marie Le Pen avait annoncé 400 candidats, mais le parti ne parvient à en présenter que 105. Alors que l'objectif et le seuil de viabilité du mouvement avaient été fixés à 3 % des voix, le nouveau parti n'obtient que 108 000 voix, soit 1,3 % des suffrages exprimés au niveau national et 2,3 % dans les circonscriptions où il était présent. Seul Jean-Marie Le Pen dépasse les 5 % à Paris. Lors du troisième congrès d'Ordre nouveau en avril 1973, puis du premier congrès du Front national en juin, les dirigeants d'Ordre nouveau affirment une double stratégie : d'une part de maintien des objectifs nationalistes révolutionnaires du mouvement afin de conserver sa base militante, et d'autre part d'engagement maintenu dans la voie légaliste, c'est-à-dire dans le Front national où Ordre nouveau revendique cependant son autonomie politique.

#### Prise de contrôle par Jean-Marie Le Pen
La reprise de l'action militante et violente lors des congrès de juin 1973 conduit finalement à la dissolution d'Ordre nouveau par le gouvernement le 28 juin, en même temps que celle de la Ligue communiste, à la suite d'une nuit d'affrontement dans les rues parisiennes le 21 juin. Alain Robert tente alors de conserver le capital politique et organisationnel acquis grâce à la création du Front national, tout d'abord en exigeant la majorité des sièges au bureau politique du parti, puis au travers d'une revue baptisée Faire front lancée en octobre 1973 et sous-titrée « Journal du Front national », amorce d'un « Front national bis ». Mais cette tentative se solde par un échec : Jean-Marie Le Pen désigne Victor Barthélemy, ancien collaborateur passé du Parti communiste français au Parti populaire français (PPF) de Jacques Doriot, au poste de secrétaire administratif, et Dominique Chaboche au poste de secrétaire général, puis obtient par décision de justice « non seulement l'interdiction pour Faire front d'utiliser la mention « Front national » mais aussi l'usage exclusif du sigle frontiste ». Il peut alors « imposer un bureau politique tout à sa dévotion ».
Tandis qu'Alain Robert va fonder le Parti des forces nouvelles qui sera le principal concurrent du Front national tout au long des années 1970, Jean-Marie Le Pen se retrouve cependant alors « à la tête d'une organisation non seulement endettée mais également amputée d'une partie substantielle de sa base militante » : la scission de Faire front entraîne la perte d'un tiers des dirigeants et de la majorité des cadres et militants. Le Front national ne compte plus que quelques centaines d'adhérents.
Pour Alexandre Dézé, cette première scission illustre une constante de l'histoire du Front national, partagé entre « une logique électorale de conquête du pouvoir et une logique doctrinale d'affirmation identitaire ».

### Présidence de Jean-Marie Le Pen

#### Difficiles débuts des années 1970
Jusqu'au début des années 1980, le parti, alors fortement concurrencé par le Parti des forces nouvelles, ne décolle pas tant du point de vue du nombre d'adhérents (270 en 1980) que des résultats électoraux. Cependant, comme le soulignent Nicolas Lebourg et Jonathan Preda, « plus jamais le néo-fascisme français ne parviendra à tenir la rue et faire l'actualité comme au temps d'Ordre nouveau. Alors que les nationalistes [révolutionnaires] étaient persuadés qu'il fallait un parti monolithique de révolutionnaires professionnels pour ressusciter l'extrême droite française, c'est finalement le national Jean-Marie Le Pen, qui sera en position de relever ce défi. » Malgré le très faible score réalisé par Jean-Marie Le Pen lors de l'élection présidentielle de 1974 (0,75 %), sa candidature lui confère le statut de chef de file de l'extrême droite française et suscite une vague d'adhésions.
Alors que le FN est en grande difficulté sur les plans électoral, logistique, structurel et financier, le comité central du parti décide, à l'initiative de Franck Timmermans et en l'absence de Jean-Marie Le Pen, la tenue d'une séance extraordinaire à l'été 1979 qui lui permet de se réorganiser : l'historienne Valérie Igounet considère que « les propositions faites — et validées par le président du FN — vont constituer les fondements de l’organisation frontiste à venir ».
Jean-Marie Le Pen ne parvient pas à réunir les 500 signatures de maires nécessaires pour pouvoir se présenter à l'élection présidentielle de 1981 : il appelle à voter au second tour pour Jeanne d'Arc. Lors des élections législatives qui suivent, le FN obtient 0,18 % des voix, soit son plus mauvais résultat depuis sa création.

#### Succès électoraux des années 1980-1990

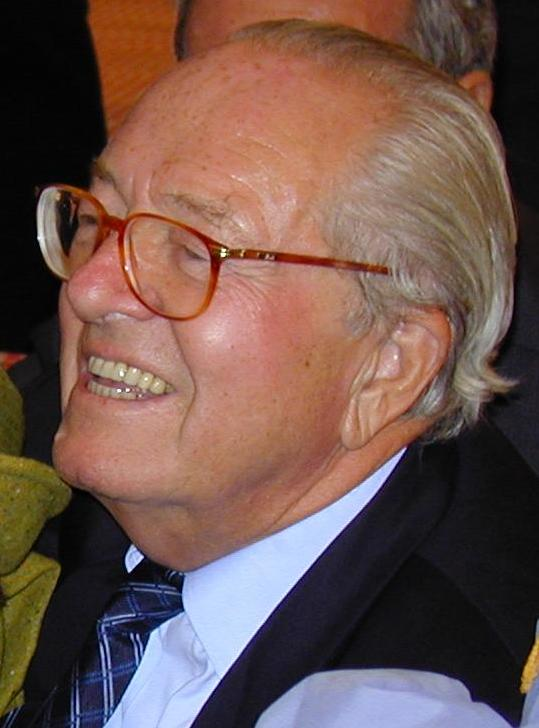
Jean-Marie Le Pen, président du Front national de 1972 à 2011.

Pour Pascal Perrineau, la réussite électorale de Jean-Marie Le Pen dans les années 1980 « s'est appuyée, pour une bonne part, sur le courant de protestation politique qui traversait alors l'électorat de droite, désarçonné par sa défaite de 1981, et sur les interrogations qui taraudaient les grandes concentrations urbaines françaises confrontées à la montée de l'insécurité et au développement de l'immigration ». Il met aussi en avant « la crise qu'ont déclenchée les chocs pétroliers de la décennie précédente ».
Les élections cantonales de mars 1982 voient la première percée du Front national, dont certains candidats parviennent à approcher ou dépasser les 10 % des suffrages exprimés comme à Grande-Synthe, dans le Nord (13,3 %), à Dreux-Ouest, en Eure-et-Loir (12,6 %), à Pont-de-Chéruy, dans l'Isère (10,3 %), et à Dreux-Est (19,6 %),. D'après Gilles Vergnon, « la plupart des observateurs font débuter son ascension à l'élection municipale de mars 1983, catastrophique pour les gauches de gouvernement, quand Jean-Marie Le Pen obtient 11,26 % des suffrages exprimés dans le XXe secteur de Paris, tandis que la liste commune du RPR René-Jean Fontanille et du frontiste Jean-Pierre Stirbois à Dreux obtient 31 % des voix au premier tour, avant d'échouer de quelques voix au second ». Pour Valérie Igounet, « l’émergence électorale du FN date de l’élection municipale partielle de Dreux (septembre 1983) ».
Le Front national réalise une nouvelle percée sur le plan national le 17 juin 1984 avec 10,95 % des suffrages exprimés lors des élections européennes. Ce score lui permet d'avoir dix élus au Parlement européen. Pour Pascal Perrineau, ces élections marquent « la véritable « entrée en politique » du Front national. Pourtant, celle-ci surprend la plupart des observateurs. Avec 11 % des suffrages exprimés, le succès de la liste emmenée par Jean-Marie Le Pen est interprété dans un premier temps comme une « poussée de fièvre » caractéristique des mouvements de droite plébiscitaire et nationaliste qu'a toujours connus l'histoire politique française (le bonapartisme, le boulangisme, le poujadisme) et qui ne réussissent jamais à s'implanter durablement dans le paysage électoral ».
Pour Jérôme Fourquet, la percée électorale du FN en 1983-1984 ainsi que la création de SOS Racisme en 1984 sont la matérialisation immédiate de l'accès à la visibilité toute récente de la population issue de l'immigration maghrébine avec les grèves de l'industrie automobile française de 1982 à 1984, la Marche pour l'égalité et contre le racisme de 1983, différents faits divers, films et chansons, et conséquemment de la nouvelle place prise dans le débat public par les thèmes « de l’identité, du rapport à la nation, du multiculturalisme et de la lutte contre le racisme », alors que « le combat gauche/droite était principalement polarisé autour des questions économiques et sociales » jusqu'alors.
Le 16 mars 1986, après le passage au scrutin proportionnel pour les législatives, promesse de campagne de François Mitterrand permettant opportunément d'atténuer une défaite programmée, le Front national entre à l'Assemblée nationale et constitue le Groupe Front national – Rassemblement national composé de 35 députés.
Décrit par Bruno Mégret comme un « parti artisanal », « sans cohérence politique ni idéologique », et « constitué de multiples chapelles issues de l'extrême droite et d'une masse de militants et de cadres nouveaux, venus pour beaucoup du RPR », le Front national rassemble des personnalités hétéroclites et des courants parfois antagonistes. Alors que le nombre de militants progresse, Valérie Igounet relève que « les responsables FN nomment le premier venu dans les nouvelles sections. L'urgence se fait sentir : il faut reprendre la formation. Début 1985, 95 % des fonctions de l'appareil sont remplies par des bénévoles, « souvent admirables de dévouement, mais pas toujours disponibles ou compétents » d'après un document interne. En 1988, Bruno Mégret devient le délégué général du FN, devenant ainsi le rival de Jean-Pierre Stirbois au sein du FN, d'autant plus qu'il devient l'un des dirigeants du FN dans la région PACA. Après la mort accidentelle de Jean-Pierre Stirbois en 1988, l'exécutif du FN voit arriver de nouvelles têtes autour de Bruno Mégret, comme Carl Lang ou Bruno Gollnisch. Aux élections municipales de 1989, le FN voit élire le premier maire de l'histoire du parti, Charles de Chambrun, à Saint-Gilles (Gard). Entre 1989 et 1993, Marie-France Stirbois est la seule élue frontiste à siéger à l'Assemblée nationale.
Le congrès de 1990 est, selon Sylvain Crépon et Nicolas Lebourg, le premier « où le FN s'affirme apte à gouverner la France. Bruno Mégret y déclare que le FN n'est pas en recherche d'alliance avec les droites mais a pour but de « réaliser la grande alternance, de prendre en charge la direction des affaires de la République ».
Après la chute du mur de Berlin, le FN, jusque-là d'orientation atlantiste, européiste et libérale, opère une mue qui le conduit notamment à choisir, selon les termes de Bruno Mégret, le camp du « nationalisme » contre celui du « mondialisme ». Le parti s'oppose ainsi à la guerre contre l'Irak, une position incomprise par une partie de son électorat (par réflexe anti-arabe, remarque l'historien Nicolas Lebourg, 50 % des sympathisants FN déclarent soutenir l'attitude de François Mitterrand). L'hebdomadaire du parti décrit désormais l'atlantisme comme un « masque aux opérations des ploutocrates, des pétroliers, des émirs, de la Trilatérale, et des lobbies médiatiques ou financiers ».
Dans les années 1990, le FN prend une place de plus en plus importante dans la vie politique française. Ses campagnes s'axent sur la dénonciation de la corruption qui toucherait les grands partis français comme le PS ou le RPR. Le FN vise ainsi les déçus des partis ayant gouvernés les décennies précédentes.
Succédant à une campagne présidentielle où Jean-Marie Le Pen dépasse les 15 % de suffrages exprimés (4,3 millions des électeurs) et réalise une percée dans l'électorat populaire qui ouvre la voie à la thèse du « gaucho-lepénisme », les élections municipales des 11 et 18 juin 1995 donnent au Front national ses premiers maires dans plusieurs grandes villes de Provence-Alpes-Côte d'Azur : à Marignane, avec Daniel Simonpieri, à Orange, avec Jacques Bompard, et à Toulon, avec Jean-Marie Le Chevallier. Cette progression du frontisme municipal est suivie, en février 1997, par l'élection de Catherine Mégret à la municipalité de Vitrolles, contre un adversaire socialiste, dans le cadre d'une élection partielle. Cette victoire supplémentaire marque la progression, au sein du FN, de son mari, alors numéro deux du mouvement : Bruno Mégret. Jean-Marie Le Pen affiche un enthousiasme pour le moins mesuré face à ces victoires, craignant « la montée en puissance de ces notables locaux aux dépens de sa propre personne ».
Lors des élections législatives de 1997, le FN est présent au second tour dans 124 circonscriptions, un record dans son histoire.

#### Scission de 1998, un frein à la progression du parti

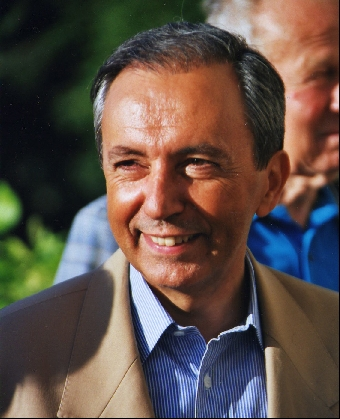
Bruno Mégret, à l'origine de la scission de 1998.

Lors des élections régionales de 1998, le bon score réalisé par le Front national complique l'élection des présidents de région et la question de l'alliance entre l'extrême droite et la droite parlementaire se pose.
La portée du succès électoral des élections régionales est rapidement éclipsée par les tensions qui éclatent publiquement au sein du parti frontiste. Lors du conseil national du 5 décembre 1998, à Paris, Jean-Marie Le Pen est hué par les partisans du numéro deux, Bruno Mégret, pour avoir suspendu deux proches de celui-ci. Le président du Front national se voit reprocher son caractère autoritaire et ses polémiques, qui empêcheraient le parti d'accéder au pouvoir ; de son côté, Bruno Mégret apparaît plus consensuel et idéologiquement plus enclin à des alliances avec la droite que Jean-Marie Le Pen. Mais ce dernier refuse tout compromis avec Mégret, qu'il qualifie de « félon ». Le 13 décembre suivant, anticipant leur exclusion du parti, les proches de Bruno Mégret essayent de prendre la maîtrise du FN lors d'un conseil national extraordinaire s'appuyant sur un mouvement de pétitions de militants ; mais, saisie par Jean-Marie Le Pen, la justice constatera plus tard que les formes légales de convocation d'un congrès du mouvement n'étaient pas réunies.
Bruno Mégret est suivi dans sa démarche par une majorité d'élus et cadres du Front national (140 conseillers régionaux, 60 secrétaires départementaux, 50 membres du comité central), dont Marie-Caroline Le Pen. Le congrès extraordinaire dissident des 23 et 24 janvier 1999, qui se déroule à Marignane, réunit 2 500 délégués. Bruno Mégret y est élu « président du Front national » et fonde le Front national-Mouvement national (FN-MN), qui reprend à son compte la flamme symbolique et le programme de gouvernement du Front national. Le FN-MN, devenu « Mouvement national » à la suite de l'action en justice de Jean-Marie Le Pen, est rebaptisé Mouvement national républicain (MNR) le 2 octobre 1999.
Aux élections européennes de juin 1999, le score obtenu par l'extrême droite est relativement faible : la liste conduite par Bruno Mégret obtient 3,28 % des voix contre 5,69 % pour celle du Front national. À l'issue des municipales de 2001, le maire MNR de Marignane, Daniel Simonpieri, est largement réélu, tandis que Catherine Mégret l'emporte à Vitrolles, avant de voir son élection invalidée. Les médias considèrent alors que Jean-Marie Le Pen arrive au terme de sa carrière politique.

#### Jean-Marie Le Pen au second tour de la présidentielle de 2002

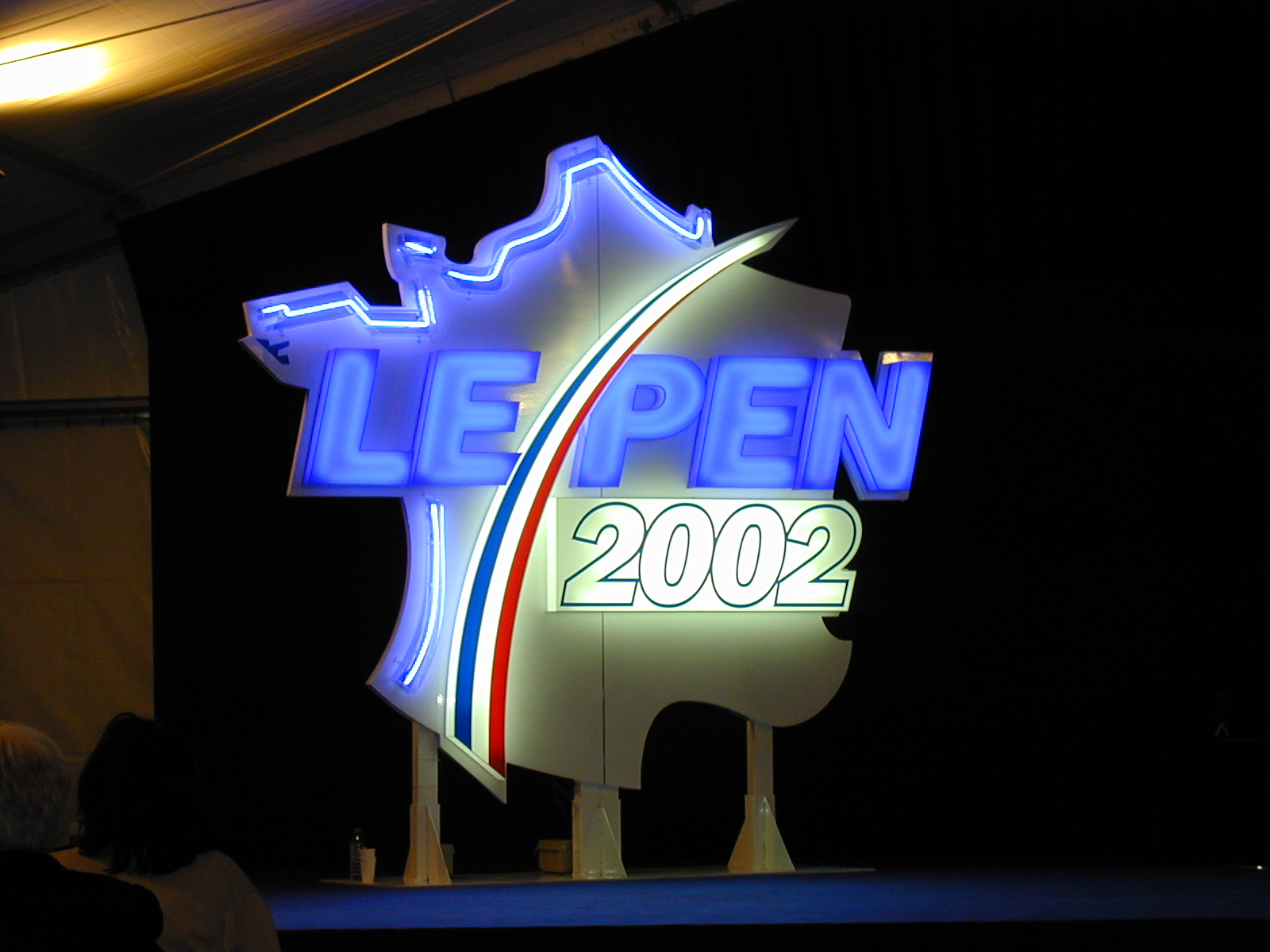
Logotype de la campagne présidentielle de Jean-Marie Le Pen en 2002.

À la surprise générale, le 21 avril 2002, alors que le Front national est encore affaibli par la scission intervenue en 1998, Jean-Marie Le Pen accède au second tour de l'élection présidentielle avec 16,86 % et 4 804 772 voix, devançant le Premier ministre et candidat socialiste, Lionel Jospin. C'est la première fois qu'un candidat d'extrême droite accède au second tour d'une élection présidentielle. De son côté, Bruno Mégret obtient 2,34 % des suffrages.
Dans l'entre-deux tours, des manifestations anti-FN se déroulent dans plusieurs villes de France et Jacques Chirac refuse de débattre avec lui dans le cadre du traditionnel débat télévisé du second tour. La quasi-totalité des candidats éliminés au premier tour appellent à voter pour Jacques Chirac, à l'exception de Bruno Mégret, qui se prononce pour Jean-Marie Le Pen, et de partis d'extrême gauche, dont Lutte ouvrière, qui ne donnent aucune consigne. Le 5 mai 2002, Jean-Marie Le Pen recueille 5 525 034 voix (17,79 %), soit le plus faible score obtenu par un candidat au second tour d'une élection présidentielle sous la Ve République.
Au premier tour des élections législatives de juin suivant, le Front national obtient 11,3 % des voix et le MNR 1,1 %. En 2005, des opposants à Jean-Marie Le Pen au sein du bureau national, comme Jacques Bompard et Marie-France Stirbois, sont mis à l'écart, tandis que Louis Aliot devient secrétaire général du parti en remplacement de Carl Lang. Le 20 décembre 2006, Bruno Mégret se rallie à la candidature de Jean-Marie Le Pen en vue de l'élection présidentielle de 2007.

#### Érosion électorale et difficultés financières de 2007-2010
À partir de 2007, le FN subit une importante baisse de son influence électorale. Jean-Marie Le Pen n'obtient que 10,44 % des suffrages exprimés lors de l'élection présidentielle de 2007 (soit 6,4 points de moins qu'en 2002), arrivant en quatrième position derrière Nicolas Sarkozy, Ségolène Royal et François Bayrou. Le FN s'effondre ensuite à 4,3 % lors des élections législatives ayant eu lieu dans la foulée (moins 7 points par rapport au scrutin précédent). Une seule candidate, Marine Le Pen, se maintient au second tour dans sa circonscription et est battue. Ce sont les plus mauvais résultats du FN lors d'élections nationales depuis la fin des années 1980.
Cet effondrement est confirmé l'année suivante, lors des élections municipales, au cours desquelles les candidats du FN, qui éprouvent souvent des difficultés financières à constituer des listes, obtiennent des résultats extrêmement faibles (0,93 % des suffrages exprimés au premier tour, 0,28 % au second et seulement une soixantaine de conseillers municipaux). Le FN ne conserve une présence que dans trois conseils municipaux de villes de plus de 100 000 habitants : Mulhouse, Perpignan et Toulon. Le bilan des cantonales ayant eu lieu simultanément apparaît moins désastreux mais confirme lui aussi une nette tendance à la baisse (4,85 % des suffrages exprimés au niveau national au premier tour, contre 12,13 % lors du scrutin précédent, en 2004). Cette baisse d'influence s'accompagne de problèmes financiers importants qui ont notamment conduit à la vente du siège du Front national à Saint-Cloud,.
Le Front national doit par ailleurs faire face à la concurrence que lui oppose le MPF de Philippe de Villiers, qui défend des idées proches et qui a vu le rejoindre quelques anciens membres du FN, notamment les deux seuls maires affiliés au parti, tels Jacques Bompard, maire d'Orange, mais dont les deux fédérations corses ont rejoint le FN.
Après avoir revendiqué 40 000 adhérents à l'automne 2005 — « chiffre surévalué » selon Valérie Igounet —, Jean-Marie Le Pen n'en revendique plus que 20 000 à l'occasion du congrès de Bordeaux de novembre 2007, qui voit sa réélection pour trois ans, pour la première fois par le vote des militants.
Fin 2008, le parti se retrouve en difficulté financière avec une dette de huit millions d'euros et en grande perte de vitesse électorale sur fond de succession difficile à sa tête. En octobre 2008, le parlementaire européen Jean-Claude Martinez, vice-président du Front national, fait dissidence : il annonce sa décision de présenter en juin 2009 dans la circonscription Sud-Ouest sa propre liste « MVL-Maison de la vie et de la liberté » face à celle du FN et de présenter une liste MVL dans toutes les autres circonscriptions. Un autre parlementaire européen, Fernand Le Rachinel, se rallie aussitôt à cette initiative. Le 13 novembre 2008, le député européen Carl Lang annonce qu'il monte sa propre liste dans la circonscription Nord-Ouest face à Marine Le Pen investie par le parti,. Carl Lang crée le Parti de la France. L'historienne Valérie Igounet présente le départ fin 2008 de Martine Lehideux et Martial Bild, après ceux de Michel Bayvet, Fernand Le Rachinel, Myriam et Christian Baeckeroot et Michel de Rostolan, comme « la troisième scission du FN », qui prépare l'avènement de Marine Le Pen.

#### Regains électoraux et succession de Jean-Marie Le Pen
Lors des élections régionales de 2010, où l'abstention n'a jamais été aussi forte, le parti rebondit. Avec 11,42 % des voix au premier tour, il se maintient au second tour dans douze régions, dont quatre seront remportées par la gauche sans majorité absolue des suffrages exprimés. Comparativement aux régionales de 2004, le parti perd des voix globalement, mais progresse dans toutes les régions où ses listes restent en lice et atteint 17,5 % des voix au second tour, avec notamment 18,4 % pour la liste conduite par Thierry Gourlot en Lorraine, 19,3 % pour Michel Guiniot en Picardie, 19,4 % pour France Jamet en Languedoc-Roussillon, 22,2 % pour Marine Le Pen dans le Nord-Pas-de-Calais et 22,9 % pour Jean-Marie Le Pen en Provence-Alpes-Côte d'Azur.

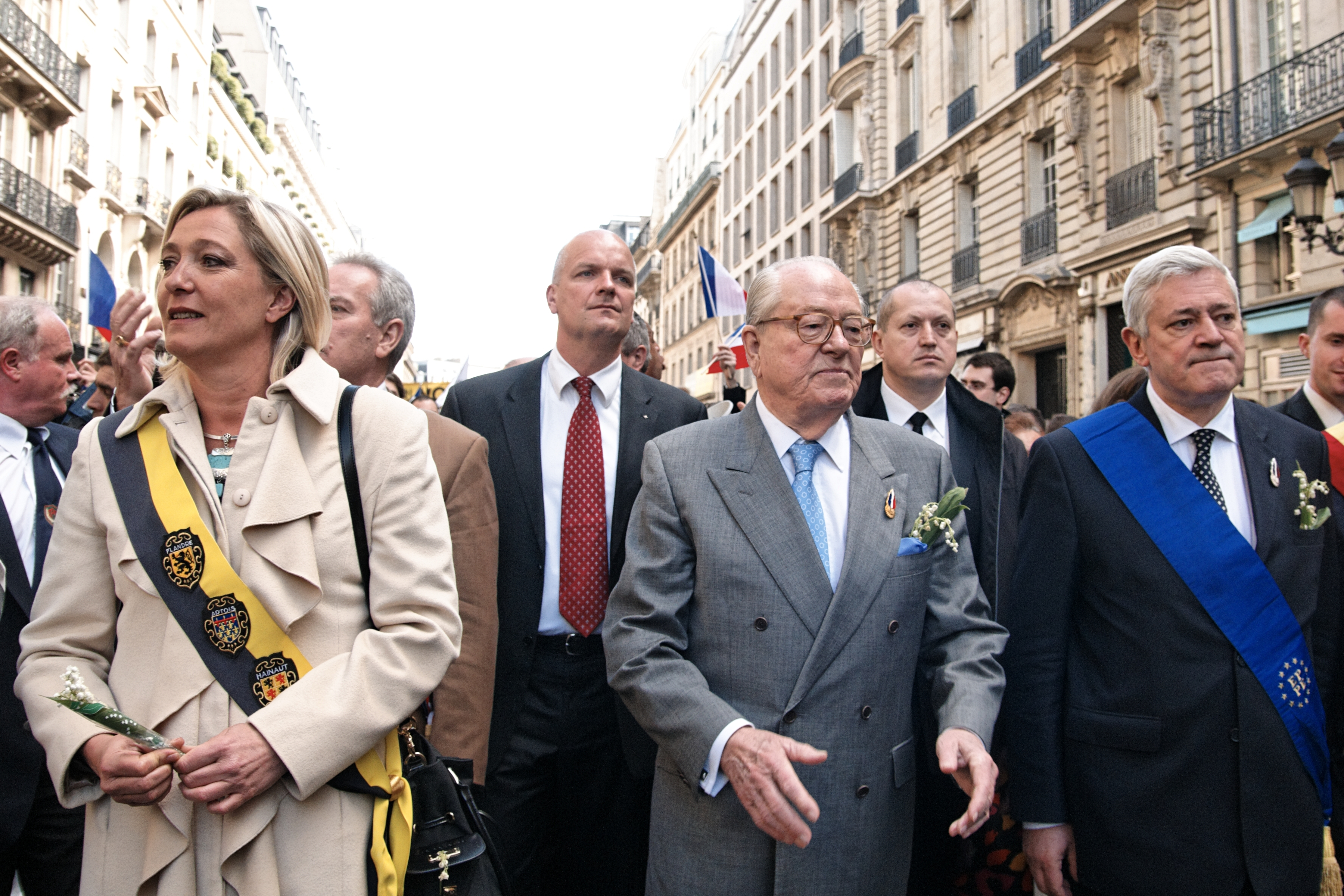
Jean-Marie Le Pen entouré des deux candidats à sa succession à la présidence du FN : Marine Le Pen et Bruno Gollnisch.

Le 12 avril 2010, le bureau politique désigne les 15 et 16 janvier 2011 pour le prochain congrès du Front national. Celui-ci doit avoir pour but de désigner le nouveau président du parti puisque Jean-Marie Le Pen a indiqué qu'il ne serait pas candidat à sa succession. Deux candidats sont déclarés : Marine Le Pen et Bruno Gollnisch, tous deux vice-présidents exécutifs du parti et députés européens. Marine Le Pen est, parmi les deux candidats, celle recueillant le plus de signatures de secrétaires départementaux : soixante-huit (contre trente pour son concurrent, Bruno Gollnisch) Une campagne interne en préalable au XIVe congrès se tient, du 1er septembre au 15 décembre 2010, chacun des deux candidats en lice se déplaçant dans les différentes fédérations départementales. Les réunions de soutien à Marine Le Pen sont, le plus souvent, celles recueillant le plus de participants (jusqu'à huit cents à Paris en novembre 2010).
Lors du congrès de Tours, le 16 janvier 2011, Marine Le Pen devient la présidente du parti, avec un taux de participation de 76,45 %, recueillant 67,65 % des voix,. Jean-Marie Le Pen devient lui président d'honneur du parti. À l'issue du scrutin interne pour désigner son nouveau président, le parti compte 22 403 adhérents.

### Présidence de Marine Le Pen
L'arrivée de Marine le Pen à la tête du parti est accompagnée pour le Front national par des scores importants sur plusieurs élections de suite, au point qu'elle affirme avoir bouleversé le paysage politique français en un « tripartisme ». Cette analyse est partagée par d'autres responsables politiques, de droite comme de gauche. Certains observateurs estiment plutôt , que sous la présidence de Marine Le Pen, le parti est devenu un parti attrape-tout,,,,.

#### Lancement d'une stratégie de «normalisation» du parti

##### Une «dédiabolisation» revendiquée
Depuis son arrivée à la tête du Front national, Marine Le Pen a rapidement progressé dans les enquêtes d'opinion. Selon plusieurs universitaires, ceci s'explique par une stratégie de crédibilisation et normalisation (ou pour reprendre le terme du Front national, de « dédiabolisation ») poursuivie par Marine Le Pen. Celle-ci consiste à adopter un discours plus « respectable » en s'éloignant des positions et déclarations les plus controversées de Jean-Marie Le Pen concernant l'antisémitisme, l'immigration ou l'avortement, au profit de problématiques plus sociales. Cela passe également par l'exclusion de membres parmi les plus radicaux,.
En février 2013, un article du quotidien Le Monde constate que le Front national « se banalise aux yeux des Français » d'après les résultats d'un sondage réalisé à intervalles réguliers par l'institut TNS Sofres, ce qui attesterait de la « réussite de la stratégie dite de « dédiabolisation » voulue et portée par Marine Le Pen ». L'universitaire Alexandre Dézé indique cependant que ces résultats sont à manier avec précaution car, selon lui, « bien d'autres résultats du baromètre 2013 montrent que le FN est encore loin d'être perçu comme un parti « normal » par la population »,.
Le 20 août 2015, le bureau exécutif du Front national se réunit pour sanctionner un nouveau dérapage de Jean-Marie le Pen, datant du 4 avril 2015. Après délibération, ce bureau exécutif choisit à la majorité d'exclure le cofondateur du parti. Cette décision suscite la réprobation de plusieurs cadres du parti.
Louis Aliot et Florian Philippot exercent un rôle central dans la stratégie de dédiabolisation, le premier en excluant des cadres considérés comme trop radicaux, le second en portant « l'expression d’une ligne moins droitière sur les enjeux culturels » selon les chercheurs Antoine Bristielle, Tristan Guerra et Max-Valentin Robert.
En 2012, le sociologue Sylvain Crépon montre, pour ce qui est du militantisme au sein de ce mouvement dans les années 2000 et 2010, la permanence du « vieux fond nationaliste de l'extrême droite française, dont l'une des principales caractéristiques idéologiques consiste à se montrer hermétique aux valeurs universalistes des droits de l'homme », et surtout celle de la question identitaire qui « constitue, aujourd'hui encore, la pierre angulaire de l'idéologie du nouveau lepénisme ».

##### Programme économique opposé à la mondialisation
Le programme économique du Front national présidence de Marine Le Pen favorise une approche beaucoup plus opposée à la mondialisation et étatiste. Elle projette de prélever 15 % des profits des 50 plus grands groupes économiques, une taxe de 33 % sur les délocalisations et la nationalisation temporaire des banques.
Le politologue Christophe de Voogd, professeur à l'IEP de Paris, note que le discours économique de Marine Le Pen a permis l'« attraction », sinon l'« hégémonie » du FN sur les ouvriers, les jeunes sans emploi, les retraités modestes, ainsi que les agents publics paupérisés. Il relève ainsi un double phénomène depuis plusieurs années : « le passage des thèmes étatistes et égalitaristes de la gauche radicale au Front national, en même temps que celui-ci radicalisait son anti-européisme, jusqu'à prôner une sortie non seulement de l'euro mais, dans les faits, de l'Union ».
Le Front national attaque l'Union européenne notamment sur trois points :
- le rôle de la Banque centrale européenne est, selon le FN, centré sur la lutte contre l'inflation, mais pas contre le chômage[184] ;
- la France serait mise en concurrence économique déloyale avec des pays à bas coûts de salaire[185] ;
- l'ouverture totale des frontières conduirait aux délocalisations et à la désindustrialisation de la France[186].

La critique de la mondialisation devient le cheval de bataille de Marine Le Pen.

##### Formation des candidats et des cadres
La normalisation passe également par la formation des cadres du parti et une présence locale accrue, avec la création, en septembre 2012, d'une délégation nationale aux actions de proximité, confiée au conseiller régional du Languedoc-Roussillon Julien Sanchez, et sur la ruralité, l'agriculture et l'environnement, questions désormais gérées par Leif Blanc, ancien journaliste au Figaro Magazine et Paris Match. D'autre part, le Front national relance une dynamique de formation interne interrompue depuis la scission mégrétiste, avec la mise en place de la formation Campus bleu Marine (CBM) en janvier 2013, sous la direction de Louis Aliot. Celle-ci propose des modules consacrés aux élections municipales (avec l'objectif de réaliser plus de 600 formations de candidats et de constituer 500 listes pour le printemps 2014), à la communication et aux actions de terrain, prolongés par des ressources en ligne. Si les contenus ne diffèrent pas fondamentalement de ceux mis en place par Carl Lang via le Secrétariat général du Front dans les années 1990, cette nouvelle stratégie de formation s'en distingue par l'origine des formateurs eux-mêmes, le plus souvent étrangers à l'extrême droite radicale. Cependant, il existe une tension entre d'une part ce souci de formation des cadres à une culture de gouvernement qui fait défaut, associé au nouveau courant technocratique représenté par Florian Philippot, contesté au sein du parti, et d'autre part le discours populiste sur le thème « nous sommes composés de gens populaires ancrés dans la vraie vie » qui est l'une des particularités du Front national.

##### Relations avec la nébuleuse des droites extrêmes
À partir de 2011, sous l'entreprise de normalisation de Marine Le Pen, le Front national rompt plus ouvertement avec les mouvances des droites extrêmes qui poursuivent avec lui de longue date des stratégies d'alliance ou d'entrisme, au moins dans la mesure où il s'agit des plus voyantes dans les médias. On voit ainsi les Jeunesses nationalistes révolutionnaires de Serge Ayoub ou d'une manière générale « toute personne ayant un look crâne rasé » être exclues du défilé emblématique du 1er mai, notamment via des instructions adressées aux secrétaires départementaux du Front.

##### Limites de l'évolution idéologique

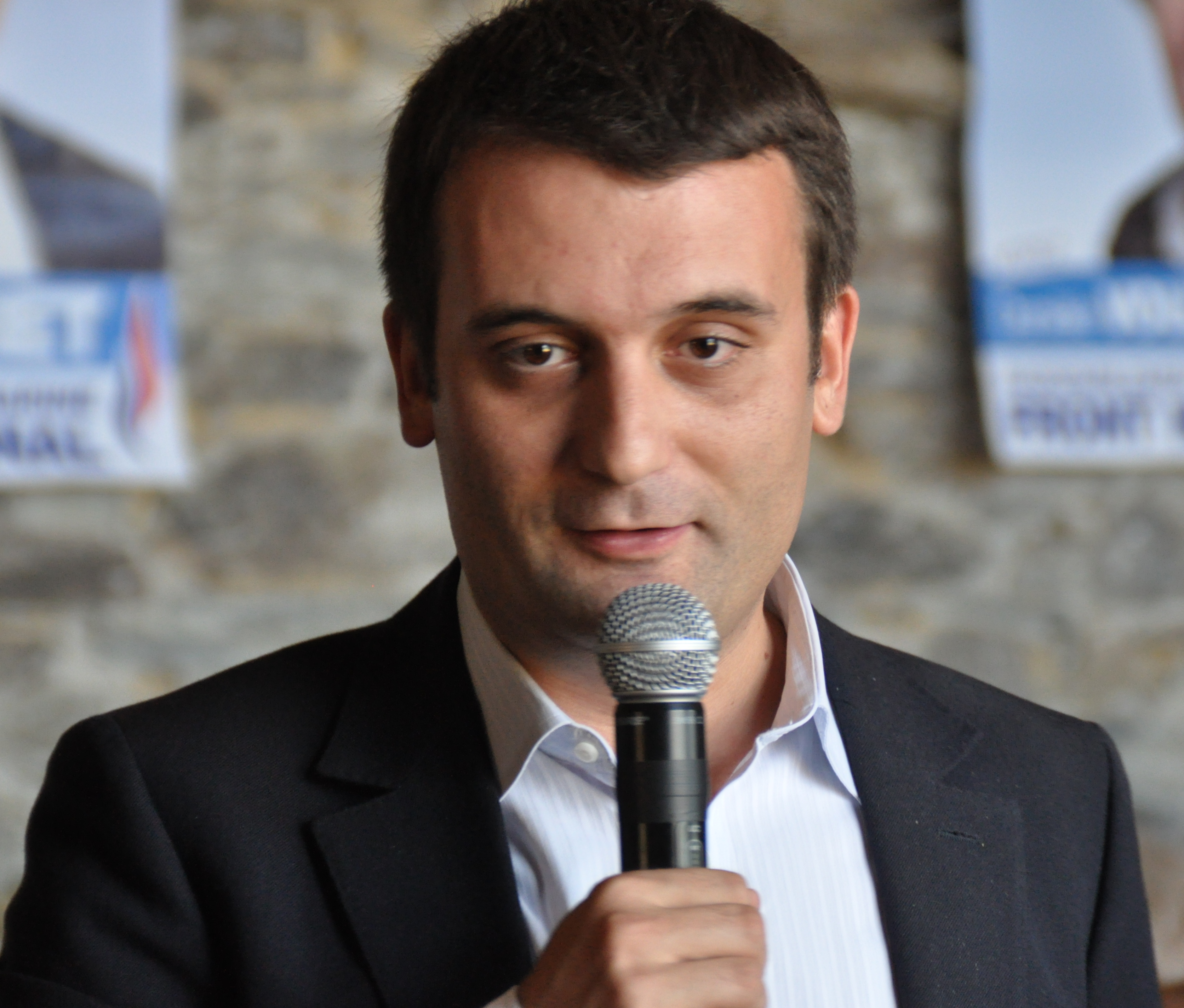
Florian Philippot, vice-président du FN de 2012 à 2017.

Nicolas Lebourg, historien et chercheur à l'université de Perpignan, estime que « [la] vision du monde [de Marine Le Pen] correspond à la structure profonde du national-populisme, le courant structurant de l'extrême droite française [pour lequel] il faut privilégier le rapport direct entre le sauveur et le peuple, par-delà la trahison d'élites fatalement corrompues. Il est l'apologiste d'un nationalisme fermé recherchant une unité nationale mythique et altérophobe. Il joint des valeurs sociales de gauche et des valeurs politiques de droite (ordre, autorité, etc.) ». Pour l'historien Stéphane François, « Marine Le Pen reste quand même dans la continuité de son père, notamment lorsqu'elle cherche à se présenter comme la protectrice des classes populaires […] La rupture est plutôt à chercher dans le style de Marine le Pen, qui rompt réellement avec celui de son père ».
Le politologue Jean-Yves Camus souligne pour sa part que « les exclusions de militants trop marqués par le néo-fascisme, la reconnaissance par Marine Le Pen de la Shoah comme d'une « abomination », son rejet sincère du négationnisme et du nazisme, ont également pour limite la persistance au sein du FN de noyaux militants radicaux dont la vision du monde a pour base la nécessité de répudier toutes les idées fondatrices de la démocratie libérale, avec une fixation particulière contre l'antiracisme, l'égalitarisme et l'universalisme ». Le magazine Marianne recense ainsi nombre de déclarations antisémites après 2010 qui n'ont fait l'objet d'aucune sanction par le parti. Des candidats investis par le FN aux élections départementales de 2015 sont également mis en cause pour des propos haineux.
De même que Sylvain Crépon, Jean-Yves Camus considère que cette stratégie de normalisation se heurte au besoin du Front national de rester une force « anti-système » pour conserver sa crédibilité auprès de ses militants : à trop se normaliser, le Front national courrait le risque de se couper de sa base historique. De fait, dans une étude comparée des discours électoraux de Jean-Marie et Marine Le Pen, Marion Ballet, chercheuse en sciences politiques à l'université de Versailles-Saint-Quentin-en-Yvelines, montre que « les marqueurs affectifs de la culture frontiste demeurent invariables sur la période étudiée, de 1988 à 2012, et ne se trouvent pas affectés par le changement de leadership au FN » : loin de se rapprocher du discours des partis de gouvernement, celui du Front national reste caractéristique d'un parti hors système, les thèmes de l'indignation et de la peur y étant toujours les plus présents et « la passion nationale fortement sollicitée, tandis que les appels à l'espoir demeurent peu nombreux et dirigés vers un avenir lointain ».
Plusieurs politologues estiment qu'il y a deux Front national : le FN « philippiste » (du nom du vice-président Florian Philippot, dont la ligne est suivie par Marine Le Pen) ou FN « du Nord » (en référence à son implantation géographique), aux positions souverainistes et protectionnistes, et le FN « lépeniste » (du nom de l'ancien président Jean-Marie Le Pen) ou FN « du Sud », moins étatiste et plus sensible aux questions identitaires,,.

#### Marine Le Pen à 17,9% et retour à l'Assemblée en 2012
Aux élections cantonales de 2011, le FN parvient à se maintenir dans 402 cantons, sous le slogan « Contre le système UMPS : la vague bleu Marine ». La tactique du « front républicain » permet de contenir la performance du Front national, qui obtient seulement deux conseillers généraux (dans le Var et le Vaucluse). Deux mois plus tard, le 16 mai 2011, la candidature de Marine Le Pen à l'élection présidentielle de 2012 est validée à l'unanimité par le bureau politique du FN. Dans le même temps, les intentions de vote en sa faveur diminuent et elle est à nouveau donnée troisième dans l'optique du premier tour.
Dans son projet présidentiel, Marine Le Pen déclare souhaiter redonner à la France son indépendance dans tous les domaines, fermer la parenthèse de l'« hyper-libéralisme » et du « mondialisme », renverser le mouvement de désindustrialisation et de délocalisation. Du côté des recettes budgétaires, elle prône le retour à une monnaie nationale, l'instauration de taxes à l'importation, une baisse de la contribution française au budget de l'UE, une réduction importante de l'immigration et le rapatriement de tous les clandestins, la lutte contre la fraude fiscale et sociale ; du côté des dépenses, elle se prononce pour une augmentation des budgets de la fonction publique de l'État et de la formation professionnelle, l'augmentation de 200 euros net de tous les salaires inférieurs à 1,4 fois le Smic par une exonération des cotisations sociales, l'augmentation de la prise en charge de santé pour les plus pauvres et les zones rurales,.
Selon ses partisans, Marine Le Pen peine à obtenir les 500 signatures d'élus nécessaires pour être candidate à l'élection présidentielle. En décembre 2011, elle saisit le Conseil d'État afin d'obtenir l'anonymat des parrainages, invoquant le fait que les élus sont soumis à des pressions ; le Conseil constitutionnel, saisi d'une QPC dans le cadre de cette procédure, ne déclare pas contraire à la Constitution la disposition législative qu'elle contestait. Les déclarations de Marine Le Pen sur ses difficultés à recueillir ses parrainages sont parfois présentées comme un « bluff » ayant pour objectif de faire parler d'elle dans les médias,,. Elle obtient finalement les parrainages nécessaires.

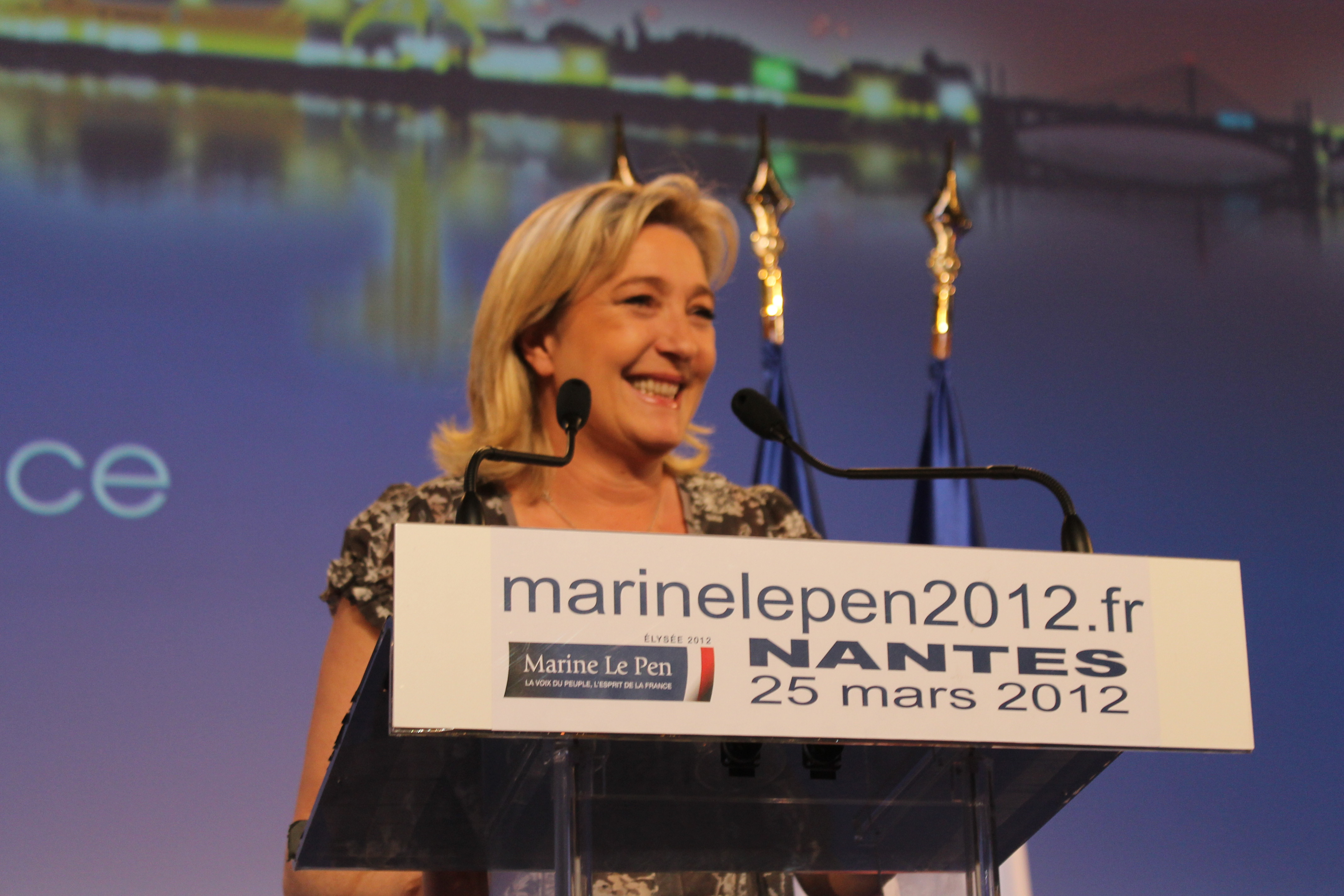
Marine Le Pen en meeting, le 25 mars 2012, à Bouguenais (Loire-Atlantique).

Durant sa campagne présidentielle, Marine Le Pen adopte un rythme hebdomadaire de meetings qui s'accélère après l'entrée en campagne officielle du président sortant, Nicolas Sarkozy. La candidate FN, qui donne parfois la parole aux participants, y est écoutée par un public généralement moins nombreux que pour ses concurrents (entre 1 200 et 6 500 participants). Des difficultés de financement de sa campagne l'empêchent de tenir plusieurs rassemblements.
Au premier tour, totalisant 6,4 millions de voix, soit 17,9 % des suffrages exprimés, Marine Le Pen termine troisième. Elle réalise un résultat supérieur à ceux de son père Jean-Marie Le Pen, qui avait obtenu son meilleur score en 2002, avec 16,9 % des suffrages au premier tour. Alors que certains membres de son parti sont tentés d'appeler à voter pour Nicolas Sarkozy au second tour, elle ne donne pas de consigne de vote et indique qu'elle votera blanc,.
Dans la revue Le Débat, Marcel Gauchet et Jean-François Kahn notent, qu'après cette élection, le FN est devenu l'opposant universel à la gauche, mais aussi à la droite. Le remplacement du discours plutôt libéral de Jean-Marie Le Pen par celui, étatiste et social de sa fille, « a renoué avec le ressort d'une des alliances les plus fortes dans le champ politique français, celle de l'aspiration nationale et de l'aspiration sociale », sans toutefois que le parti puisse pour l'instant participer au pouvoir, les auteurs concluant : « impossible de gouverner sans lui, impossible de gouverner avec lui ».

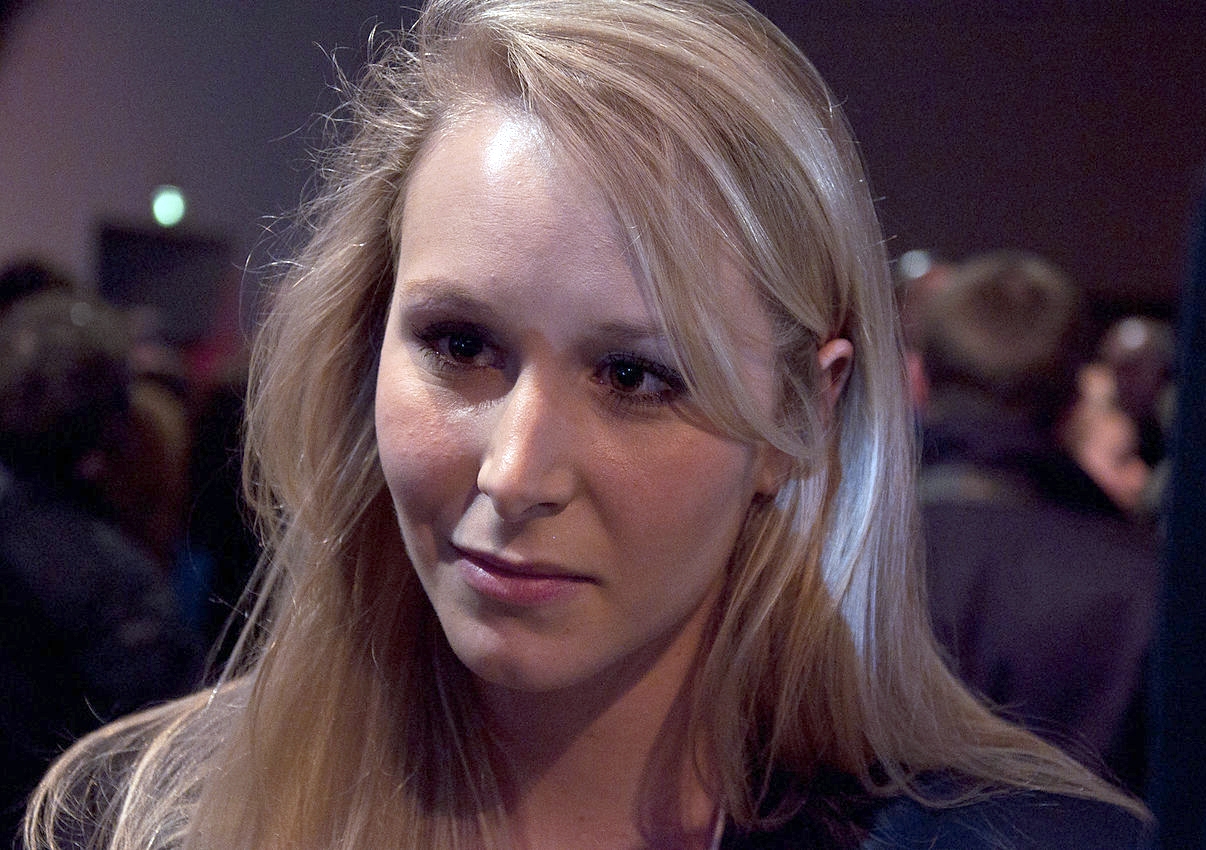
Marion Maréchal, élue députée dans la 3e circonscription de Vaucluse en 2012.

En vue du scrutin législatif de juin 2012, Marine Le Pen lance la coalition du Rassemblement bleu Marine (RBM), qui comprend le Front national, d'autres structures (Souveraineté, indépendance et libertés, Entente républicaine) et des personnalités politiques comme l'avocat médiatique Gilbert Collard. Au premier tour, les candidats FN obtiennent 3,5 millions de voix, soit 13,6 % des suffrages exprimés au niveau national, en net recul par rapport à l'élection présidentielle mais en forte progression par rapport au premier tour des élections législatives de 2007. Au second tour, 61 candidats FN se maintiennent. Deux sont élus députés à l'occasion de triangulaires face à des candidats PS et UMP : ainsi, émerge sur la scène politique nationale la petite-fille du fondateur et la nièce de la présidente, Marion Maréchal, qui l'emporte dans la 3e circonscription du Vaucluse, tandis que Gilbert Collard, membre du RBM, est élu dans la 2e circonscription du Gard. C'est le retour du FN à l'Assemblée nationale, après la période 1986-1988 (l'élection remportée en 1997 ayant été invalidée). En revanche, dans la onzième circonscription du Pas-de-Calais, Marine Le Pen arrive largement en tête du premier tour — éliminant Jean-Luc Mélenchon, son concurrent du Front de gauche à l'élection présidentielle de 2012 — mais s'incline de peu au second tour face au PS Philippe Kemel. Le porte-parole de la campagne présidentielle, Florian Philippot, échoue quant à lui en Moselle.

#### Élections municipales et européennes de 2014
Le 12 juillet 2012, Florian Philippot et Jean-François Jalkh deviennent vice-présidents du parti, chargé de la stratégie et de la communication pour le premier (qui fait également pour la première fois son entrée au bureau exécutif), et chargé des affaires juridiques et des élections pour le second. Le FN compte désormais cinq vice-présidents au total avec Louis Aliot, Marie-Christine Arnautu et Alain Jamet. À cette occasion, la délégation générale est supprimée, et Louis Aliot passe de la vice-présidence chargée du projet à celle chargée de la formation et des manifestations. L'historien Nicolas Lebourg et le documentariste Joseph Beauregard notent que Florian Philippot a « peu ou prou obtenu ce que n'avait eu aucun numéro deux, la fusion sous son autorité de prérogatives relevant de la présidence, du secrétariat général et de la délégation générale ».

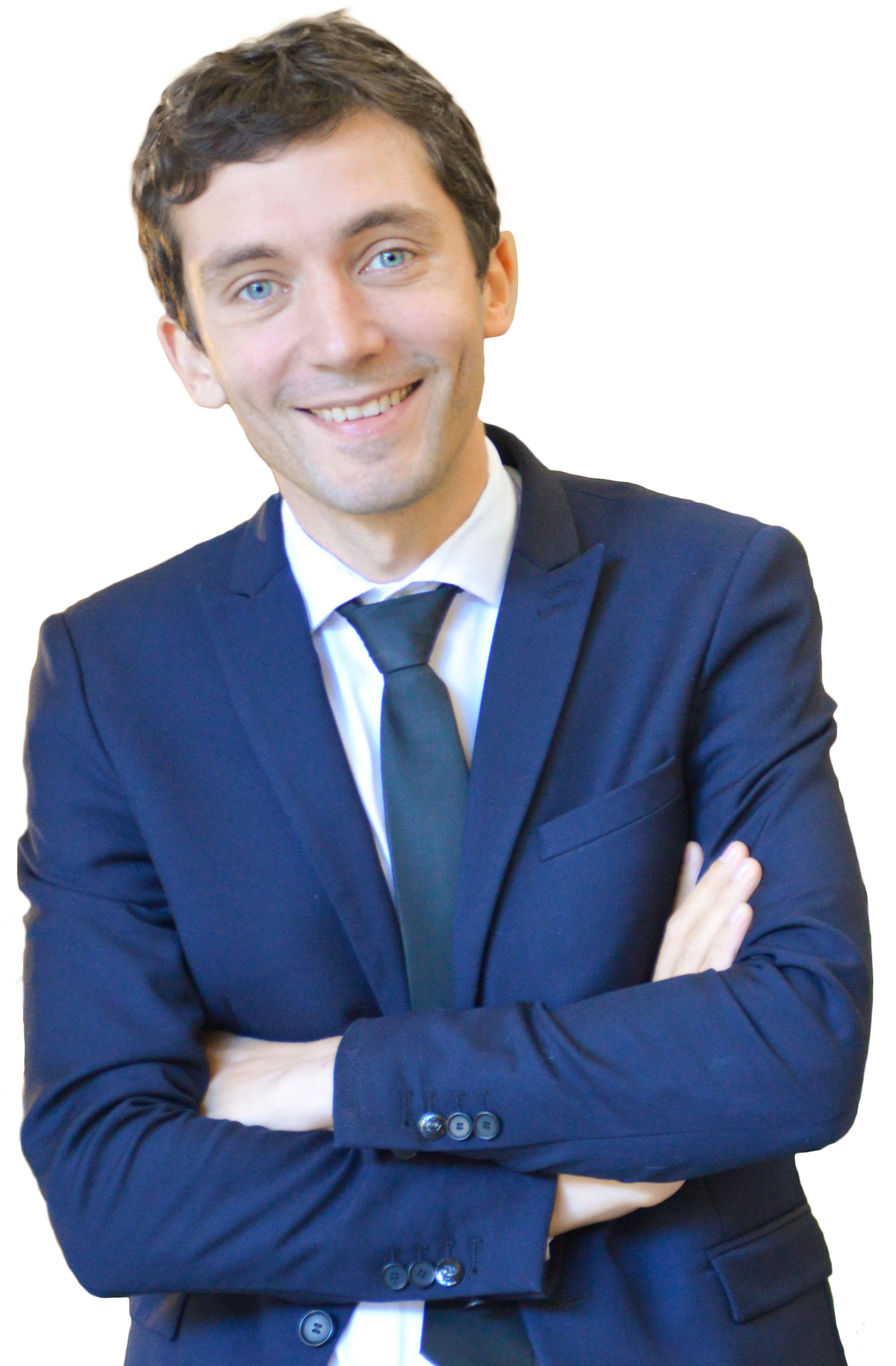
Julien Sanchez, élu maire de Beaucaire en 2014.

Le Front national annonce en octobre 2012 la constitution de listes « Bleu Marine » - listes d'union dans le cadre du Rassemblement bleu Marine dans plusieurs villes ; plusieurs centaines de têtes de listes FN et/ou RBM sont d'ores et déjà investies par la commission nationale d'investiture du mouvement :
- Paris : La tête de liste FN à Paris pour les élections municipales de 2014 est Wallerand de Saint-Just, conseiller régional et trésorier du FN. Il est investi le 1er décembre 2012.
- Marseille : La tête de liste FN à Marseille pour les élections municipales de 2014 est Stéphane Ravier[225], conseiller régional de Provence-Alpes-Côte d'Azur et membre du bureau politique du Front national.
- Lyon : Pressenti comme tête de liste FN aux élections municipales de 2014 à Lyon depuis l'hiver 2011, Christophe Boudot, secrétaire départemental du mouvement dans le Rhône, confirme sa candidature le 16 mars 2013 sur le site Lyon capitale. Quelques semaines plus tôt, la fédération FN du Rhône met en place un site se voulant le « Cahier de doléances virtuel des Lyonnais, Les Lyonnais parlent aux Lyonnais », voulant recueillir l'avis des habitants de Lyon sur le bilan du maire sortant, le socialiste Gérard Collomb.

Les sondages à l'approche du scrutin des élections municipales de 2014 prédisent une percée du parti. Pour Le Figaro, cela s'explique par la nouvelle stratégie du FN visant à nationaliser son implantation et présenter le maximum de candidats, ce qui n'était pas le cas auparavant ; d'autre part, cela se conjugue avec l'évolution de la sociologie de ses électeurs, conquérant des parts dans les milieux populaires, ruraux et, fait nouveau, dans les zones périurbaines. Toujours distancé par le PS et l'UMP, il ambitionne en 2014 de se maintenir au second tour dans de grandes villes en provoquant des triangulaires. Si le FN se fixe l'objectif de présenter autant de listes que possibles (20 000 candidats au total), l'expérience limitée de ses effectifs en comparaison des autres principaux partis le conduit à mobiliser les réseaux familiaux.
Au bilan, il obtient 1 544 sièges de conseillers municipaux, et plusieurs communes dont Hénin-Beaumont (Steeve Briois) dès le premier tour, Fréjus (David Rachline), le Septième secteur de Marseille (Stéphane Ravier), Beaucaire (Julien Sanchez), Villers-Cotterêts, Hayange, Le Pontet, Le Luc, Cogolin, Mantes-la-Ville. À Béziers, la liste de Robert Ménard, soutenue par le FN, emporte le second tour, de même qu'à Camaret-sur-Aigues.

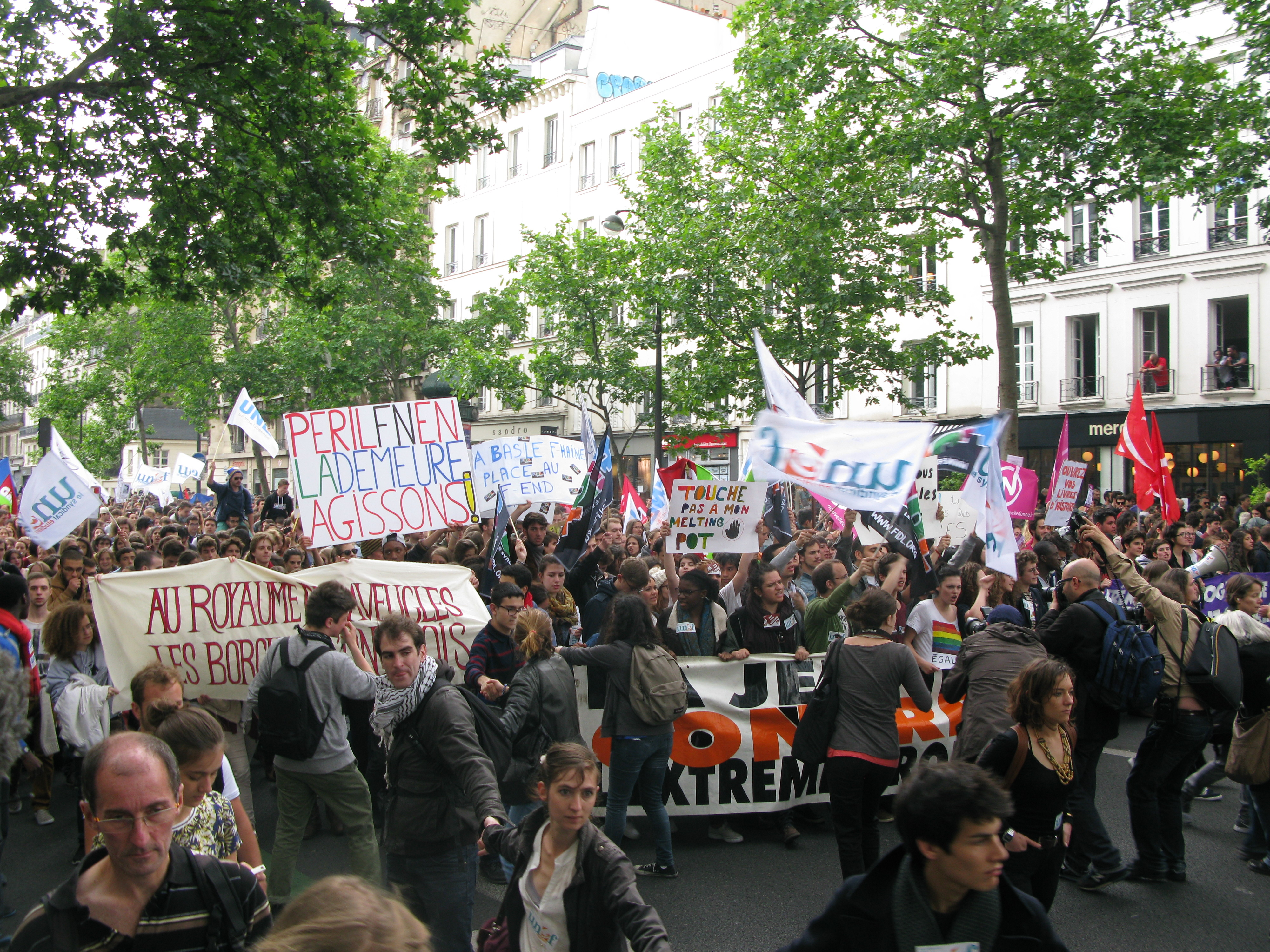
Manifestation parisienne contre le résultat du Front national aux élections européennes.

En vue de constituer un groupe au Parlement européen à la suite des élections européennes de 2014, le Front national lance un certain nombre de négociations avec des partis politiques des États membres de l'Union susceptibles de partager ses positions. En janvier 2014, une alliance est ainsi conclue avec la Ligue du Nord.

Logotype édité par le FN à l'occasion du scrutin européen de 2014.

À l'issue du scrutin, le FN arrive en tête, avec 24,86 % des voix, et remporte 24 sièges (nombre ensuite réduit à 23 après que Joëlle Bergeron a quitté le FN). Il s'agit dans son histoire de la première élection nationale où le FN arrive en première position. En réaction à sa victoire, quelques manifestations d'étudiants ont lieu, mais elles mobilisent bien moins qu'après le premier tour de l'élection présidentielle de 2002, qui avait vu Jean-Marie le Pen se qualifier pour le second tour.

#### Entrée du parti au Sénat pour la première fois, en 2014
À l'issue des élections sénatoriales de 2014, le FN fait pour la première fois son entrée au Sénat, avec deux élus : Stéphane Ravier, dans les Bouches-du-Rhône, et David Rachline, dans le Var. Ce dernier, en tant que benjamin, comme l'est Marion Maréchal à l'Assemblée nationale, tient l'urne de l'élection du président.

#### Enracinement du FN aux élections locales de 2015
Durant la campagne des élections départementales de 2015, plusieurs sondages donnent le FN en tête du scrutin ou talonnant l'alliance UMP-UDI. Lors du premier tour, le FN arrive en deuxième position au niveau national, derrière le bloc de droite. Il est le premier parti de France si l'on considère les résultats par partis, ce qui témoigne de son « enracinement » sur le territoire alors que ce type d'élections ne lui est généralement pas favorable. Le parti frontiste réalise de bons scores dans ses fiefs électoraux, notamment dans les villes gagnées aux municipales. Il gagne plusieurs cantons dès le premier tour et se qualifie à de nombreux endroits pour le second tour, notamment dans 37 des 41 cantons du Nord.
Tandis que le Premier ministre, Manuel Valls, se félicite de la victoire des « formations républicaines », le FN réalise un score jamais atteint jusque-là lors d'élections locales (5 142 177 voix en sa faveur), le record précédent ayant été établi aux régionales de 2004 (3 564 064 bulletins). À l'issue du second tour, le Front national obtient finalement 62 conseillers départementaux, mais échoue à être majoritaire dans les départements de Vaucluse et de l'Aisne, qu'il convoitait. Il remporte 31 cantons en une seule session électorale, alors qu'il n'avait remporté que 22 élections au scrutin majoritaire avant 2014 (17 cantons et 5 circonscriptions législatives).

#### Marine Le Pen au second tour de la présidentielle de 2017

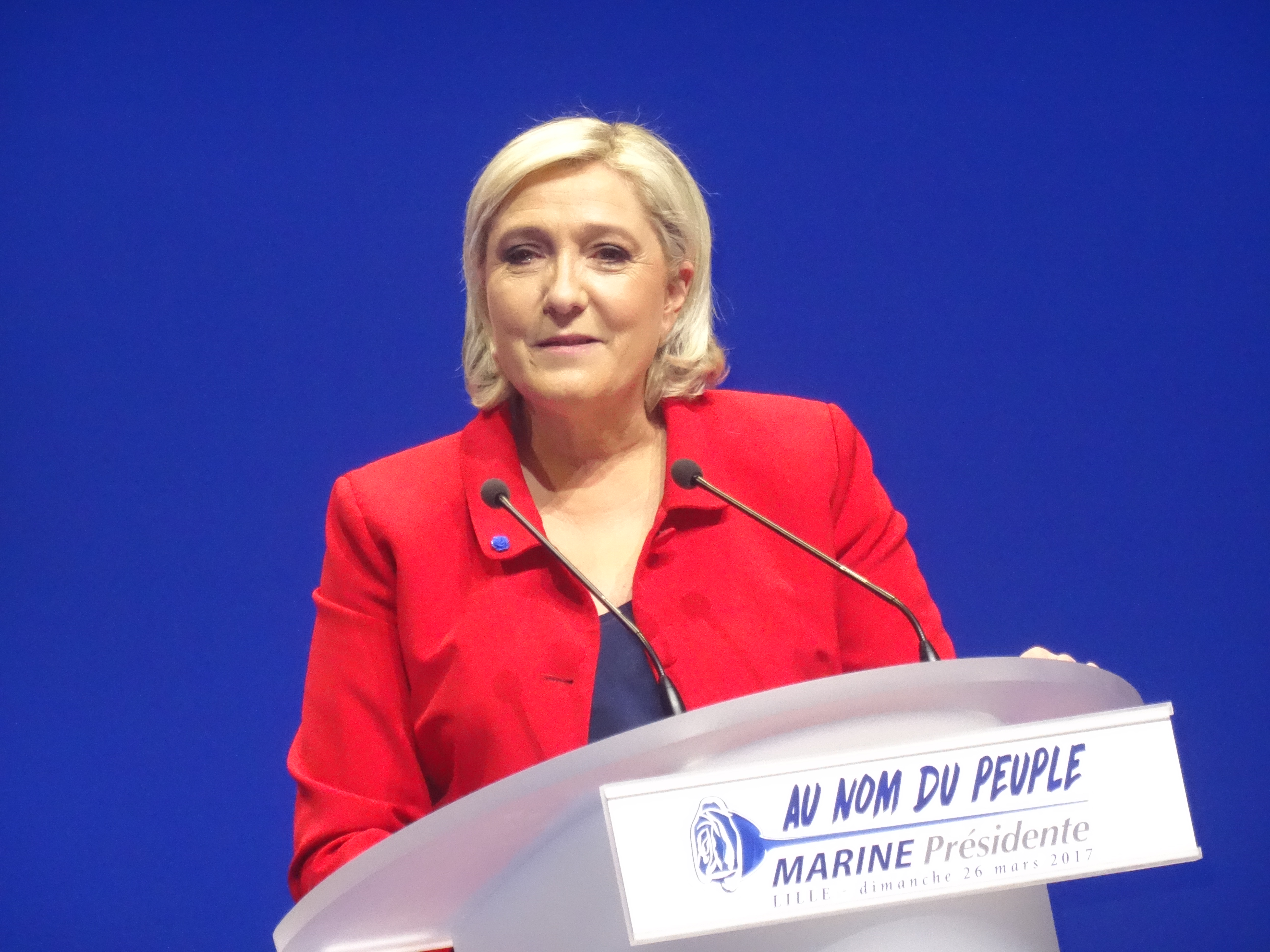
Marine Le Pen en meeting à Lille, le 26 mars 2017.

À l'issue du premier tour, Marine Le Pen se qualifie pour le second tour avec Emmanuel Macron, en arrivant en deuxième position, avec 21,3 % des suffrages exprimés.
Dans l'entre-deux-tours de l'élection présidentielle de 2017, Marine Le Pen, qualifiée pour le second tour, se met « en congé » de la présidence du FN, conduisant Jean-François Jalkh à prendre les rênes du parti par intérim en tant que premier vice-président du parti, selon l'article 16 des statuts du FN,. Il se retire trois jours après devant la polémique suscitée par des propos négationnistes tenus en 2000. Il est alors remplacé par Steeve Briois.
Après une deuxième semaine de campagne d'entre-deux-tours jugée médiocre, notamment lors du traditionnel débat télévisé, Marine Le Pen recueille 33,90 % des voix face à Emmanuel Macron. Ce score est inférieur aux prévisions, ce qui lui attire des critiques au sein même du Front national et conduit à l'exclusion de plusieurs membres du parti,,.
Lors des élections législatives de 2017, huit députés du FN ou soutenus par le FN sont élus : Marine Le Pen, Louis Aliot, Gilbert Collard, Emmanuelle Ménard, Bruno Bilde, Sébastien Chenu, Ludovic Pajot et José Évrard.

#### Restructuration et processus de renommage du parti

##### Scission de Florian Philippot

Logo du parti Les Patriotes, lancé en 2017 par Florian Philippot, défenseur d'une ligne « sociale-souverainiste » au sein du FN.

Le résultat obtenu par Marine Le Pen à l'élection présidentielle de 2017, en deçà des attentes, suscite des débats internes sur la ligne du parti, qui doit être définie lors de son XVIe congrès, repoussé à mars 2018. La rivalité entre Marion Maréchal et Florian Philippot ne s'éteint pas avec le retrait de la première de la vie politique. Deux camps défendent deux lignes antagonistes : le premier, plutôt identitaire et conservateur quant à l'histoire du parti, est représenté par Louis Aliot et Nicolas Bay ; le second, tenté par la remise à plat de l'identité du FN, a pour meneur Florian Philippot et comme principal soutien Sophie Montel.
Ces derniers, avec plusieurs autres élus, finissent par quitter le parti, le 21 septembre 2017, formant Les Patriotes,. Cette scission est sans commune mesure avec celle de 1998-1999, qui avait conduit au départ de plus de 60 % des cadres du parti. Le nombre d'adhérents du parti est également en baisse en décembre 2017, et il est annoncé que Marine Le Pen ne dirigera pas la liste FN aux élections européennes de 2019.

##### Congrès de Lille de 2018
En novembre 2017, Marine Le Pen lance une consultation des adhérents sous la forme de 80 questions portant sur les évolutions à apporter à la ligne (notamment sur une éventuelle sortie de la zone euro) et à l'organisation interne du parti. Lors du congrès de Lille, en mars 2018, 79 % des adhérents approuvent les nouveaux statuts du parti, qui transforment notamment le comité central en conseil national et suppriment la fonction de président d'honneur, jusqu'alors occupée par Jean-Marie Le Pen. À nouveau seule candidate, Marine Le Pen est élue à la tête du parti pour un troisième mandat. Elle propose alors « Rassemblement national » comme nouveau nom du parti et indique que l'option sera soumise au vote des militants.

##### Changement de nom
Le nom, « fusion sémantique de Front national et Rassemblement bleu Marine », rappelle celui du groupe FN-RN, présent à l'Assemblée nationale de 1986 à 1988, qui est une référence pour Marine Le Pen.
Pour l'historienne Valérie Igounet, les termes « rassemblement » et « national » ont « un sombre passé » : elle mentionne le Rassemblement national populaire (RNP), un mouvement politique français fasciste et collaborationniste qui espérait devenir le parti unique sous le régime de Vichy. En 1954, Jean-Louis Tixier-Vignancour, avocat et homme politique d'extrême droite, était à l'origine du Rassemblement national français (RNF). La flamme tricolore stylisée, adoptée en 1972 et inspirée de celle du mouvement néo-fasciste italien MSI, reste le symbole graphique du parti,.
L'annonce de ce nouveau nom donne lieu à des contestations. En effet, le logotype « Rassemblement national » reprenant la flamme du FN (sur fond de croix de Lorraine) a été déposé à l'Institut national de la propriété industrielle (INPI) en 2013 par Frédérick Bigrat, qui se revendique comme président de l'association « Rassemblement national »,. D'autre part, Igor Kurek, gaulliste anti-FN et ancien proche de Charles Pasqua, qui se présente également comme président du Rassemblement national, revendique la propriété de la marque et promet de faire appel à la justice si le nouveau nom est adopté,. Marine Le Pen et Nicolas Bay annoncent alors des poursuites pour « utilisation frauduleuse » de la flamme et du nom qui aurait été déposé dès 1986 par le FN,. La justice donne raison au RN le 6 juillet 2022.
La consultation des adhérents a lieu par courrier à partir du 9 mai. Avec 53 % de participation et 80 % des votes en faveur du changement de nom, le Front national annonce, le 1er juin 2018, que sa nouvelle dénomination est « Rassemblement national ».

##### Élections européennes de 2019
Les élections européennes de 2019, qui se tiennent à nouveau au niveau national et non plus par circonscription interrégionale, sont les premières élections du parti sous sa nouvelle appellation. Marine Le Pen choisit Jordan Bardella, porte-parole du RN et directeur national de Génération nation âgé de seulement 23 ans, pour conduire la liste du parti. Pour Lucie Soullier (Le Monde), « Jordan Bardella ne dépasse jamais de la ligne tracée par sa patronne ». Dans la foulée, Thierry Mariani et Jean-Paul Garraud annoncent quitter Les Républicains pour rejoindre la liste du RN.
Sur le programme présenté par le parti, dénommé « Pour une Europe des nations et des peuples », le site Toute l'Europe relève : « Le parti d'extrême droite propose de “rétablir le contrôle aux frontières nationales”, mais également “d'en finir avec la concurrence déloyale organisée par Bruxelles” en abrogeant notamment la directive sur le travail détaché. Concernant les institutions, le RN propose de supprimer la Commission européenne pour “redonner le pouvoir aux peuples”. Plus question donc de sortir de l'UE ou de la zone euro mais le RN veut promouvoir une “Alliance européenne des nations” et “sauver l'Europe de l'UE”. ».
À l'issue d'un scrutin marqué par une hausse de la participation comparé au précédent, le Rassemblement national arrive en tête de justesse, moins d'un point devant la liste de la majorité présidentielle, avec 23,3 % des suffrages exprimés (– 1,5 point par rapport à 2014) et 23 élus au Parlement européen (– 1).

#### Reflux électoral aux élections locales de 2020 et 2021

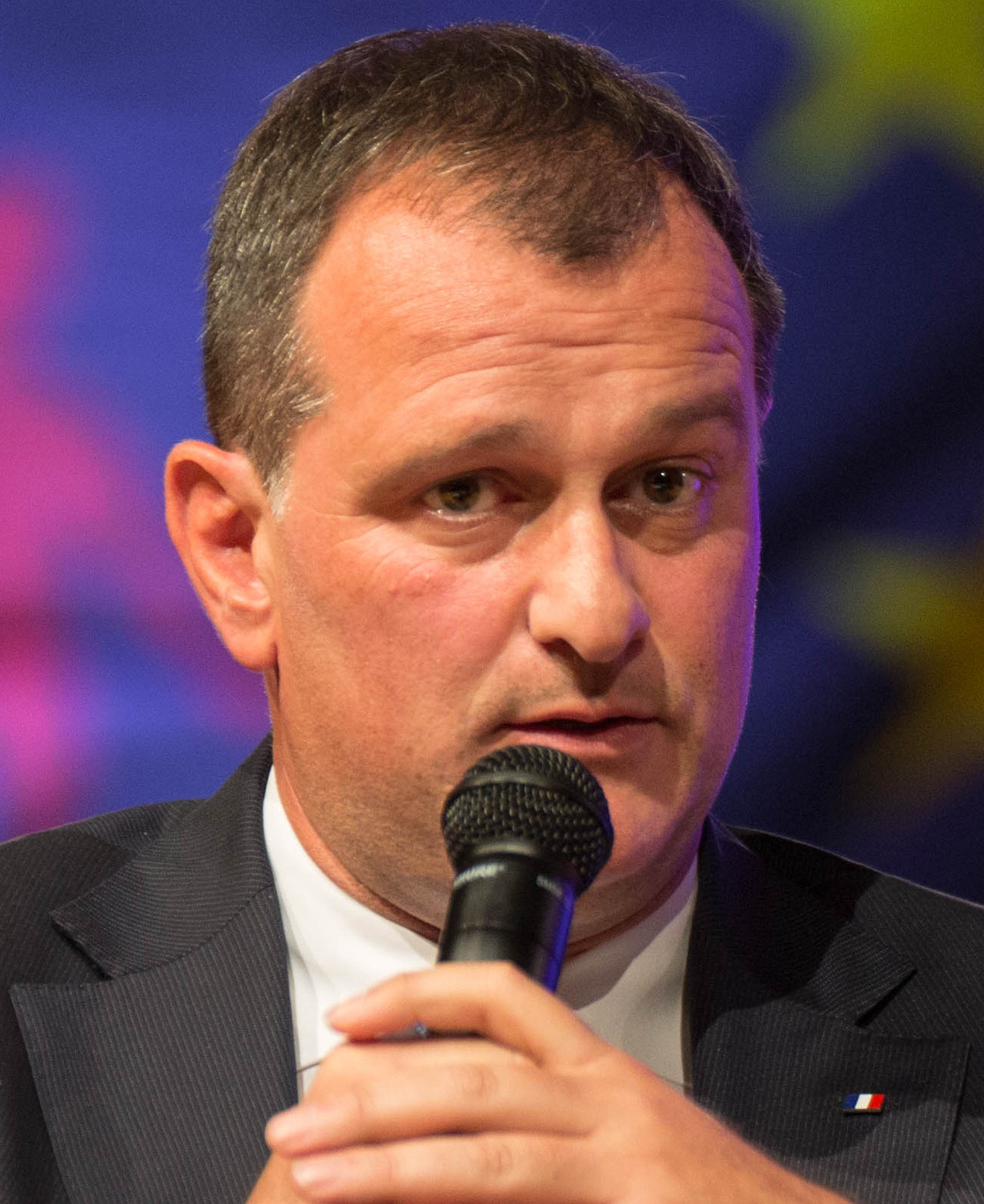
En 2020, la conquête de Perpignan, ville de plus de 100000 habitants, par Louis Aliot (photo) masque des élections municipales en demi-teinte pour le RN, qui peine à s'implanter ailleurs.

Lors de sa campagne pour les élections municipales de 2020, Marine Le Pen met toujours l'accent sur l'immigration et l'insécurité, « thématiques au cœur du programme des candidats dans leurs villes respectives » selon Jérôme Fourquet, mais s'appuie également sur les concepts de « localisme » — déjà présent en bonne place dans le programme des élections européennes — et de « démétropolisation » pour mieux lutter contre le « mondialisme » et « l'arrogante fatuité des prétendues élites » : selon Le Point, « son discours populiste porte une cohérence philosophique inédite ». Première personnalité politique à avoir déclaré sa candidature à l'élection présidentielle de 2022, elle présente les élections locales comme un instrument de conquête du pouvoir présidentiel. Cependant, selon un décompte de L'Opinion, le RN dépose moins de 400 listes lors de ces élections, contre environ 600 lors des municipales de 2014, se donnant pour objectif de présenter des listes moins nombreuses mais plus solides,. Le RN conserve huit des dix villes remportées en 2014, avec des victoires nettes et souvent acquises dès le premier tour, mais voit ses scores reculer par rapport à 2014, perd Mantes-la-Ville (Yvelines), Le Luc (Var) ainsi que le 7e secteur de Marseille (défaite de Stéphane Ravier) ; le parti remporte quelques nouvelles mairies, dont surtout Perpignan avec Louis Aliot, ainsi que trois plus petites villes dans le Vaucluse (Morières-lès-Avignon, Bédarrides et Mazan), Moissac en Tarn-et-Garonne et Bruay-la-Buissière dans le Pas-de-Calais,,. Le RN perd un peu plus de 40 % de ses effectifs dans les conseils municipaux, passant d'environ 1 500 élus en 2014, à environ 850 élus, au lieu de plusieurs milliers escomptés,.
Les élections régionales et départementales de 2021 se soldent également par un échec important du Rassemblement national. À la surprise générale, et notamment des sondeurs, le parti n'arrive en tête du premier tour qu'en Provence-Alpes-Côte d'Azur, contre six régions en 2015. Le parti recule partout en France, et parfois de façon très significative, ce qui conduit ses dirigeants à appeler son électorat à aller voter au second tour, dans un contexte d'abstention record (près de 67 %). À l'issue d'un second tour qui n'est pas marqué par un regain de mobilisation, en PACA, la seule région où l'extrême droite pouvait espérer l'emporter, l'alternance n'a pas lieu, notamment en raison d'un front républicain. Au total, le parti perd près d'un tiers de ses élus régionaux par rapport à 2015. Les départementales sont également marquées par un recul, notamment dans les Hauts-de-France et le Sud ; alors que le parti avait en 2015 manqué de peu de remporter le Vaucluse, fief de Marion Maréchal, les espoirs se portaient cette fois dans les Pyrénées-Orientales dans la lignée de l'élection de Louis Aliot à la mairie de Perpignan, mais aucun canton n'est remporté. Le RN perd 17 cantons, soit plus de la moitié du total remporté en 2015, et n'en gagne que trois (Moissac, Bruay-la-Buissière et Marseille-6).
Le XVIIe congrès du parti se tient quelques jours après cet échec, à Perpignan. À nouveau seule candidate, Marine Le Pen est élue pour un quatrième mandat à la présidence, sans que ne soient communiqués les chiffres de la participation dans un contexte de reflux du nombre d'adhérents. À cette occasion, elle préfère Jordan Bardella à Louis Aliot pour la première vice-présidence du RN, ce qui permettra au premier d'assurer l'intérim à la tête du mouvement lors de la campagne présidentielle de 2022. Le « clan d'Hénin-Beaumont » — qui est notamment à l'origine de la marginalisation du courant conservateur et identitaire du RN — parvient à accroître son influence au sein des instances du parti, d'où sont évincés ou non-reconduits des élus comme Stéphane Ravier, Philippe Vardon et Andréa Kotarac. Malgré des doutes sur le maintien de la stratégie de dédiabolisation et de recentrage adoptée depuis de nombreuses années par Marine Le Pen, peu de cadres se montrent critiques en public, à l'exception notable de Romain Lopez, proche de Marion Maréchal.

#### Marine Le Pen au second tour de la présidentielle de 2022
Marine Le Pen est une nouvelle fois opposée à Emmanuel Macron au second tour. Malgré la concurrence du polémiste Éric Zemmour, elle progresse en pourcentage et en nombre de voix. Elle ne parvient pas à être élue au second tour mais améliore son score de 8%. Selon l'institut Ipsos, le second tour marque « une certaine "normalisation" du vote Le Pen, qui a progressé par capillarité pour se rapprocher d'Emmanuel Macron au sein des catégories intermédiaires, et séduire une minorité de moins en moins étriquée des couches favorisées ».

#### Élections législatives de 2022
À la suite des élections législatives de 2022, le RN réalise une percée historique, avec 89 députés élus qui font leur entrée à l'Assemblée nationale. Le RN devient ainsi le premier parti d'opposition. Il peut désormais former un groupe parlementaire, ou déposer à lui seul une motion de censure,. Avec son score réalisé au premier tour, l'État versera chaque année pendant cinq ans au parti près de sept millions d'euros, permettant au parti de combler sa dette. En raison de la position de groupe d'opposition le plus important, Marine Le Pen revendique pour son parti la présidence de la commission des Finances, au motif que la NUPES, pourtant nettement supérieure en sièges, est composée de quatre groupes dont aucun ne dépasse en taille celui du RN. Si Jean-Philippe Tanguy échoue à obtenir cette présidence, le RN obtient néanmoins deux postes à la vice-présidence de l'Assemblée.
Selon Clément Guillou de Le Monde, le RN cherche à revendiquer une « opposition constructive » en votant la moitié des textes émanant de la majorité présidentielle, même si le RN vote davantage avec les députés du parti Les Républicains. Selon l’analyste politique, il s’agit d’une stratégie qui vise à crédibiliser une image de parti de gouvernement[pertinence contestée].

### Présidence de Jordan Bardella

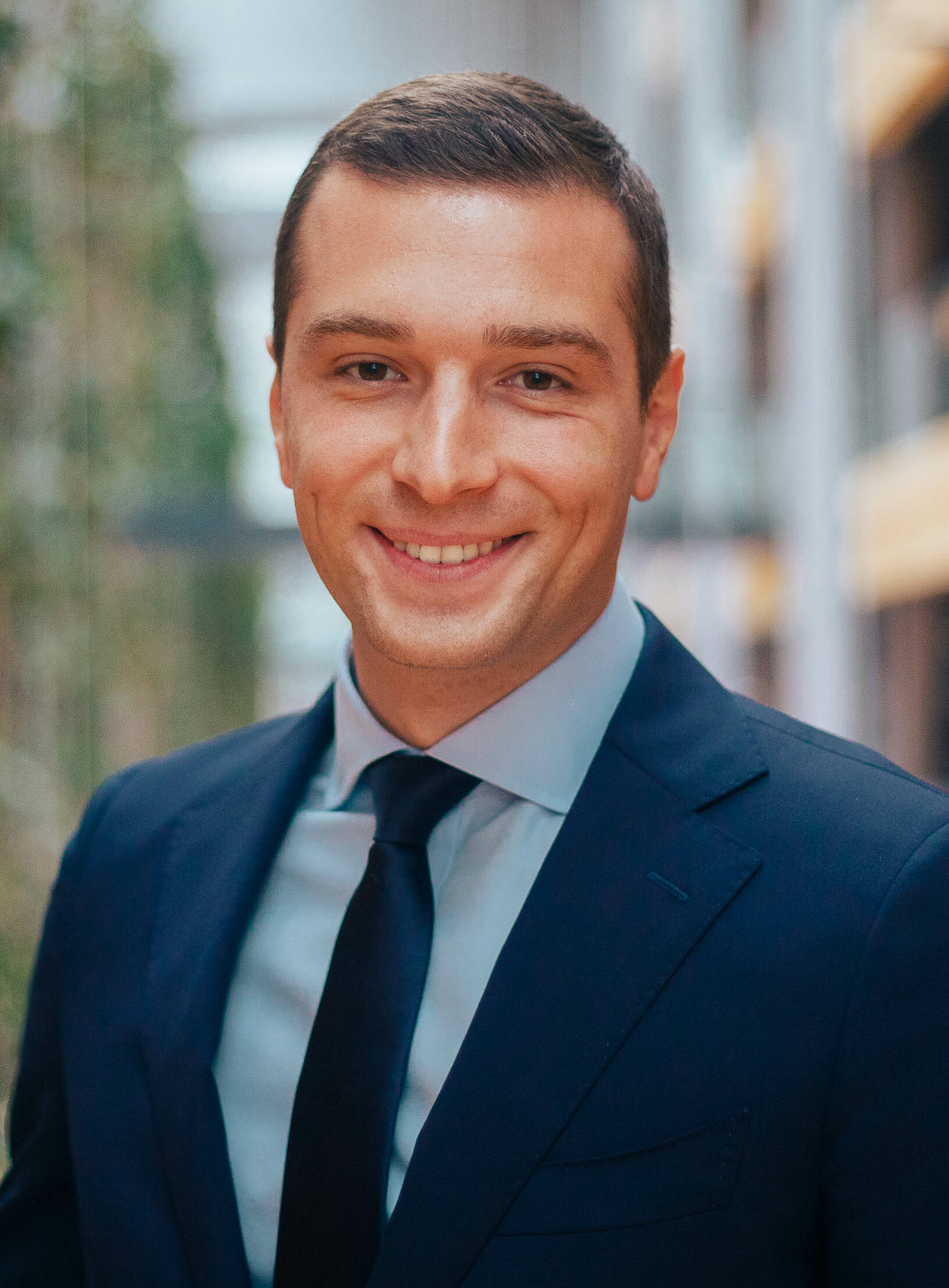
Après avoir été nommé par intérim à partir de 2021, Jordan Bardella est élu président du Rassemblement national en 2022.

En septembre 2021, Jordan Bardella devient le premier président par interim du Rassemblement national. Le 5 novembre 2022, il est officiellement élu président du parti. Au même moment se déroulait l'exclusion temporaire du parlement de Grégoire de Fournas à la suite de propos racistes en séance quelques jours plus tôt,,. 50 ans après la création du parti (alors appelé Front national), il est le premier président à ne pas être issu de la famille Le Pen ; il est cependant en couple avec une nièce de Marine Le Pen : Nolwenn Olivier,.
Son adversaire dans la course à la présidence du RN, Louis Aliot, est nommé vice-président par Jordan Bardella.

#### Résultats aux élections européennes et législatives de 2024
À la suite des élections européennes de 2024, le Rassemblement national envoie la plus importante délégation nationale du Parlement européen avec 30 députés. Jordan Bardella prend la tête du troisième groupe du Parlement européen Patriotes pour l'Europe initié par Viktor Orban. Ce dernier donne pour objectifs au groupe d'extrême droite de se positionner contre le « soutien militaire à l'Ukraine » et contre « l'immigration illégale » et pour la « famille traditionnelle » et « alléger les contraintes environnementales »,.
Ce succès électoral, plaçant le parti d'extrême droite devant toutes les autres listes, Emmanuel Macron décide le soir même des résultats de dissoudre l'Assemblée nationale. Jordan Bardella dirige alors la campagne législative du parti, sans pour autant se porter candidat dans une circonscription, et est annoncé comme Premier ministre en cas de victoire. Marine Le Pen propose une alliance aux Républicains et à Reconquête, provoquant une scission chez les deux partis : Éric Ciotti accepte cette alliance contre l'avis du bureau politique des Républicains tandis que Marion Maréchal donne son accord sans avoir consulté Éric Zemmour au préalable, provoquant son exclusion du mouvement.
Le Rassemblement national et ses alliés obtiennent le plus haut score jamais atteint par l'extrême droite à des élections législatives en France avec 33,22 % des suffrages exprimés, près de deux fois supérieur au précédent scrutin législatif, devant le Nouveau Front populaire et la coalition présidentielle,. Face aux sondages annonçant une possible majorité absolue pour l'extrême droite, les nombreux désistements d'entre deux tours et l'application d'un front républicain, laissent au second tour un nombre record de députés à l'extrême droite réunie mais dépassée par les deux autres coalitions.

#### Positionnement du parti envers les gouvernements Barnier et Bayrou
Le refus d'Emmanuel Macron d'appeler la gauche à gouverner malgré la majorité relative qu'elle a obtenu, place par la suite le Rassemblement national en position de faiseur de rois et d'arbitre dans le cadre de la nouvelle législature,. Le parti menace notamment de censurer un gouvernement Xavier Bertrand ou comptant Gérald Darmanin et Éric Dupond-Moretti,,, avant que Marine Le Pen, à la suite de la nomination de Michel Barnier, affirme que le président a « tenu compte de ses critères ». Le journal du dimanche affirme que cette nomination est issue d'un accord entre Emmanuel Macron et Marine Le Pen par l'entremise de Thierry Solère,, ce que l'ancienne dirigeante du parti dément,.
Le Rassemblement national refuse de censurer le gouvernement Barnier, un acte qui les place dans un positionnement de soutien sans participation pour la gauche, ce que le parti conteste. Le ministre de l'économie Antoine Armand, malgré son refus initial de recevoir l'extrême droite pour discuter du budget, y est finalement contraint par le Premier ministre après une discussion avec Marine Le Pen,, une situation appréciée au sein du parti qui est ainsi reçu pour la première fois à Bercy.
Le parti vote finalement la motion de censure déposée par la gauche lors du déclenchement de l'article 49 alinéa 3 de la Constitution pour faire adopter le projet de loi de financement de la Sécurité sociale pour 2025,,. Il refuse cependant de voter les motions de censure déposées contre le gouvernement Bayrou, y compris celles spontanées déposée par les socialistes suite aux révélations de l'affaire Bétharram puis après le refus de François Bayrou de permettre à l'Assemblée de légiférer sur l'âge de départ à la retraite,,.

## Programme et orientations

### Opposition à l'immigration
Le rejet de l'immigration n'est que brièvement évoqué dans les premiers documents et meetings du FN, associé au besoin de maintenir l'unicité raciale des Français. Jean-Marie Le Pen reconnait néanmoins auprès d'Ordre nouveau, qui le critiquait sur ce point, que « l'immigration constitue un thème de propagande exceptionnel dans les milieux travailleurs ». François Duprat, alors membre du bureau politique, préconise d'insister sur le thème de l'anti-immigration afin de rallier davantage de sympathisants, auxquels il conviendrait ensuite d'expliquer le « vrai problème » que constituerait les juifs. Dans « Défendre les Français », premier programme du parti publié en 1973, le sujet de l'immigration n'apparaît que deux fois de manière explicite sur une trentaine de pages mais celui-ci évoque une « constitution de véritables quartiers ou villes étrangères ».
Évoquant la thématique anti-immigration, Valérie Igounet, politologue, souligne que « Jean-Marie Le Pen ne la surexploite pas durant les premiers temps. Il se rend réellement compte de son intérêt lors des élections législatives du printemps 1978 ». Dès lors, l'opposition à l'immigration devient « le pilier historique » du programme du FN », selon Valérie Igounet, notamment à travers des propositions comme la suppression du droit du sol et de l'aide médicale d'État.
En 1995 le FN propose de « cesser toute immigration » et un rapatriement de 3 millions d'immigrés dans leur pays d'origine. En 2007, le programme politique du FN maintient cet objectif d'arrêt de l'immigration. En 2012, celui-ci évolue et le parti fixe un objectif annuel passant de 200 000 immigrés de 10 000 étrangers entrant sur le territoire, une suppression du droit du sol, une expulsion des immigrés clandestins et une interdiction des manifestations de soutien aux clandestins. En 2015, le parti fait une proposition solde migratoire à 10 000 entrées sur le territoire. À partir de 2022, le Rassemblement national ne propose plus un objectif chiffré de solde migratoire dans son programme politique mais d'inscrire dans la Constitution la « maîtrise de l'immigration » et « la priorité nationale et la primauté du droit national sur le droit international et européen ». Le parti propose également de supprimer le droit du sol et le regroupement familial en contrepartie d'une naturalisation basée sur des « critères de mérite et d'assimilation ».
Pascal Perrineau relève en 2014 que « sans disparaître, le thème de l'immigration cède du terrain à celui de l'islamisme. La religion musulmane et ses dérives commencent à incarner l'ennemi politique par excellence, contre lequel se mobilisent les inquiétudes et les énergies. Depuis 2001, la tonalité anti-islamiste du nationalisme FN s'est beaucoup accentuée ».
Au cours de sa campagne pour l'élection présidentielle de 2022, Marine Le Pen déclare qu'elle ne s'opposerait pas à l'arrivée de nouveaux immigrés s'il manquait de la main-d'œuvre en France et abandonne la suppression de la double nationalité, qui figurait en bonne place sur ses programmes présidentiels de 2012 et 2017 et constitue, selon Libération, un « totem de la doctrine nationaliste ».
Au niveau européen, le parti s'oppose à l'existence même de l'Agence européenne pour la gestion de la coopération opérationnelle aux frontières extérieures, dite Frontex, refusant toute coopération communautaire dans le domaine migratoire, et s'oppose, depuis les années 2010, à chaque tentative de renforcement des moyens de l'agence. Dans une déclaration écrite du 6 juillet 2016, Marine Le Pen résume la position de sa délégation au Parlement européen en réclamant « la restauration de la souveraineté nationale en matière de politique d’asile et d’immigration », et la fin de Frontex, qu'elle présente comme un « projet conçu pour sauver Schengen ». Le Monde relève que lors de la campagne des élections européennes de 2019, la tête de liste Jordan Bardella « semble ignorer les positions de son parti » en faisant figurer parmi ses engagements de campagne : « Protéger les frontières extérieures de l’Europe par une coopération renforcée entre nos pays (…) pour assurer la sécurité des peuples », soit « à quelques mots près le rôle dévolu à Frontex ». Lors de la campagne des élections européennes de 2024, Fabrice Leggeri, ancien directeur de Frontex, rejoint la liste dirigée par Jordan Bardella.
Lors des élections législatives de 2024, le RN propose de restreindre l'accès aux postes stratégiques de la fonction publique liés à la sécurité et à la défense aux détenteurs de double nationalité. Cette mesure entraîne des déclarations contradictoires au sein du parti, avec des cadres comme Sébastien Chenu soutenant initialement l'interdiction de la double nationalité, puis s'efforçant de clarifier et de minimiser la portée de cette proposition,,.

### «Priorité nationale»
L'un des éléments majeurs du programme du Front national est le concept de la « préférence nationale » (devenue « priorité nationale » sous la présidence de Marine Le Pen et le Rassemblement national), qui peut se résumer dans l'idée que toute personne de nationalité française (indépendamment de son origine) doit avoir la priorité sur les logements, les aides sociales et les emplois (à compétences égales) par rapport aux étrangers. Après sa théorisation dans les années 1980 par Jean-Yves Le Gallou et le Club de l'horloge, le concept devient « le principal marqueur » du parti selon l'universitaire Philippe Lamy, « la mesure emblématique de son programme » selon sa collègue Cécile Alduy.
Parmi les exemples d'application de la priorité nationale :
- les allocations familiales seraient réservées aux familles dont un parent au moins est français ou européen[353] ;
- si un Français et un étranger sont tous deux candidats à une même offre d'emploi, et que ces deux personnes ont un diplôme et des compétences a priori relativement équivalentes, l'entreprise devrait engager le Français ou justifier que l'étranger serait plus performant[354] ;
- lors de la campagne présidentielle de 2017, le FN indique vouloir « mettre en place une taxe additionnelle sur l'embauche de salariés étrangers », « réserver prioritairement aux Français l'attribution d'un logement social », ou encore « mettre en œuvre une vraie politique nataliste réservée aux familles françaises »[355].

Pour Jean-Yves Camus, la notion de préférence nationale induit une orientation nativiste, plutôt que raciste ou xénophobe. Selon Libération, « une loi mettant en œuvre la priorité nationale serait anticonstitutionnelle car contraire aux « principes fondamentaux » listés dans le préambule de la Constitution », d'où la volonté de Marine Le Pen de modifier celui-ci par référendum ; néanmoins, le principe serait également en contradiction avec la Charte des droits fondamentaux de l'Union européenne à laquelle la France est tenue en tant qu'État membre.
Lors des élections nationales de 2012, l'universitaire Gilles Ivaldi relève chez le FN « une baisse significative du pourcentage de mesures de redistribution explicitement adossées à l'exigence du critère de « préférence nationale » : entre 1984 et 2007, un quart en moyenne de ces politiques étaient conditionnées à la nationalité des bénéficiaires. En 2012, cette proportion tombe à 9 % ». Nicolas Lebourg relève lors de la campagne présidentielle de 2017 que « jadis pierre angulaire du programme social, la préférence nationale n’apparaît plus que comme l’un des dispositifs du « patriotisme économique » et s'avère « également réduite dans ses dispositifs » ; cependant, la proposition de l'inscription dans la Constitution de la « priorité nationale » « ouvre un champ bien plus vaste que celui de la taxation salariale » prônée par ailleurs par le FN pour l'emploi des salariés étrangers.

### Économie
Si l'économie demeure un sujet secondaire pour le FN comme pour les autres mouvements de droite radicale populiste en Europe qui privilégient « les questions culturelles relatives à l'immigration, à la sécurité ou à la défense des valeurs traditionnelles », le programme du parti a accordé une plus grande importance à ce sujet à l'occasion des élections législatives de 1993 et présidentielle de 2012, sous l'impulsion respective de Bruno Mégret et Marine Le Pen, avec pour objectif de renforcer sa crédibilité.
Par une analyse empirique, l'universitaire Gilles Ivaldi remarque que sur le plan économique, le FN est passé « d'une position essentiellement droitière depuis le milieu des années 1980 à une localisation à la gauche de l'axe économique en 2012 », avec « l'adoption progressive d'un agenda redistributif et interventionniste ». Il souligne cependant que le parti conserve « notamment un ensemble de marqueurs néolibéraux forts sur les questions relatives à l'assistanat, à la décentralisation ou au rôle des organisations syndicales ». Le projet présidentiel de Marine Le Pen en 2022 amplifie cette trajectoire, les mesures de redistribution et de protection sociale représentant alors les deux tiers des propositions économiques et sociales de Marine Le Pen, soit la proportion la plus élevée depuis l'irruption du FN sur la scène politique française : Gilles Ivaldi évoque ainsi un « « social-populisme » de crise ». Cependant, Gilles Ivaldi observe également, en 2017 comme en 2022, « le maintien d’un agenda de protection sociale et de redistribution à destination des catégories modestes, d’une part, et la nécessité, d’autre part, de s’adresser aussi à une clientèle plus libérale d’artisans, commerçants et petits entrepreneurs, et, plus généralement, à un électorat plus âgé, conservateur et plus aisé, pour pouvoir espérer l’emporter […] ».
Le Front national se montre hostile au « mondialisme », aux excès de la mondialisation, qu'il qualifie de « sauvage », et entend la réguler par un protectionnisme « intelligent ». Il souhaite renforcer certains droits de douane et mettre en place un « patriotisme économique » en privilégiant les entreprises établies en France, notamment lors des appels d'offres publics.
En 2016, le FN promet d'entrer en négociation avec l'Union européenne et, en cas d'échec, d'organiser un référendum sur la sortie de l'euro comme monnaie unique. S'il envisage un temps de passer à un euro-franc sur le modèle d'une monnaie commune, le parti exclut finalement à partir de 2019 la sortie de la France de la zone euro.
En 2007, le programme de Jean-Marie Le Pen propose de repousser l'âge de départ à la retraite de 60 à 65 ans. En 2012, Marine Le Pen déclare : « L’objectif doit être fixé de revenir le plus rapidement possible au principe de 40 annuités de cotisation pour pouvoir bénéficier d’une retraite à taux plein. L’âge légal sera progressivement ramené à 60 ans ; pour les travailleurs ayant débuté leur activité professionnelle précocement, des négociations par branche et par secteur détermineront les modalités d’une possible dérogation à cette règle des 60 ans. » En 2015, Nicolas Bay retient un seul élément du programme : le principe de 40 annuités et non le départ légal à 60 ans. De même, Wallerand de Saint-Just considère que le programme évoque la retraite au bout de 40 annuités de travail et pas une retraite à 60 ans. En 2022, Marine Le Pen propose la revalorisation des pensions et du minimum vieillesse, et le refus de tout report de l'âge de départ (alors à 62 ans), alors que le retour à la retraite à 60 ans constituait une pierre angulaire du programme du parti depuis 2012.
Outre la retraite à 60 ans, le programme présidentiel de 2022 abandonne plusieurs propositions qui figuraient encore au programme de 2017 : la promesse de préserver le statut de la fonction publique, l'engagement de refuser toute hausse de la contribution sociale généralisée (CSG), la baisse de 10 % de l'impôt sur le revenu sur les trois premières tranches, le retrait de la loi Travail de 2016 ou le maintien des 35 heures. Par ailleurs, après avoir prévu le maintien de l'impôt de solidarité sur la fortune en 2017, le programme du RN propose en 2022 de transformer l'impôt sur la fortune immobilière (IFI) en impôt sur la seule fortune financière, exonérant ainsi les résidences principales de tout impôt sur la fortune. Les seules résidences principales soumises à l'IFI étant celles de plus d'1,9 million d'euros, Thomas Piketty juge que cette proposition est « un cadeau aux multimillionnaires ».
En 2024, le RN, avec Jordan Bardella à sa tête, envisage de créer un fonds souverain français pour financer la réindustrialisation, les infrastructures nucléaires, la technologie, et les PME et TPE, avec un objectif de 500 milliards d'euros d'ici à 2027. Bardella souhaite aussi augmenter les salaires de 10% sans charges sociales ni fiscales et réduire la TVA sur l'énergie de 20% à 5,5% pour alléger les factures des ménages. Le RN veut également alléger les obligations des entreprises en matière de normes européennes et propose une « fiscalité de croissance » pour les PME, incluant la suppression de certaines contributions fiscales pour favoriser leur développement. Ces mesures sont jugées irréalistes par l'économiste Catherine Lubochinsky, manqueraient de sérieux et de rigueur selon les économistes Simon-Pierre Sengayrac, André Gaiffier et Louis-Samuel Pilcer, et seraient contradictoires avec son propre programme d'après la Fondation Jean-Jaurès.

### Rétablissement de la peine de mort
L'historienne Valérie Igounet relève en 2016 que « le FN est le seul parti politique à demander le rétablissement de la peine de mort. Pratiquement depuis qu’il existe, le Front national se prononce pour. C’est même une de ses revendications phares qui, à partir des années 2000, évolue » jusqu'à ce que Marine Le Pen propose un référendum sur le sujet (et non plus le rétablissement lui-même) en novembre 2011, dans le cadre de la campagne présidentielle de 2012, tout en se prononçant pour le rétablissement à titre personnel. D'après Valérie Igounet, ce changement peut s'expliquer par le fait que Florian Philippot, Marion Maréchal et Gilbert Collard y sont quant à eux opposés. D'après une enquête menée au lendemain des élections régionales de 2015, les sympathisants du FN sont les seuls à droite à être majoritairement favorables au rétablissement de la peine de mort. En 2017, le rétablissement de la peine capitale disparaît des propositions du Front national, au profit de la « perpétuité réelle », même si Marine Le Pen laisse aux Français la possibilité de rétablir la peine de mort par référendum d'initiative populaire.

### Institutions
L'instauration du référendum d'initiative populaire figure dans tous les programmes du Front national depuis que Jean-Marie Le Pen a déposé une proposition de loi en ce sens à l'Assemblée nationale, le 21 octobre 1987. Jean-Marie Le Pen et Marine Le Pen ont également tous deux demandé l'instauration d'un septennat présidentiel non renouvelable et celle du scrutin proportionnel à toutes les élections.
Lors de sa campagne présidentielle de 1995, le FN défend l'avènement d'une « VIe République » qui serait une « République populiste », approuvée par référendum et prévoyant, selon les termes de Jean-Marie Le Pen, « le référendum d'initiative populaire en complément d'un système parlementaire rénové et réellement démocratique ».

### Environnement, climat et énergie
Selon l'essayiste Pierre Madelin, le discours de Jean-Marie Le Pen est « généralement hostile à la protection de l'environnement, avec des accents parfois climatosceptiques ». En 1985, le FN lance un « cercle national pour la défense de la vie, de la nature et de l'animal », chargé d'investir la thématique montante de l'environnement. D'après l'historienne Valérie Igounet, le FN intègre pour la première fois l'écologie à son programme à l'occasion du congrès de Nice de 1990, comme gage de crédibilité : il indique alors que l'écologie « nationale » est « une préoccupation qui s’inscrit dans la défense de notre identité […] ». Ce thème est alors porté au FN par Bruno Mégret, jusqu'à sa tentative ratée de prendre le contrôle du parti en 1998. La thématique de l'environnement est ensuite abandonnée au RN jusqu'à ce que Marine Le Pen en prenne la présidence.
En 2011, Laurent Ozon est nommé au bureau politique du FN et y est chargé des questions environnementales. Proche de la Nouvelle Droite et ancien membre des Verts, il défend au sein du FN une vision de l'écologie localiste, protectionniste, identitaire et ethno-différentialiste. Selon Les Inrockuptibles, « Il voit les sociétés humaines comme autant d’écosystèmes régis par des règles d’essence biologique ». Il quitte le parti la même année,.
Le parti lance en décembre 2014 le collectif « Nouvelle écologie » qui a pour slogan : « pour une écologie patriote ». Pour Stéphane François, le programme écologiste du FN demeure « très superficiel », « loin des propositions écologistes faites par Bruno Mégret dans les années 90. De fait, le FN ne s'est jamais réellement intéressé à l'écologie, qui était considérée comme une activité de « bobo » par Jean-Marie Le Pen. Mais le parti sait qu'il y a un réservoir de voix à conquérir. Non pas chez les écologistes (qui ne voteront pas pour le FN), mais chez certains propriétaires d'animaux de compagnie et chez ceux qui sont choqués par l'abattage rituel ». Marine Le Pen estime que « l'écologie est totalement cohérente avec les thèses économiques défendues par le Front national, notamment la lutte contre le libre-échange ».
En vue de l'élection présidentielle de 2017, le FN rejette l'abandon du nucléaire, prône la réduction de moitié de la part des énergies fossiles en vingt ans, soutient le maintien de l'interdiction de l'exploitation des gaz de schiste et défend le développement des énergies renouvelables. Il défend par ailleurs la taxation des grandes entreprises étrangères telles que Coca-Cola pour économiser sur les frais de transport et les bouteilles en plastique.
En 2018, Mediapart estime que si « officiellement, le parti ne nie pas le changement climatique », en fait « il bloque toute mesure susceptible de l’atténuer. Les quinze eurodéputés RN se sont opposés ces dernières années aux huit résolutions les plus importantes sur le changement climatique adoptées à Bruxelles : ils ne voulaient ni ratifier l’accord sur le climat conclu dans leur propre capitale entre 196 nations, ni limiter, en juin de cette année, les émissions de CO2 des petites voitures et des voitures plus lourdes ». L'Humanité observe également que les votes des députés européens du RN contredisent l'engagement écologiste du parti : « que ce soit la limitation des pesticides à proximité des écoles et des hôpitaux, l'interdiction des néonicotinoïdes tueurs d'abeilles ou du glyphosate, ils ont systématiquement voté contre ».
Lors de la campagne pour les élections européennes de 2019, la tête de liste du RN, Jordan Bardella, définit le point fort du projet écologique du parti comme étant le « localisme ». Pour lui, l'État ne pratique que « l'écologie punitive », qui « criminalise les Français ». Il ajoute que l'on « pénalise toujours les mêmes : ceux qui ont besoin de prendre leur voiture pour aller au travail ». Afin de répondre à « l'urgence climatique », la meilleure solution est selon lui de cesser les « traités de libre-échange ». Considérant que ce sont les « super tankers » qui « traversent l'océan » qui polluent, il préfère favoriser « l'agriculture locale ». Ainsi, le RN se veut, durant cette campagne, le parti du « bon sens », qui défend le « localisme » avant le « mondialisme »,. Regards considère le localisme défendu par le RN comme la « reformulation de l’habituel credo protectionniste » et « l’occasion d’identifier les écosystèmes aux « écosystèmes humains que sont les nations » ».
Regards estime en 2021 que la réorientation du RN sur l'environnement, manifeste lors de campagne présidentielle de 2017, semble « durable » : « Puisant dans les visions écofascisantes des droites dures développées depuis plusieurs décennies, elle rhabille de vieux concepts afin de prétendre répondre aux urgences écologiques actuelles ».
Dans son livret de campagne pour l'élection présidentielle de 2022, Marine Le Pen exprime sa volonté de prononcer « un moratoire sur l'éolien et le solaire », ainsi que le démantèlement progressif des sites éoliens et la suspension des subventions allouées à la promotion de l'éolien. Elle se prononce en revanche en faveur de la relance du nucléaire ainsi que du développement d'autres énergies renouvelables comme l'hydroélectricité, la géothermie et la filière hydrogène. Selon Mediapart, le RN défend ainsi une « écologie populiste et identitaire ». Selon l'essayiste Pierre Madelin, l'opposition du RN aux éoliennes et sa défense du nucléaire montrent que le parti « reste fortement imprégné par son fond libéral, productiviste et technosolutionniste qui a historiquement défini son rapport à l'écologie ».
En 2023, Le Monde indique que le RN « met à jour sa doctrine environnementale, mélange d’agrarisme et de technosolutionnisme », et entend « s’opposer à toute mesure contraignante face au changement climatique », espérant ainsi gagner des parts électorales dans le cadre d'une opposition entre urbains d'une part, et ruraux et périurbains d'autre part — qui constituent le gros de son électorat. De son côté, le politologue Jean-Yves Dormagen estime que le RN se situe « dans une logique de climatorelativisme », consistant à « relativiser la gravité du phénomène et les changements nécessaires de consommation et de comportement que l’urgence climatique impose », sans être pour autant climatosceptique « au sens où il ne remet clairement en cause ni l’idée de changement climatique, ni l’origine humaine de ces transformations ». Il considère également que « Marine Le Pen tient l’un des discours les plus anti-écologistes qu’ait tenus le RN ».

### Relations internationales
Jean-Yves Camus souligne que le programme de politique étrangère du FN se rattache au courant réaliste et se caractérise par

« la volonté d’un monde multipolaire et, plus spécifiquement encore, [par] la croyance dans l’éternité de la France, non pas en tant que construction perpétuellement en devenir, comme c’est le cas, à gauche comme à droite, chez ceux attachés à la Nation citoyenne, mais en tant que permanence ethno-nationale, que l’immigration extra-européenne ne devrait venir modifier qu’à la marge, sous la condition expresse d’une totale assimilation culturelle. »

Le positionnement du FN au sujet de l'OTAN a varié au cours de son histoire. Lors de sa campagne présidentielle de 1974, Jean-Marie Le Pen prône la réintégration de la France dans le commandement intégré. En 2007, il propose la sortie de l'OTAN,. Sous sa présidence, Marine Le Pen prône la sortie du commandement intégré de l'OTAN,,.
Sur le conflit israélo-palestinien, le Front national est divisé entre les soutiens du nationalisme palestinien et les partisans d'Israël. Les pro-palestiniens sont tout d'abord rassemblés autour de François Duprat. Après la guerre froide, Jean-Marie Le Pen commence à soutenir la Palestine. Après l'accession de Marine Le Pen à la présidence du parti, celui-ci adopte une ligne davantage pro-israélienne,,.
Dans les années 2020, le RN commence à entretenir des relations avec le Parti communiste chinois, notamment via Hervé Juvin et Thierry Mariani. Entre 2020 et 2022, au Parlement européen, les eurodéputés RN votent contre une résolution condamnant les violations des libertés fondamentales à Hong Kong, s'abstiennent lors du vote d'une résolution condamnant la Chine pour ses exercices militaires et intimidations envers Taïwan et s'abstiennent également lors du vote d'une résolution sur le travail forcé des Ouïghours, que la Chine est accusée de génocider.

#### Union européenne
Dans son premier programme présidentiel, en 1974, Jean-Marie Le Pen défend une « européanisation des forces armées » face à la « menace soviétique ». En 1978, le programme économique du FN appelle à la formation d'« une monnaie européenne ». L'universitaire Emmanuelle Reungoat souligne qu'au milieu des années 1980, et notamment lors des élections européennes de 1984, le FN met en avant une « posture nationaliste pro-intégrationniste », sur laquelle il revient en raison du renforcement du processus d'intégration et de l'arrivée en son sein de « nouveaux membres très critiques de la CEE, Yvan Blot et Jean-Claude Martinez notamment », dans un contexte où le RPR est quant à lui « de plus en plus ambigu et divisé sur sa posture européenne » et « ouvre progressivement à droite un espace au souverainisme ». Le FN a ainsi « su, au cours des deux dernières décennies et malgré les entreprises partisanes concurrentes, se faire identifier comme un opposant majeur de l'intégration […] ».
Jusqu'en 2017, Marine Le Pen se montre favorable à la tenue d'un référendum sur une sortie de la France de l'Union européenne. Emmanuelle Reungoat indique en 2015 : « Si l'on peut identifier des évolutions dans les discours sur le projet européen impulsés par la direction mariniste depuis le début de l'année 2011, la critique de l'Union européenne (UE) constitue une ligne doctrinale stable du programme du FN depuis la fin des années 1980. Ce discours de dénonciation s'est cependant durci ces dernières années. Ce durcissement est selon nous à réinscrire dans la continuité de pratiques traditionnelles propres au parti et ne constitue pas, dans cette mesure, un véritable changement de cap » ; il s'inscrit également dans le contexte d'une banalisation de la critique de l'Union européenne au sein des partis de gouvernement depuis le référendum de 2005. Dans son programme pour les élections européennes de 2019, le RN affirme son refus des frais de pré-adhésion et entend supprimer la Commission européenne, accorder au Conseil européen l'exclusivité de l'initiative législative, et faire primer le droit national sur les décisions de la Cour de justice de l'Union européenne et de la Cour européenne des droits de l'homme : l'historien Nicolas Lebourg en conclut qu'« on ne saurait dire que le RN s’est converti à l’Union européenne : il a accommodé son programme au refus majoritaire du Frexit par la majorité électorale française ».
En 2021, le RN signe avec 15 autres partis européens de droite et d'extrême droite un texte sur « l'avenir de l'Union européenne » : pour la première fois, il fait ainsi cause commune avec des partis au pouvoir, dont le Fidesz (Hongrie), Droit et justice (Pologne) et la Ligue italienne.
Un tel positionnement montre « des changements notables par rapport aux années 1980, lorsque le contexte de la guerre froide imposait encore au FN de se positionner du côté du « monde libre » contre le bloc communiste ».
Marine Le Pen se dit « opposée à tout élargissement de l’UE, à quelque pays que ce soit ». Le Rassemblement national est notamment opposé à accorder à l'Ukraine le statut de candidat à l'adhésion à l'Union européenne, ainsi qu'à la Moldavie.

#### Russie et Ukraine
Le FN entend promouvoir une « Europe-puissance dégagée de la sphère d’influence américaine », qui s'appuierait sur « une alliance trilatérale Paris-Berlin-Moscou ». Jean-Marie Le Pen soutient Vladimir Jirinovski, candidat de l'extrême droite russe à l'élection présidentielle de 1996, et en appelle, lors d'une visite à Moscou en 2005, à la création d'un « espace boréal (…) chrétien, humaniste, au niveau de vie plus haut qu’ailleurs », de l'Europe de l'Ouest à la Russie et à la Biélorussie.
Dans son programme pour l'élection présidentielle de 2012, Marine Le Pen reprend le projet d'une « Union paneuropéenne des États souverains incluant la Russie et la Suisse ». Le positionnement pro-russe du FN s'accentue à partir de 2012, avec des visites régulières de Marine Le Pen et de cadres à Moscou, et en particulier avec l'annexion de la Crimée en 2014,. Il s'agit du seul parti européen dont il a été prouvé qu'il a bénéficié d'aide financière russe, à partir de 2014,.
En 2020 et 2021, les députés européens RN votent contre une résolution condamnant la tentative d'assassinat d'Alexeï Navalny, refusent de condamner les violations de droits humains commis par des sociétés privées dont le groupe Wagner, et votent contre une résolution condamnant la répression de la société civile en Russie. En décembre 2021, ils s'opposent à une résolution qui « soutient l'indépendance, la souveraineté et l'intégrité territoriale » de l'Ukraine et « condamne le large déploiement militaire actuel de la Russie le long de la frontière avec l'Ukraine ».
En février 2022, opposée à l'intégration de l'Ukraine dans l'OTAN, qu'elle juge en partie responsable de la montée des tensions menant à l'invasion de l'Ukraine par la Russie en 2022, Marine Le Pen prône l'organisation d'une « grande conférence » afin de « négocier une solution sur la base de l'accord de Minsk ». Le 1er mars 2022, la quasi-totalité de la délégation RN au Parlement européen vote pour la résolution qui condamne l'agression russe en Ukraine.
En février 2023, Jordan Bardella estime que Vladimir Poutine mène une guerre contre l'Occident et que l'issue de l'invasion de l'Ukraine ne peut se faire « sans le retrait des troupes russes et sans le retour à une souveraineté pleine et entière de l’Ukraine dans les territoires aujourd’hui occupés par la Russie ». Interrogé par Libération, l'entourage de Bardella assure toutefois que ces propos ne concernent pas la Crimée et les autres territoires contrôlés par les sécessionistes depuis la guerre du Donbass, que le RN reconnaît toujours comme des territoires russes,. Marine Le Pen publie peu de temps après une lettre dans laquelle elle se distancie des positions plus critiques de la Russie émises par Jordan Bardella.
En mars 2024, un accord bilatéral de sécurité, entre la France et l'Ukraine, est signé par Emmanuel Macron et Volodymyr Zelensky. Soumis au vote au sein de l'Assemblée nationale, et malgré l'abstention des députés du RN, l'accord est approuvé avec 372 voix pour, 99 voix contre et 101 abstentions.
Le 3 juillet 2024, lors de l'entre-deux-tours des élections législatives françaises de 2024, la Russie apporte son soutien au RN,.

### Droits des femmes et natalité
Le FN s'oppose dans son premier programme de 1973 à « l'avortement légal libre » et appelle à « aménager la législation actuelle en confiant à une commission médico-sociale le soin de se prononcer sur les cas possibles de l'interruption de la grossesse » ; il voit à la fois dans l'IVG une « régression morale » et une menace contre l'« essor démographique ». Il fait campagne contre la loi Veil, qu'il présente comme un « génocide anti-français ». Valérie Igounet souligne que pour le FN de l'époque, « se battre contre l'avortement équivaut avant tout à lutter contre l'immigration ». L'abrogation de l'IVG figure dans ses programmes jusqu'en 2002 : « à partir des années suivantes, le parti de Jean-Marie Le Pen envisage d'y revenir par référendum ».
Peu après son accession à la présidence du FN, Marine Le Pen juge « impératif de rétablir les conditions d'un véritable choix, ce qui passe par l'information, des aides financières aux familles et l'adoption prénatale », et entend « cesser de rembourser l'avortement » ; durant sa première campagne présidentielle, « Marine Le Pen tient un double langage » selon Valérie Igounet, entre la défense « de ne pas avorter » dans le programme et le positionnement pour le « déremboursement de l'IVG de confort » par ailleurs, en cas de besoins budgétaires.
Le programme de Marine Le Pen pour l'élection présidentielle de 2017 n'évoque pas ce sujet, alors que Marion Maréchal-Le Pen et Florian Philippot s'invectivent sur la ligne du parti,. En novembre 2022, le groupe Rassemblement national à l'Assemblée nationale, qui compte plusieurs opposants à l'IVG, est celui qui vote le plus massivement contre sa constitutionnalisation (23 contre et 13 abstentions). Le 4 mars 2024, sur un total de 88 députés, 46 députés du groupe RN votent pour, 11 contre, et 20 s'abstiennent pour l'inscription du droit à l'IVG dans la Constitution. Dans la foulée, Jordan Bardella, président du parti, dit se réjouir de cette constitutionnalisation.
Au Parlement européen, les députés FN puis RN votent contre de nombreux textes favorables aux droits des femmes et à l'égalité des sexes :
- en 2015, contre le rapport Tarabella concernant, notamment, la « participation égale des femmes et des hommes au marché du travail », la parité dans les appels d'offres pour des marchés publics et l'accès à la contraception et à l'avortement ;
- en 2016, contre la convention d'Istanbul, traité européen phare en matière de prévention et de lutte contre les violences faites aux femmes ;
- en 2020, contre une résolution sur les écarts de salaires entre les femmes et les hommes, contre une résolution condamnant la réglementation polonaise sur le droit à l'avortement, et contre un texte demandant une « formation du Conseil sur l'égalité des genres » « afin de faciliter l'intégration des questions d'égalité des genres dans toutes les politiques et toute la législation de l'Union » ;
- en 2021, contre une résolution du Parlement européen « sur les enjeux à venir pour les droits des femmes en Europe, plus de 25 ans après la déclaration et le programme d'action » de Pékin, puis contre une résolution intitulée « MeToo et harcèlement : conséquences pour les institutions de l'Union européenne », un texte évoquant la persistance de « cas de harcèlement sexuel au Parlement » et demandant des mesures supplémentaires telles que l'instauration d'une formation obligatoire pour l'ensemble des élus[427],[414].

Après l'arrivée de Marine Le Pen à la présidence du parti en 2011, le parti développe un discours féminationaliste sur le « droit à la sécurité » des femmes, qu'il prétend menacé par l'immigration.
À l'occasion des élections présidentielles de 2002, 2007 et 2012, Jean-Marie Le Pen puis Marine Le Pen défendent l'instauration d'un « revenu parental » prétendument destiné à la mère comme au père du nouveau-né. À l'Assemblée nationale, aucun député RN ne prend part au vote de la loi Rixain, visant à accélérer l'égalité économique et professionnelle, et en juin 2023, six députés RN sont les seuls à voter contre une proposition de loi visant à renforcer l'accès des femmes aux responsabilités dans la fonction publique (sept autres s'abstiennent).
Dans son programme présidentiel de 2022, Marine Le Pen défend la « natalité française » et propose un prêt à taux zéro de 100 000 euros aux couples de moins de 30 ans, qui se transformera en don à condition qu'ils fassent un troisième enfant. Parmi les 18 livrets thématiques du programme frontiste de 2022, aucun n'est consacré aux droits des femmes, alors qu'un pan entier porte sur la famille. En 2023, Libération indique que s'agissant des droits des femmes, « Marine Le Pen a mis sous le boisseau les mesures les plus réactionnaires du programme historique de son parti » mais que les élus RN, « en plus de s’opposer systématiquement à toute avancée en matière d’égalité », « envisagent le sujet presque exclusivement sous l’angle de la natalité », et « continuent de défendre l’idée que la femme serait plus à sa place à la maison ».
En octobre 2023, le RN défend une proposition de loi visant à « soutenir les femmes qui souffrent d'endométriose » : celle-ci est retirée en amont du vote dans l'hémicycle, son rapporteur Emmanuel Taché de La Pagerie faisant valoir que le texte qu'il défendait avait été vidé de sa substance après le rejet de ses deux articles majeurs. Aurélien Rousseau, ministre de Santé et de la Prévention, dénonce « un texte opportuniste » et une « méconnaissance autant du droit que de la maladie ». La gauche et la majorité dénoncent un texte inutile et ne correspondant pas aux demandes des associations spécialisées. Véronique Riotton, présidente la délégation aux droits des femmes de l'Assemblée nationale, rappelle l'absence des élus RN sauf un, en janvier 2022, lors de l'adoption de la résolution portée par Clémentine Autain sur l'endométriose,.

### Droits LGBT
Selon le docteur en histoire Mickaël Studnicki, le Rassemblement national adopte « une stratégie nécessaire » qui attire un électorat LGBT pour « accéder au pouvoir » malgré « une homophobie historique et des alliés ouvertement homophobes ». Il rappelle notamment que des élus, telle que Caroline Carpentier, ont tenu des positions homophobes dans des tribunes de presse.
Les parlementaires du RN se sont toujours opposés aux mesures d'égalité pour les personnes LGBTQ+, « du Pacs (pacte civil de solidarité) au début des années 2000 au mariage pour tous sous François Hollande. Ils et elles s'opposent aussi régulièrement aux droits des personnes transgenres. Que ce soit au Parlement Français ou au Parlement Européen ». En 2021, les députés RN s'opposent à l'unanimité, en seconde lecture, au projet de loi bioéthique qui prévoit notamment l'autorisation de la procréation médicalement assistée pour toutes les femmes.
En 2012, le Rassemblement national s'oppose à la loi Mariage pour tous. Marine Le Pen promet alors d'abolir la loi Taubira si elle est élue lors de la présidentielle de 2017. Cependant lors de la présidentielle de 2022, elle annonce renoncer à l'abolition de la loi.
Le 5 juillet 2023, le député Julien Odoul a déposé une proposition de loi pour « Faire concourir les sportifs dans la catégorie correspondant à leur sexe figurant sur leur acte de naissance »,,.
En 2024, le groupe Rassemblement national dépose une proposition de loi à l'Assemblée nationale « visant à protéger les mineurs contre certaines pratiques médicales et chirurgicales en matière de "transition de genre" » qui a pour objectif de limiter le droit à transition de genre chez les mineurs,.
Au Parlement européen, entre 2019 et 2021, les députés RN votent plusieurs fois de façon défavorable aux personnes LGBT :
- ils votent contre une résolution s'inquiétant du nombre croissant d'agressions contre les LGBT+ dans l'Union européenne et condamnant en particulier la mise en place de zones « libres de toute idéologie LGBTI » dans plusieurs municipalités de Pologne ;
- ils refusent de déclarer l'Union européenne « zone de liberté LGBTIQ » en réaction au recul des droits des minorités sexuelles en Hongrie et en Pologne ;
- ils votent contre une résolution condamnant la loi hongroise censée renforcer les droits des enfants mais contenant des amendements associant homosexualité et pédophilie ;
- ils votent contre une résolution exigeant la reconnaissance des mariages et autres unions de personnes du même sexe à travers toute l'Union européenne, notamment pour assurer la libre circulation des familles sur le continent[414].

### Santé
Lors de la campagne présidentielle de 2022, Marine Le Pen promet, comme les autres candidats, de renforcer les effectifs dans les EHPAD et à l'hôpital. Elle indique également vouloir supprimer les agences régionales de santé, dont elle dénonce « l’inutilité » et « la nocivité », pour placer de nouveau les établissements de santé sous la tutelle des préfets de région,. Elle refuse l'installation de médecins étrangers et défend l'incitation financière pour l'installation de jeunes médecins français dans les zones sous-dotées, notamment une rémunération de la consultation modulée en fonction du lieu d'installation. Elle entend également supprimer l'aide médicale d'État, qui permet aux étrangers en situation irrégulière de bénéficier d'un accès aux soins, en précisant qu'un « dispositif de soins urgents » pourra être maintenu lorsque le pronostic vital ou la vie d'un enfant à naître sont en jeu.

## Positionnement politique

### Un parti classé à l'extrême droite
Une part importante des historiens, des philosophes et des politologues classent le Front national comme un parti d'extrême droite ou le situent à la « droite de la droite ». Est également évoqué le rattachement à une famille particulière de « l'extrême droite » ; le qualificatif de « national-populisme » ayant été utilisé,.
Dominique Sistach, maître de conférences en droit public, estime en 2022 que le Rassemblement national est un parti xénophobe au regard de sa défense du principe de préférence nationale qui est « l'expression positive du rejet des étrangers et constitue une sorte d'alpha et d'oméga du parti d'extrême droite ». Il considère que « la disruption xénophobe du parti est désormais programmatique : la volonté de rejeter les migrants, de contrôler les étrangers, présentés comme principales sources de l'insécurité, de l'endettement public et des différents désordres, l'obsession de l'islamisme ramené à l'islam et aux musulmans, etc. Le cœur idéologique du RN est sans ambiguïté articulé sur la xénophobie africano-musulmane ».
Michel Winock et Pascal Perrineau le classent sous cette appellation dans Histoire de l'extrême droite en France (1994), en distinguant le FN des mouvements habituellement classés sous cette catégorie (GUD, Jeunesses identitaires, etc.). Dans La France politique : XIXe – XXe siècles (1999), Michel Winock définit le FN comme la conjonction de toutes les familles de l'extrême droite française : contre-révolutionnaire, pétainiste, fasciste, OAS. À l'inverse de René Rémond, Michel Winock, s'appuyant sur diverses déclarations[réf. nécessaire], considère que le FN est radicalement hostile à l'essentiel de l'héritage légué par la Révolution française et à ses valeurs (exprimées par le droit-de-l'hommisme, qui était violemment dénoncé par Jean-Marie Le Pen).
En 2014, l'universitaire français Grégoire Kauffmann, enseignant à Institut d'études politiques de Paris et spécialiste des droites radicales, rejette la classification du Front national à l'extrême droite, distinguant plusieurs différences entre ce parti et les mouvements d'extrême droite historique : le FN, contrairement aux ligues des années 1930, refuse l'usage de la violence politique ; l'extrême droite s'« autodiabolise », tout au contraire du FN qui cherche son intégration pleine et entière dans le paysage politique français. Il affirme également que le FN a politiquement évolué, notamment sur la question de l'antisémitisme, Marine le Pen se distinguant profondément de l'héritage laissé par Jean-Marie le Pen, connu pour ses « saillies » dans ce domaine. Grégoire Kauffmann classe quant à lui le FN comme étant de « droite radicale ».
Selon le politologue Laurent Bouvet, le FN reprend certaines thématiques morales et économiques de la gauche, comme la lutte contre la mondialisation, la sortie de l'Europe libérale ou l'égalité des sexes, pour continuer un combat d'extrême droite.
On donne parfois au RN le qualificatif de parti attrape-tout,,,,.
L'essayiste Christophe Guilluy, tout comme le sociologue Sylvain Crépon, mettent en avant le rôle déterminant des effets négatifs de la mondialisation sur le vote des milieux populaires, où, selon eux, la bipolarisation droite-gauche n'existerait plus. Si Christophe Guilly souligne que « bien évidemment, le Front national ne capte pas toutes les classes populaires. La majorité se réfugie dans l'abstention », il relève cependant que « la sociologie du FN est une sociologie de gauche. Le socle électoral du PS repose sur les fonctionnaires tandis que celui de l'UMP repose sur les retraités, soit deux blocs sociaux qui sont plus protégés de la mondialisation. La sociologie du FN est composée à l'inverse de jeunes, d'actifs [hors fonction publique] et de très peu de retraités. ».
Selon le politologue Jean-Yves Camus, « compte tenu des idéologies auxquelles le terme « extrême droite » renvoie, dans l'histoire, le terme est à utiliser avec précaution : le FN n'est pas fasciste. Il reste qu'il est perçu, sur un axe politique représenté de manière linéaire (de gauche à droite), comme la formation la plus « à droite » du spectre politique français. La proportion cumulée de ses sympathisants qui le classent « à droite » ou « à l'extrême droite » suffit à démolir le discours frontiste du « ni droite, ni gauche ». S'il est incontestable que les racines historiques du FN se trouvent à l'extrême droite, il serait plus juste de parler aujourd'hui de parti national-populiste et identitaire ». Dans des sondages de 2013 et 2015, 78 % des Français considèrent le Front national comme un parti d'extrême droite alors que 32 % des sympathisants frontistes le considèrent d'extrême droite, et 32 % « à droite ».
En 2021, les chercheurs Antoine Bristielle, Tristan Guerra et Max-Valentin Robert observent un rapprochement constant au cours des années 2010 entre les programmes de l'UMP/LR et du FN/RN, ainsi qu'« un vrai rapprochement » entre leurs électorats respectifs sur les enjeux culturels, tandis que s'agissant des enjeux économiques, « l'électorat Les Républicains se révèle bien plus libéral que l'électorat Rassemblement national », avec toutefois « une convergence assez forte sur le thème de l'assistanat ».

#### Remise en cause du positionnement à l'extrême droite par les membres du parti
Dès les débuts du parti, la classification à l'extrême droite est contestée par les dirigeants du Front national. En 1996, Jean-Marie Le Pen rejette le qualificatif d'extrême droite car selon lui « ce mot reste subliminalement attaché à une certaine violence » et menace de poursuites judiciaires les médias qui l'utilisent. En réaction une quarantaine de personnalités politiques « de tous bords » signent une tribune où ils affirment que la politique du Front national est bien d'extrême droite,. En octobre 2013, Marine Le Pen affirme que « le fait d'affubler le Front national de ce terme volontairement péjoratif d'extrême droite est une faute déontologique de la part des journalistes, un acte de militantisme et une bavure intellectuelle » et qu'il s'agit d'« une manière de mener une guerre sémantique contre le FN […] pour l'enfermer dans un amalgame avec des comportements ou d'autres mouvements qui sont éminemment critiquables ». Elle annonce aussi son intention de poursuivre en justice ceux qui continueraient à utiliser cette expression pour qualifier le FN,.
Jean-Marie Le Pen a défini son parti comme appartenant à ce qu'il appelle la « droite nationale » ou la « vraie droite ». C'est dans cette logique que sa première délégation au Parlement européen était celle du Groupe des droites européennes. Dans ses discours, en revanche, Jean-Marie Le Pen prétend que le FN n'est « ni de droite ni de gauche » ou encore qu'il est « socialement de gauche et économiquement de droite ». Marine Le Pen affirme elle aussi que le Front national n'est « ni de droite, ni de gauche ». Les membres du FN ont par ailleurs tendance à remettre en cause l'axe gauche-droite, notamment en critiquant la proximité et l'interchangeabilité des partis de gouvernement, à travers des expressions comme « la bande des quatre », « UMPS » ou « RPS »,,.
En septembre 2023, dans le cadre des élections sénatoriales, le Conseil d'État est saisi par les cadres du parti qui contestent sa classification à l'extrême droite dans le paysage politique français. La plus haute juridiction administrative rend alors un avis qui confirme que le Rassemblement national est bien considéré comme un parti d'extrême droite,. Cette décision est confirmée le 11 mars 2024,,.

### Sur le rapport à la République
L'historien Nicolas Lebourg remet en cause le caractère républicain du RN. Il indique que malgré le fait que le parti a « largement investi le vocabulaire républicain dans les années 1990 » et s'est présenté dès lors comme un parti républicain en invoquant son respect de l'article 4 de la Constitution, il ne sera considéré qu'un parti au programme républicain que « le jour où le RN aura amendé son programme pour le rendre conforme au bloc de constitutionnalité qu’il sera un parti au programme républicain ».
En 2014, Grégoire Kauffmann estime que le RN est républicain dans la mesure où le parti respecte le « jeu des institutions » et garde un héritage jacobin. Néanmoins, selon l'historien le parti n'est pas « véritablement démocrate » car ses dirigeants restent méfiants à l'égard de l'esprit de la république, de l'héritage des Lumières, des droits de l'homme et du parlementarisme. En 2015, le politologue Jean-Yves Camus, spécialiste de l'extrême droite, indique ne pas avoir « vu, dans son programme, qu'il aurait l'intention de mettre en place un système politique qui ne soit pas républicain » ; il estime en revanche qu'« il existe un certain nombre de présupposés dans la République française que ne partage pas le FN », dont le droit du sol. Selon Joël Gombin, « la difficulté aujourd’hui est que personne ne peut dire sérieusement que le Front national n’est pas républicain : il faudrait prouver que le parti ne respecte pas les institutions républicaines. Certains font preuve d’habileté sémantique en affirmant qu'il respecte en effet ces institutions mais qu’il remet en cause les valeurs de la République. Or, elles ne sont pas assez clairement définies pour que cela prouve quoi que ce soit. Le PS a déjà accusé à de nombreuses reprises l'UMP de ne pas les respecter. Ils n’appellent pas au Front républicain contre l’UMP pour autant ». Selon Nicolas Lebourg, le programme du RN, à travers le projet d'« inscrire dans le droit la « préférence nationale » ou, autre exemple, l’interdiction de la kippa et du voile dans l’espace public », « s’avère en contravention avec un bloc de constitutionnalité qui s’applique à lui comme aux autres partis », et qu'il définit comme « l’adhésion à une culture politique qui ne considère pas les droits de l'homme comme un frein à sa politique mais comme son fondement, enfin une démocratie articulant pouvoirs et contre-pouvoirs et non un césarisme populiste ».

### Autres qualificatifs
Le qualificatif « populiste » est assez unanimement utilisé par les historiens et politologues de l'Institut d'études politiques de Paris, mais est critiqué par les membres du laboratoire de Michel Dobry, professeur à l'université Paris-I[réf. nécessaire]. Ainsi dès 1984, Pierre-André Taguieff parle de « national-populisme » pour qualifier le Front national. En 1988, René Rémond reprend ce qualificatif et parle de « résurgence du populisme ». Néanmoins, dans l'actualisation de son œuvre de référence Les Droites en France, il reprend l'expression « extrême droite » pour dire qu'elle est en France principalement représentée électoralement par le Front national qui se présente « comme la seule vraie droite », reprochant aux autres d'avoir trahi leurs valeurs, trompé leurs électeurs, et d'être de connivence avec la gauche (la « bande des quatre »).

### Rapport au fascisme et au néofascisme

#### Analyse universitaire et médiatique
L'historien Pierre Milza, spécialiste du fascisme ne classe pas le Front national et l'extrême droite française sous l'étiquette du fascisme mais précise néanmoins que « cela ne signifie en aucune manière que les dangers incarnés par elle ne sont pas moins réels ». Michel Dobry, professeur à Paris I, est plus enclin à qualifier le FN de parti « fascisant » que de parti fasciste. L'historien Grégoire Kauffmann estime que le parti n'est plus fasciste même si dans ses débuts les membres de l'Ordre nouveau, mouvement qui s'inspire des néofascistes italiens de Giorgio Almirante, se reproche de Jean-Marie Le Pen pour les représenter.
En 2005, le philosophe politique Pierre Manent écrit : « Assurément, les partis dits « xénophobes » comme le Front national en France, ou le Parti libéral en Autriche, peuvent susciter malaise et inquiétude. Les écarts calculés de langage de leurs chefs, même suivis de rétractations, justifient qu'on soupçonne leurs intentions. Mais en vérité, ils ressemblent peu aux partis fascistes. Ils n'ont rien de l'ardeur conquérante de ces derniers, ils n'exercent pas la violence contre leurs adversaires politiques, ils ne proposent aucun projet de refonte révolutionnaire des institutions politiques et sociales… ».
Plusieurs médias indiquent que certains cadres du Rassemblement national restent en lien politique et financier étroit avec des membres néofascistes tels que le GUD,,,,,. De même, Al Jazeera English fait état de liens cachés et avis communs avec le groupe d'extrême-droite Génération identitaire, qui veut forcer tous les migrants à quitter la France.

#### Dans le débat politique
En 2007, l'ancien Premier ministre Lionel Jospin déclare : « Pendant toutes les années du mitterrandisme, nous n'avons jamais été face à une menace fasciste, donc tout antifascisme n'était que du théâtre. Nous avons été face à un parti, le Front national, qui était un parti d'extrême droite, un parti populiste aussi, à sa façon, mais nous n'avons jamais été dans une situation de menace fasciste, et même pas face à un parti fasciste. »[source secondaire souhaitée].
En 2013, le député Thierry Mandon affirme que le FN est un « parti national fasciste ». Le Premier secrétaire du Parti socialiste, Jean-Christophe Cambadélis, fait alors écho à ces considérations en rejetant le qualificatif de « fasciste » préférant cependant le terme de « national-populisme ».
Jean-Luc Mélenchon qualifie de « fasciste » Marine Le Pen. Celle-ci l'attaque en justice pour injure mais fut déboutée par le tribunal correctionnel de Paris en première instance et en appel,. La Cour de cassation confirme également la décision judiciaire, celle-ci estime que les propos sont « outrageants » pour Marine Le Pen mais « qu'ils ne dépassent pas les limites admissibles de la liberté d’expression ».
La révélation des propos tenus par le conseiller régional RN de Bourgogne Franche-Comté Thomas Lutz, qui a qualifié des élus d'opposition d'« Untermensch », terme renvoyant au vocabulaire nazi, déclenche de nombreuses réactions et notamment le dépôt d'une plainte par le conseil régional.

## Organisation interne

### Dirigeants
| Présidents        | Présidents        | Début                                           | Fin                                             | Vice-présidents | Secrétaires généraux |
| ----------------- | ----------------- | ----------------------------------------------- | ----------------------------------------------- | --- | --- |
| Jean-Marie Le Pen | Jean-Marie Le Pen | 5 octobre 1972                                  | 16 janvier 2011                                 | - François Brigneau - Germaine Burgaz - Dominique Chaboche - Jean-François Chiappe - Henri David - Bruno Gollnisch - Roger Holeindre - Carl Lang - Martine Lehideux - Jean-Claude Martinez - Alain Renault - Gilbert Sincyr | - Alain Robert - Dominique Chaboche - Victor Barthélemy - Alain Renault - Pierre Gérard - Jean-Pierre Stirbois - Carl Lang - Louis Aliot - Jean-François Jalkh |
| Marine Le Pen     | Marine Le Pen     | 16 janvier 2011                                 | 13 septembre 2021                               | - Alain Jamet - Florian Philippot - Marie-Christine Arnautu - Louis Aliot - Jean-François Jalkh - Nicolas Bay - Steeve Briois - Jordan Bardella - David Rachline                                                            | - Steeve Briois - Nicolas Bay - Fonction supprimée en 2018 |
| Jordan Bardella   | Jordan Bardella   | Intérim du 13 septembre 2021 au 5 novembre 2022 | Intérim du 13 septembre 2021 au 5 novembre 2022 | - Louis Aliot (actuel) - Steeve Briois - David Rachline (actuel) - Hélène Laporte (actuel) - Edwige Diaz (actuel) - Julien Sanchez (actuel) - Sébastien Chenu (actuel)                                                      | |
| Jordan Bardella   | Jordan Bardella   | 5 novembre 2022                                 | En cours                                        | - Louis Aliot (actuel) - Steeve Briois - David Rachline (actuel) - Hélène Laporte (actuel) - Edwige Diaz (actuel) - Julien Sanchez (actuel) - Sébastien Chenu (actuel)                                                      | |

### Instances

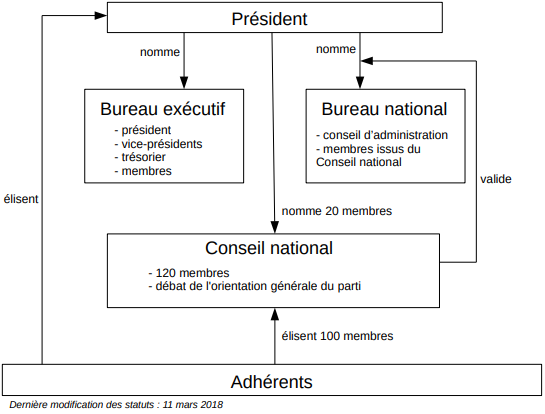
Schéma du fonctionnement interne du Rassemblement national depuis le congrès de 2018.

Les principales instances du RN sont les suivantes :
- le bureau exécutif ;
- le bureau politique, devenu le bureau national en 2018 ;
- le comité central, devenu le conseil national en 2018.

Les cofondateurs du parti se sont inspirés de l'organigramme du Parti communiste français (« comité central », « bureau politique », « bureau exécutif »),.
En 1998, Ariane Chebel d'Appollonia remarque que « l'organigramme du parti s'est […] complexifié depuis 1984. Deux caractéristiques retiennent l'attention : l'autorité incontestée et incontestable de Jean-Marie Le Pen qui décide seul, par exemple, de la convocation du Congrès ou du Bureau politique ; le dédoublement des instances locales et nationales, chaque responsable contrôlant son vis-à-vis selon le traditionnel et efficace adage « diviser pour mieux régner ». Extérieur à l'organigramme, le bureau exécutif concentre en vérité l'essentiel des pouvoirs ».
Les instances sont revues lors du congrès de Lille de 2018. Le « comité central » devient le « conseil national », et le « bureau politique » le « bureau national ». Le bureau exécutif ne change pas de nom, mais le secrétariat général disparaît, un seul poste de vice-président est conservé et la fonction de président d'honneur est supprimée.

#### Bureau exécutif
Le bureau exécutif du parti (quinze membres) est considéré comme le « gouvernement resserré » du bureau national (une quarantaine de membres).
Composition actuelle (depuis le 5 novembre 2022)
- Président : Jordan Bardella
- Vice-présidents : Louis Aliot, David Rachline, Hélène Laporte, Edwige Diaz, Julien Sanchez, Sébastien Chenu
- Trésorier : Kévin Pfeffer
- Membres du bureau : Marine Le Pen, Jean-Paul Garraud, Philippe Olivier, Gilles Pennelle

#### Bureau national
Le bureau national se réunit sur convocation du président et a le rôle de conseil d'administration. Ses membres sont désignés par le président sur validation du conseil national.

#### Conseil national
Formé de 100 personnes élues par les adhérents et de 20 personnalités cooptées par le président du parti, le conseil national débat de l'orientation générale du parti.

#### Autres instances
D'autres instances existent : commission des conflits, commission d'investiture, conseil des élus locaux, ou encore l'équipe administrative.

### Congrès
Composé de centaines de cadres et militants, un congrès se tient en général tous les trois ans. Il élit le conseil national et le président du parti. Il élabore également les plates-formes électorales du parti. Seize congrès se tiennent entre 1973 et 2018.

### Fédérations locales
Il existe trois types de fédérations locales du parti :
- les fédérations métropolitaines (une par département de métropole[503]) ;
- les fédérations DOM-TOM (une par collectivité d'outre-mer) ;
- la fédération des Français de l'étranger.

Les fédérations métropolitaines et DOM-TOM ont un délégué départemental à leur tête et celle des Français de l'étranger un secrétaire national chargé des Français de l'étranger.

## Place dans le paysage politique français
Du milieu des années 1980 à 2007, selon les types d'élections, le Front national représentait entre 11 et 18 % de l'électorat français au niveau national, dépassant 30 % dans certaines villes et régions, ce qui en a souvent fait le troisième parti de France. À plusieurs reprises, le Front national a été annoncé comme déclinant (scission des mégrétistes en 1998, mauvais score à l'élection présidentielle de 2007), mais a pu rebondir (présence au second tour de l'élection présidentielle de 2002, bon score aux élections cantonales de 2011, à l'élection présidentielle de 2012 et aux élections législatives de 2012-2013, et nouvelle présence au second tour d'une élection présidentielle en 2017 et en 2022). Dans un système politique où prédominent les scrutins à deux tours, le fait qu'il demeure à la fois minoritaire en voix et isolé sur l'échiquier politique l'empêche néanmoins d'accéder à l'exercice du pouvoir.

### Élus
Du fait du mode de scrutin uninominal majoritaire à deux tours lors des élections législatives et du faible nombre d'élus locaux pour les élections sénatoriales, le Front national a rarement été représenté au Parlement. Lorsqu'un candidat du Front national se qualifie pour le second tour d'une élection, les électeurs de gauche ou de droite dont le candidat a été battu au premier tour, ont tendance à reporter leurs voix sur l'adversaire du candidat du Front national ou à s'abstenir. Le Front national n'a eu des députés à l'Assemblée nationale qu'à l'issue des élections législatives de 1986, alors que le mode de scrutin a été ponctuellement modifié. Le mode de scrutin proportionnel a alors permis au Front national d'avoir 35 députés, dont Jean-Marie Le Pen, Jacques Bompard, Bruno Gollnisch, Roger Holeindre, Jean-Claude Martinez, Bruno Mégret, Jacques Peyrat, Yann Piat et Jean-Pierre Stirbois. Lors des élections législatives de 1997, le Front national a réalisé son meilleur score (14,94 %) dans une élection de ce genre, mais seul un de ses candidats, Jean-Marie Le Chevallier, à Toulon, a finalement été élu. Son élection a toutefois été invalidée en février 1998 pour des infractions à la législation sur le financement des campagnes électorales, et il n'a pu se faire réélire.
Au niveau municipal, le FN/RN manque d'implantation. Il présente 192 listes aux élections municipales de 1989, 233 en 1995, 369 en 2014 et 262 en 2020. Cependant, le parti a cogéré la ville de Dreux avec la droite (RPR) de 1983 à 1989. Il dirige seul pour la première fois, la ville de Saint-Gilles, de 1989 à 1992. En 1995, il réalise une percée remarquée en remportant trois villes en Provence. Jean-Marie Le Chevallier devient le maire de Toulon, Jacques Bompard celui d'Orange, et Daniel Simonpieri celui de Marignane. Depuis, Le Chevallier a été battu en 2001, Bompard a quitté le FN pour le MPF, puis la Ligue du Sud, et Simonpieri a lui aussi quitté le Front, d'abord pour le MNR, puis pour l'UMP. Jacques Peyrat, ex-député du FN en 1986, a été par la suite maire de Nice, mais après avoir quitté le FN, sous l'étiquette RPR puis UMP. Lors des municipales de 2014, 15 mairies sont remportées par le FN, sans compter les cinq villes où le FN a accordé son soutien au candidat sorti vainqueur. Steeve Briois remporte la mairie de Hénin-Beaumont dès le premier tour, David Rachline celle de Fréjus, Cyril Nauth celle de Mantes-la-Ville.
Le FN a eu plusieurs conseillers généraux élus lors des élections cantonales. C'est le cas en 1985 à Marseille-Notre-Dame-du-Mont (réélu en 1991) ; en 1988 à Canisy (réélu en 1994) ; en 1989 à Salon-de-Provence ; en 1992 à Nice-14 ; en 1994 à Dreux-Ouest et Toulon-6 ; en 1997 à Mulhouse-Nord ; en 1998 à Toulon-5, Noyon et Marignane ; en 2002 à Orange-Ouest en 2004 à Orange-Est ; et en 2011 à Carpentras-Nord et à Brignoles.
Du fait du mode de scrutin proportionnel pour les élections régionales, le Front national a eu un nombre significatif d'élus dans plusieurs conseils régionaux. Aux élections régionales de 1986, 137 candidats du FN deviennent conseillers régionaux dans 21 régions. Le soutien de ces élus permet à la droite d'obtenir la présidence de six régions (Aquitaine, Midi-Pyrénées, Languedoc-Roussillon, Franche-Comté, Picardie, Haute-Normandie). Le Front national obtient des postes de vice-présidents de Région en Provence-Alpes-Côte d'Azur, où il détient la majorité relative, en Languedoc-Roussillon, Picardie et Haute-Normandie. Aux élections régionales de 1992, le Front national fait élire 239 conseillers régionaux dans les 22 régions métropolitaines. Aux élections régionales de 1998, 275 candidats du FN sont élus. Le Front national fait élire des présidents de droite en Picardie, Languedoc-Roussillon, Rhône-Alpes et Bourgogne. En 2004, le nombre d'élus régionaux du FN décroit pour la première fois, puisqu'ils ne sont plus que 156 dans 17 régions. Cette tendance se poursuit en 2010, 118 conseillers FN étant élus dans seulement 12 régions. En 2015, le FN inverse la tendance et envoie plus de 358 conseillers régionaux dans les 13 nouvelles régions, triplant le nombre de ses élus par rapport aux élections régionales précédentes ; plus d'un quart de ces élus ont cependant quitté le parti à l'approche des élections régionales de 2021.
Les élections européennes sont également propices à l'élection de membres du Front national. En 1984, 10 d'entre eux entrent au Parlement européen. En 1989, ils obtiennent le même nombre. En 1994, ils sont 11 députés européens. En 1999, seuls 5 candidats frontistes font leur entrée à Strasbourg. En 2004, ils sont crédités de sept sièges de députés. En 2009, le FN ne conserve que trois députés au Parlement européen : Jean-Marie Le Pen, Marine Le Pen et Bruno Gollnisch. En 2014 et 2019, le parti arrive en tête, avec 24 puis 23 députés européens.
| Poste                                      | Total        | Total   | Assemblée | Membres du Rassemblement national | Membres du Rassemblement national | Membres d'un parti associé | Membres d'un parti associé | Membres d'un parti associé |
| Poste                                      | Total        | Total   | Assemblée | Nombre | Noms | Nombre | Noms | Parti associé |
| ------------------------------------------ | ------------ | ------- | --- | --- | --- | --- | --- | --- |
| Députés européens                          | 30/81        | 30/81   | Parlement européen | 16 | Voir liste | 2 | Jean-Paul Garraud, Thierry Mariani | La Droite populaire |
| Députés européens                          | 30/81        | 30/81   | Parlement européen | 16 | Voir liste | 1 | Anne-Sophie Frigout | L'Avenir français |
| Députés                                    | 126/577      | 126/577 | Assemblée nationale | 116 | Voir liste | 5 | Alexandre Loubet, Thomas Ménagé, Alexandre Sabatou, Jean-Philippe Tanguy, Michaël Taverne | L'Avenir français |
| Députés                                    | 126/577      | 126/577 | Assemblée nationale | 116 | Voir liste | 3 | Eddy Casterman, Thibaut Monnier, Anne Sicard | Identité-Libertés |
| Députés                                    | 126/577      | 126/577 | Assemblée nationale | 116 | Voir liste | 1 | Marie-France Lorho | / |
| Députés                                    | 126/577      | 126/577 | Assemblée nationale | 116 | Voir liste | 16 | Voir liste | Union des droites pour la République |
| Sénateurs                                  | 3/348        | 3/348   | Sénat | 3 | Voir liste | - | - | - |
| Conseillers régionaux                      | 233/1758     | 14      | Conseil régional d'Auvergne-Rhône-Alpes | 13 | Voir liste | 1 | Andréa Kotarac | Les Localistes |
| Conseillers régionaux                      | 233/1758     | 18      | Conseil régional de Bourgogne-Franche-Comté | 16 | Voir liste | 2 | Pascal Blaise, Olivier Damien | L'Avenir français |
| Conseillers régionaux                      | 233/1758     | 9       | Conseil régional de Bretagne | 9 | Virginie d'Orsanne, Florent de Kersauson, Gérard de Mellon, Patrick Le Fur, Aurélie Le Goff, Gilles Pennelle, Astrid Prunier, Renée Thomaïdis | - | - | - |
| Conseillers régionaux                      | 233/1758     | 11      | Conseil régional du Centre-Val de Loire | 8 | Elodie Babin, Marine Bardet, Michel Chassier, Thibaut de la Tocnaye, Virginia de Oliveira, Aleksandar Nikolic, Mathilde Paris, Mylène Wunsch | 3 | Lionel Béjeau, Régine Flaunet, Thomas Ménagé | L'Avenir français |
| Conseillers régionaux                      | 233/1758     | 32      | Conseil régional du Grand Est | 27 | Voir liste | 3 | Anne-Sophie Frigout, Philippe Morenvillier, Pascal Tschaen | L'Avenir français |
| Conseillers régionaux                      | 233/1758     | 32      | Conseil régional du Grand Est | 27 | Voir liste | 1 | Bruno North | Centre national des indépendants et paysans |
| Conseillers régionaux                      | 233/1758     | 32      | Conseil régional du Grand Est | 27 | Voir liste | 1 | Jean-Louis Masson | Démocratie et république |
| Conseillers régionaux                      | 233/1758     | 32      | Conseil régional des Hauts-de-France | 29 | Voir liste | 1 | Philippe Torre | Centre national des indépendants et paysans |
| Conseillers régionaux                      | 233/1758     | 32      | Conseil régional des Hauts-de-France | 29 | Voir liste | 2 | Jean-Philippe Tanguy, Philippe Théveniaud | L'Avenir français |
| Conseillers régionaux                      | 233/1758     | 16      | Conseil régional d'Île-de-France | 15 | Voir liste | 1 | Nadejda Rémy | L'Avenir français |
| Conseillers régionaux                      | 233/1758     | 12      | Conseil régional de Normandie | 11 | Voir liste | 1 | Olivier Pjanic | L'Avenir français |
| Conseillers régionaux                      | 233/1758     | 26      | Conseil régional de Nouvelle-Aquitaine | 26 | Voir liste | - | - | - |
| Conseillers régionaux                      | 233/1758     | 24      | Conseil régional d'Occitanie | 22 | Voir liste | 1 | Jean-Paul Garraud | La Droite populaire |
| Conseillers régionaux                      | 233/1758     | 24      | Conseil régional d'Occitanie | 22 | Voir liste | 1 | Johana Maurel | L'Avenir français |
| Conseillers régionaux                      | 233/1758     | 3       | Conseil régional des Pays de la Loire | 3 | Gauthier Bouchet, Gabriel de Chabot-Tramecourt, Victoria de Vigneral | - | - | - |
| Conseillers régionaux                      | 233/1758     | 36      | Conseil régional de Provence-Alpes-Côte d'Azur | 33 | Voir liste | 1 | Thierry Mariani | La Droite populaire |
| Conseillers régionaux                      | 233/1758     | 36      | Conseil régional de Provence-Alpes-Côte d'Azur | 33 | Voir liste | 1 | Hervé Fabre-Aubrespy | L'Avenir français |
| Conseillers régionaux                      | 233/1758     | 36      | Conseil régional de Provence-Alpes-Côte d'Azur | 33 | Voir liste | 1 | Sophie Vaginay-Ricourt | Union des droites pour la République |
| Conseillers départementaux                 | 26/4108      | 1       | Conseil départemental des Bouches-du-Rhône | 1 | Cédric Dudieuzere (canton de Marseille-6) | - | - | - |
| Conseillers départementaux                 | 26/4108      | 2       | Conseil départemental du Gard | 2 | Jean-Pierre Fuster et Elizabeth Mondet (canton de Beaucaire) | - | - | - |
| Conseillers départementaux                 | 26/4108      | 2       | Conseil départemental de la Haute-Marne | 2 | Michel Karakula et Laurence Robert-Dehault (canton de Saint-Dizier-1) | - | - | - |
| Conseillers départementaux                 | 26/4108      | 4       | Conseil départemental de l'Hérault | 4 | Marie Hirth et Denis Marsala (canton de Béziers-1), Gilles Sacaze (canton de Béziers-2), Nicole Zénon (canton de Béziers-3) | - | - | - |
| Conseillers départementaux                 | 26/4108      | 6       | Conseil départemental du Pas-de-Calais | 6 | Ludovic Pajot et Marie-Line Plouviez (canton de Bruay-la-Buissière), Maryse Poulain et François Vial (canton de Hénin-Beaumont-1), Steeve Briois et Marine Le Pen (canton de Hénin-Beaumont-2) | - | - | - |
| Conseillers départementaux                 | 26/4108      | 2       | Conseil départemental du Tarn-et-Garonne | 2 | Any Delcher et Romain Lopez (canton de Moissac) | - | - | - |
| Conseillers départementaux                 | 26/4108      | 6       | Conseil départemental du Vaucluse | 6 | Hervé de Lépineau et Marie Thomas de Maleville (canton de Carpentras), Florelle Bonnet et Jean-Claude Ober (canton de Monteux), Danièle Brun et Joris Hébrard (canton du Pontet) | - | - | - |
| Conseillers départementaux                 | 26/4108      | 2       | Conseil départemental du Var | 2 | Christophe Chiocca et Sonia Lauvard (canton de Fréjus) | - | - | - |
| Conseillers municipaux                     | 1533/ 587335 | -       | - | - | - | - | - | - |
| Maires                                     | 14           | 14      | - 1 commune de plus de 100 000 habitants : Louis Aliot (Perpignan, Pyrénées-Orientales) - 1 commune entre 50 000 habitants et 100 000 habitants : David Rachline (Fréjus, Var) - 8 communes entre 10 000 habitants et 50 000 habitants : Steeve Briois (Hénin-Beaumont, Pas-de-Calais), Franck Briffaut (Villers-Cotterêts, Aisne), Nelson Chaudon (Beaucaire, Gard), Fabien Engelmann (Hayange, Moselle), Christophe Gonzalez (Rognac, Bouches-du-Rhône), Joris Hébrard (Le Pontet, Vaucluse), Romain Lopez (Moissac, Tarn-et-Garonne), Ludovic Pajot (Bruay-la-Buissière, Pas-de-Calais). - 4 communes entre 1 000 habitants et 10 000 habitants : Jean Bérard (Bédarrides, Vaucluse), Philippe de Beauregard (Camaret-sur-Aigues, Vaucluse), Grégoire Souque (Morières-lès-Avignon, Vaucluse), Emmanuel Riehl (Abreschviller, Moselle) | - 1 commune de plus de 100 000 habitants : Louis Aliot (Perpignan, Pyrénées-Orientales) - 1 commune entre 50 000 habitants et 100 000 habitants : David Rachline (Fréjus, Var) - 8 communes entre 10 000 habitants et 50 000 habitants : Steeve Briois (Hénin-Beaumont, Pas-de-Calais), Franck Briffaut (Villers-Cotterêts, Aisne), Nelson Chaudon (Beaucaire, Gard), Fabien Engelmann (Hayange, Moselle), Christophe Gonzalez (Rognac, Bouches-du-Rhône), Joris Hébrard (Le Pontet, Vaucluse), Romain Lopez (Moissac, Tarn-et-Garonne), Ludovic Pajot (Bruay-la-Buissière, Pas-de-Calais). - 4 communes entre 1 000 habitants et 10 000 habitants : Jean Bérard (Bédarrides, Vaucluse), Philippe de Beauregard (Camaret-sur-Aigues, Vaucluse), Grégoire Souque (Morières-lès-Avignon, Vaucluse), Emmanuel Riehl (Abreschviller, Moselle) | - 1 commune de plus de 100 000 habitants : Louis Aliot (Perpignan, Pyrénées-Orientales) - 1 commune entre 50 000 habitants et 100 000 habitants : David Rachline (Fréjus, Var) - 8 communes entre 10 000 habitants et 50 000 habitants : Steeve Briois (Hénin-Beaumont, Pas-de-Calais), Franck Briffaut (Villers-Cotterêts, Aisne), Nelson Chaudon (Beaucaire, Gard), Fabien Engelmann (Hayange, Moselle), Christophe Gonzalez (Rognac, Bouches-du-Rhône), Joris Hébrard (Le Pontet, Vaucluse), Romain Lopez (Moissac, Tarn-et-Garonne), Ludovic Pajot (Bruay-la-Buissière, Pas-de-Calais). - 4 communes entre 1 000 habitants et 10 000 habitants : Jean Bérard (Bédarrides, Vaucluse), Philippe de Beauregard (Camaret-sur-Aigues, Vaucluse), Grégoire Souque (Morières-lès-Avignon, Vaucluse), Emmanuel Riehl (Abreschviller, Moselle) | - 1 commune de plus de 100 000 habitants : Louis Aliot (Perpignan, Pyrénées-Orientales) - 1 commune entre 50 000 habitants et 100 000 habitants : David Rachline (Fréjus, Var) - 8 communes entre 10 000 habitants et 50 000 habitants : Steeve Briois (Hénin-Beaumont, Pas-de-Calais), Franck Briffaut (Villers-Cotterêts, Aisne), Nelson Chaudon (Beaucaire, Gard), Fabien Engelmann (Hayange, Moselle), Christophe Gonzalez (Rognac, Bouches-du-Rhône), Joris Hébrard (Le Pontet, Vaucluse), Romain Lopez (Moissac, Tarn-et-Garonne), Ludovic Pajot (Bruay-la-Buissière, Pas-de-Calais). - 4 communes entre 1 000 habitants et 10 000 habitants : Jean Bérard (Bédarrides, Vaucluse), Philippe de Beauregard (Camaret-sur-Aigues, Vaucluse), Grégoire Souque (Morières-lès-Avignon, Vaucluse), Emmanuel Riehl (Abreschviller, Moselle) | - 1 commune de plus de 100 000 habitants : Louis Aliot (Perpignan, Pyrénées-Orientales) - 1 commune entre 50 000 habitants et 100 000 habitants : David Rachline (Fréjus, Var) - 8 communes entre 10 000 habitants et 50 000 habitants : Steeve Briois (Hénin-Beaumont, Pas-de-Calais), Franck Briffaut (Villers-Cotterêts, Aisne), Nelson Chaudon (Beaucaire, Gard), Fabien Engelmann (Hayange, Moselle), Christophe Gonzalez (Rognac, Bouches-du-Rhône), Joris Hébrard (Le Pontet, Vaucluse), Romain Lopez (Moissac, Tarn-et-Garonne), Ludovic Pajot (Bruay-la-Buissière, Pas-de-Calais). - 4 communes entre 1 000 habitants et 10 000 habitants : Jean Bérard (Bédarrides, Vaucluse), Philippe de Beauregard (Camaret-sur-Aigues, Vaucluse), Grégoire Souque (Morières-lès-Avignon, Vaucluse), Emmanuel Riehl (Abreschviller, Moselle) | - 1 commune de plus de 100 000 habitants : Louis Aliot (Perpignan, Pyrénées-Orientales) - 1 commune entre 50 000 habitants et 100 000 habitants : David Rachline (Fréjus, Var) - 8 communes entre 10 000 habitants et 50 000 habitants : Steeve Briois (Hénin-Beaumont, Pas-de-Calais), Franck Briffaut (Villers-Cotterêts, Aisne), Nelson Chaudon (Beaucaire, Gard), Fabien Engelmann (Hayange, Moselle), Christophe Gonzalez (Rognac, Bouches-du-Rhône), Joris Hébrard (Le Pontet, Vaucluse), Romain Lopez (Moissac, Tarn-et-Garonne), Ludovic Pajot (Bruay-la-Buissière, Pas-de-Calais). - 4 communes entre 1 000 habitants et 10 000 habitants : Jean Bérard (Bédarrides, Vaucluse), Philippe de Beauregard (Camaret-sur-Aigues, Vaucluse), Grégoire Souque (Morières-lès-Avignon, Vaucluse), Emmanuel Riehl (Abreschviller, Moselle) |
| Élus consulaires                           | 3            | 3       | - | 3 | - Alain-Gérard Georgi-Samaran (Amérique du Sud) - Éric Miné (Asie), - Alain Lavarde (Espagne) | - | - | - |
| 1. 2. 3. 4. 5. 6. 7. 8. 9. 10. 11. 12. 13. |              |         | | | | | | |

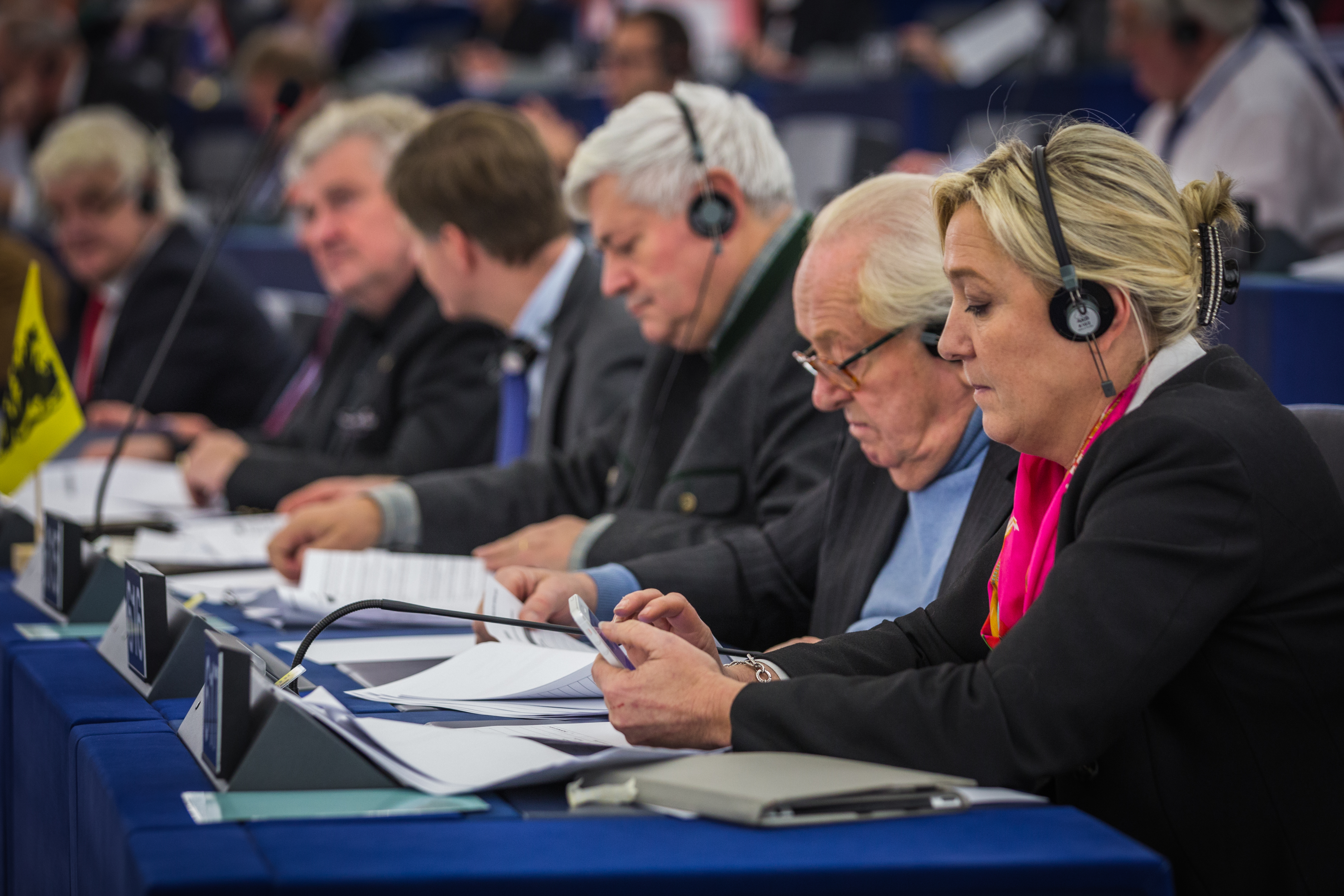
Marine Le Pen, Jean-Marie Le Pen et Bruno Gollnisch au Parlement européen (2013).
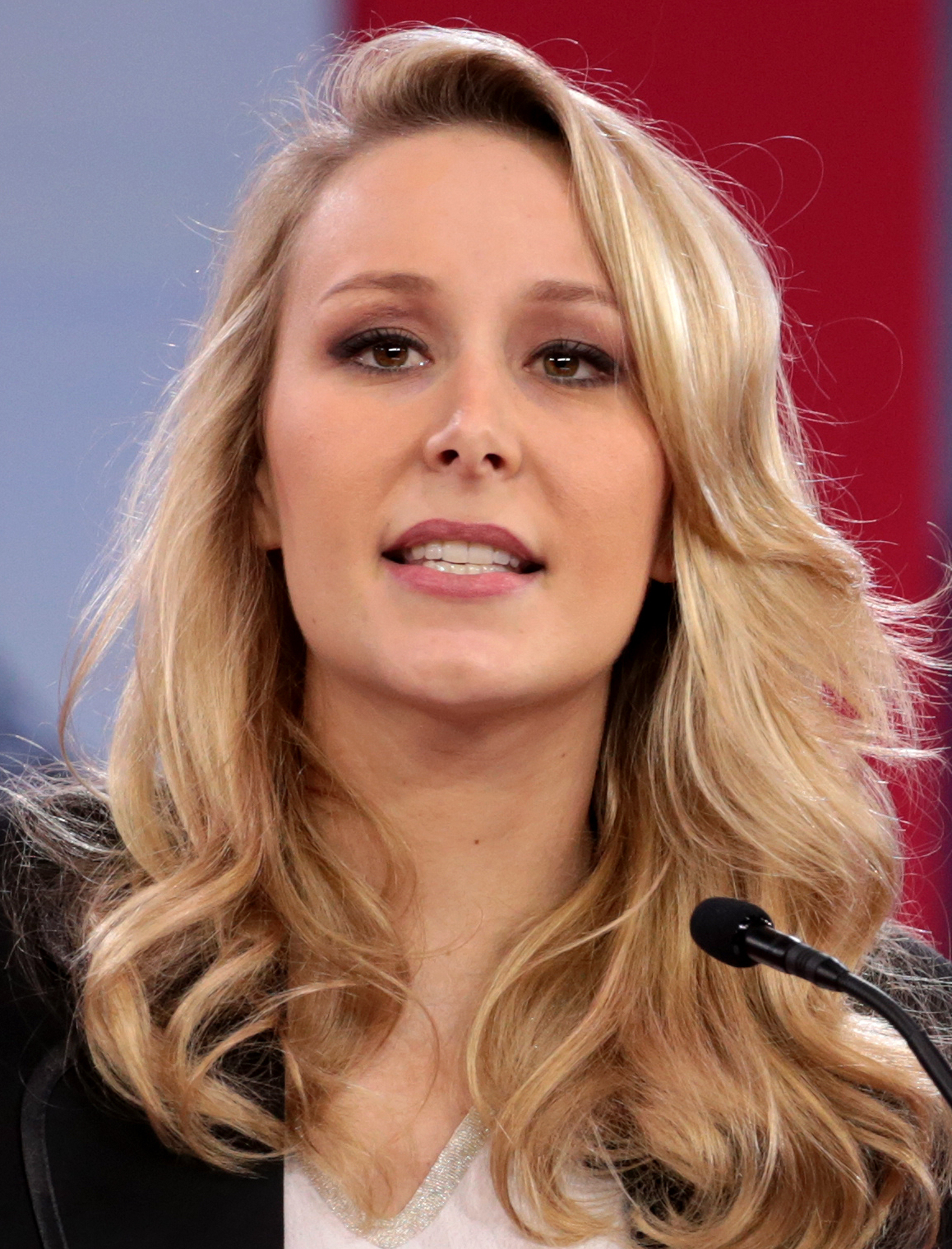
Marion Maréchal, députée FN de Vaucluse de 2012 à 2017.

### Élus ayant changé de parti politique en cours de mandat
Liste des personnes ayant été élues sous l'étiquette RN mais ayant changé de parti politique au cours de leur mandat.
| Poste                      | Nombre | Noms | Année changement de parti | Nouveau parti |
| -------------------------- | ------ | --- | ------------------------- | ------------- |
| Députés européens          | 4      | Nicolas Bay, Gilbert Collard, Maxette Pirbakas, Jérôme Rivière | 2022                      | Reconquête    |
| Sénateur                   | 1      | Stéphane Ravier | 2022                      | Reconquête    |
| Conseillers régionaux      | 10     | - 3 au conseil régional d'Auvergne-Rhône-Alpes : Stéphane Blanchot, Christophe Boudot, Vincent Lecaillon - 2 au conseil régional du Centre-Val de Loire : Cyril Hemardinquer, Ambre Louisin - 1 au conseil régional de Normandie : Nicolas Bay - 1 au conseil régional d'Occitanie : Franck Manogil - 1 au conseil régional des Pays de la Loire : Eléonore Revel - 3 au conseil régional de Provence-Alpes-Côte d'Azur : Sophie Grech, Jean-Guillaume Remise, Philippe Vardon | 2022                      | Reconquête    |
| Conseillers départementaux | 3      | - 1 au conseil départemental des Bouches-du-Rhône : Sandrine d'Angio (canton de Marseille-6) - 2 au conseil départemental de l'Hérault : Marie-Emmanuelle Camous (canton de Béziers-2), Jean-Louis Respaud (canton de Béziers-3) | 2022                      | Reconquête    |
| Total                      | 19     | |                           |               |

### Nombre d'adhérents revendiqués
| Année | Nombre  |
| ----- | ------- |
| 1980  | 270     |
| 1998  | 42 000  |
| 2009  | 13 000  |
| 2011  | 22 000  |
| 2012  | 50 000  |
| 2014  | 83 000  |
| 2017  | 51 000  |
| 2018  | 38 000  |
| 2023  | 50 000  |
| 2024  | 100 000 |

En décembre 2019, Le Point indique que le nombre d'adhérents du RN est de 20 000, soit une baisse significative malgré des résultats électoraux historiques. En 2020, L'Opinion estime que le nombre d'adhérents est compris entre 20 000 et 25 000.

### Géographie et sociologie électorales
Depuis les années 1980, le Front national réalise ses meilleurs scores dans le nord-est, l'est et le sud-est de la France. En 2002, les 20 départements dans lesquels Jean-Marie Le Pen dépasse les 20 % des voix au premier tour de l'élection présidentielle sont situés dans dix régions : Alsace (Bas-Rhin, Haut-Rhin), Bourgogne (Yonne), Champagne-Ardenne (Aube, Haute-Marne, Ardennes), Franche-Comté (Haute-Saône, Territoire de Belfort), Languedoc-Roussillon (Pyrénées-Orientales, Hérault, Gard), Lorraine (Moselle, Vosges, Meuse), Midi-Pyrénées (Tarn-et-Garonne), Picardie (Oise), Provence-Alpes-Côte d'Azur (Bouches-du-Rhône, Var, Alpes-Maritimes, Vaucluse), Rhône-Alpes (Ain, Haute-Savoie). Une étude de 2013 de l'Ipsos confirme la stabilité de cette distribution géographique : le vote FN est plus répandu dans l'est du pays, notamment à l'est d'une ligne Le Havre-Valence-Perpignan.
Dans une note publiée en 2013, Jérôme Fourquet distingue deux familles parmi l'électorat frontiste : celle du nord et du nord-est, plutôt populaire et attaché à des valeurs de gauche, et celle de la vallée de la côte méditerranéenne et du Rhône, davantage sensible aux questions fiscales et aux valeurs de droite. Au nord, les électeurs frontistes sont plus sensibles au discours social du Front national, alors qu'au sud, le FN rassemble un électorat moins populaire. Le politologue Joël Gombin précise cette analyse. Il relève que la géographie électorale du FN « n’a guère évolué depuis les élections européennes de 1984 » en opposant « un arc oriental allant du Nord aux Pyrénées-Orientales à une moitié occidentale bien plus rétive » et identifie plutôt « trois visages du vote FN » : « ses terres de mission, qui lui sont plutôt rétives », à savoir « Ouest, Sud-Ouest — à l’exception de la vallée de la Garonne —, une large partie du Massif central et au-delà, jusqu’à la Nièvre et la Saône-et-Loire », mais aussi « les Hautes-Alpes, Paris, les départements de la petite couronne ainsi que la Corse ». De plus dans « des départements tous situés au sud de la Loire » (…) « le vote FN est surreprésenté parmi les salariés du secteur privé ». Enfin, Gombin indique que le « grand quart — et même tiers — nord-est de la France (hors Paris et petite couronne) », avec « une bonne partie de la région Rhône-Alpes (deux Savoies, Isère, Rhône), les Alpes-de-Haute-Provence et surtout les Bouches-du-Rhône », où le FN a ses meilleurs scores et « c’est surtout parmi les inactifs que le parti réalise ses meilleurs scores ».
Pour l'historien Nicolas Lebourg, « on vote FN dans le périurbain, chez les classes populaires certes, mais aussi dans les quartiers de villas aisées ». Pour Guillaume Perrault, « les bastions de Marine Le Pen se trouvent désormais, pour la plupart, dans les villes petites et moyennes de la France périurbaine ». Globalement, les zones de forte présence électorale du FN recouvrent des régions touchées par la désindustrialisation, à fortes proportions de population d'origine immigrée, d'implantation des rapatriés Pieds-noirs et confrontées à des changements démographiques importants (héliotropisme ou périurbanisation). En 2016, une étude de l'Ifop montre que le vote en faveur du Front national est plus élevé dans les communes dont les petits commerces et les services sont absents. Le politologue Joël Gombin tire une conclusion identique à Marseille.
La proportion de votants pour le Front national décroit à mesure que le niveau de diplôme augmente,,. Au sein de l'électorat du FN, le nombre des plus diplômés reste stable tandis que celui des populations les moins diplômées sont de plus en plus présentes. Jérôme Fourquet relève que « [si] le vote lepéniste va demeurer quasiment stable dans la catégorie bénéficiant du niveau éducatif le plus élevé, il va beaucoup progresser dans les tranches de la population les moins diplômées ». Il estime que « tout se passe, en effet, comme si le parti lepéniste avait progressivement capitalisé sur le ressentiment et le sentiment de relégation culturelle et sociale des publics les moins diplômés au fur et à mesure que le niveau éducatif moyen était rehaussé ». Ainsi, lors du premier tour de l'élection présidentielle de 2012, 45,5 % des votants pour Marine Le Pen n'avaient pas le niveau baccalauréat, tandis que 7 % étaient diplômés du supérieur (> bac+2). Le politologue Joël Gombin observe un lien entre le coefficient de Gini (mesure de l'inégalité de la répartition des richesses sur un territoire) et le vote FN.
L'évolution de l'électorat du Front national dans les années 2010 semble également montrer une proportion beaucoup plus élevé de femmes qu'en comparaison des années 1990. Jérôme Fourquet observe également le basculement d'une partie de l'électorat catholique vers le FN alors qu'« historiquement, les catholiques pratiquants étaient réfractaires au vote FN », ce qui s'explique par « une conjonction de facteurs : le climat terroriste islamiste, la crise des migrants et la personnalité de Marion Maréchal ». Il relève également « un survote qui s'affirme dans les classes d'âge intermédiaires » (25-64 ans), en particulier à partir de l'élection présidentielle de 2012, ce qui s'explique par « une intensité du vote RN beaucoup plus forte auprès des actifs » et chez les ménages avec enfants à charge : « Dans ces tranches d’âge intermédiaires, le sentiment de contribuer, par son travail comme par les impôts et les charges payés, au fonctionnement de la collectivité sans parfois en tirer beaucoup de bénéfices est plus répandu que parmi les jeunes et les retraités, qui bénéficient bien davantage des mécanismes de redistribution. Ceci explique sans doute en partie pourquoi le discours anti-assistanat trouve un écho plus important dans ces tranches d’âge intermédiaires ».
À l'occasion des élections régionales de 2015, une étude CEVIPOF-SciencesPo montre que le FN est, lors du premier tour, le premier parti pour lequel ont voté les hommes homosexuels mariés (le troisième pour les lesbiennes mariées), de même que les hommes hétérosexuels mariés (le deuxième chez les femmes hétérosexuelles mariées). Il réalise également ses plus forts scores parmi l'électorat des 18-34 ans. Cette importance du FN dans les classes les plus jeunes est confirmée par un sondage de décembre 2016, montrant qu'il est le parti dont les jeunes se sentent « le plus proche, ou disons le moins éloigné ».
Jérôme Fourquet observe également « un succès croissant » du FN/RN auprès des ouvriers et des employés, en particulier sous la présidence de Marine Le Pen, « tenante d’une ligne sociale affirmée ». En 2021, la candidate RN recueille ainsi dans ces catégories plus de 40 % d'intentions de vote en vue du premier tour de l'élection présidentielle de 2022. Lors de l'élection présidentielle de 2012, les ouvriers votent davantage au premier tour pour Marine le Pen que pour tout autre candidat,. Entre 2012 et 2015, les études montrent « une désaffection pour la gauche et un ralliement massif au Front national » des ouvriers les plus précaires qui, lors du premier tour des régionales de décembre 2015, ont voté à 64 % pour lui. Les élections départementales de 2015 confirment que le vote FN touche massivement les ouvriers − 49 % de ceux-ci votent FN −, mais touche également une grande partie des employés − 38 % − (contre respectivement 15 % et 18 % pour le Parti socialiste). Les retraités − 24 % − et les membres de la fonction publique (notamment les enseignants) restent globalement les plus réfractaires au vote FN, même si les élections régionales de 2015 semblent montrer une forte percée du FN dans la fonction publique. Durant ces élections, hors éducation nationale, 30,5 % des fonctionnaires d'État ont voté pour le FN.
En 2024, selon une étude Ipsos, le RN réalise son meilleur score électoral avec 31,4 % des voix, et occupe la première place dans 93 % des communes françaises. Il progresse dans toutes les catégories socio-professionnelles, d'âge ou de genre, y compris celles qui auparavant le délaissaient. Si les ouvriers continuent à voter massivement pour lui (54 % vs. 40 % en 2019), il gagne aussi des voix chez les employés (40 %), les professions intermédiaires (29 % vs. 19 %), les cadres (20 % vs. 13 %), les retraités chez qui il tient la première place (29 %) alors que cette catégorie est celle qui vote le plus. L'écart entre le vote des hommes et celui des femmes s'est amenuisé, celles-ci votant à 30 % pour lui contre 20 % en 2019. Chez les jeunes (18-34 ans), selon une étude Elabe, 32% ont voté pour lui contre 20 % pour LFI. Les villes de 2 000 à 20 000 habitants le classent en tête avec 42 % des voix, suivis par les communes rurales (36 %), ce qui traduit un clivage entre une France des grandes villes perçue comme favorisée et celle des campagnes, qui serait délaissée, notamment avec la fermeture de services publics ou des propositions à gauche jugées comme relevant de la « gauche caviar », telle que la proposition de la voiture électrique. Chez les personnes peu diplômée (niveau inférieur au Bac), il représente 50 % des voix. Parmi les motivations des votants figure la défense du pouvoir d'achat, avec 40 % des voix des ménages ayant des difficultés financières en fin de mois, mais pas exclusivement puisque le parti prend aussi la tête dans l'autre catégorie. Enfin, parmi les plus jeunes, il existe outre l'adhésion à un discours simple, et une connaissance des candidats surtout acquise via les réseaux sociaux, une forte composante d'identification à Jordan Bardella, qui se présente comme venant d'un milieu modeste et représente pour beaucoup l'image de la réussite.

### Alliances électorales
Des arrangements locaux entre droite et FN ont eu lieu entre 1977 et 2004. Le RPR a condamné les alliances en septembre 1988, le Parti républicain a fait de même en 1991. Des sanctions internes ont été prises contre des élus de droite s'alliant au FN à partir de 1992.
Aux élections cantonales de 1994, Ernest Chénière, député RPR de l'Oise, battu au premier tour à Creil, s'allie au candidat FN encore en lice, avec l'accord de Jean-François Mancel, secrétaire général du RPR, et la bénédiction de Jean-Marie Le Pen. En 1998, Philippe Séguin démet de ses fonctions partisanes Jean-François Mancel, qui a passé une alliance avec le FN pour conserver la présidence du conseil général de l'Oise. De même, en Bourgogne, Jean-Pierre Soisson remporte la région au troisième tour de scrutin après une alliance avec le Front national.
Marine Le Pen refuse l'idée d'une alliance avec l'UMP, estimant que « nous ne pouvons pas faire d'accords électoraux, d'alliances politiciennes, alors que nous avons des divergences si profondes avec l'UMP. Ce n'est pas une différence de degré que nous avons avec l'UMP, c'est une différence de nature ».

## Résultats électoraux

### Élections présidentielles
| Année | Candidat          | 1er tour       | 1er tour       | 1er tour       | 2d tour        | 2d tour        | 2d tour        | Statut         |
| Année | Candidat          | Voix           | %              | Rang           | Voix           | %              | Rang           | Statut         |
| ----- | ----------------- | -------------- | -------------- | -------------- | -------------- | -------------- | -------------- | -------------- |
| 1974  | Jean-Marie Le Pen | 190 921        | 0,75           | 7e             | Non-qualifié   | Non-qualifié   | Non-qualifié   | Éliminé        |
| 1981  | Aucun candidat    | Aucun candidat | Aucun candidat | Aucun candidat | Aucun candidat | Aucun candidat | Aucun candidat | Aucun candidat |
| 1988  | Jean-Marie Le Pen | 4 375 894      | 14,39          | 4e             | Non-qualifié   | Non-qualifié   | Non-qualifié   | Éliminé        |
| 1995  | Jean-Marie Le Pen | 4 570 838      | 15,00          | 4e             | Non-qualifié   | Non-qualifié   | Non-qualifié   | Éliminé        |
| 2002  | Jean-Marie Le Pen | 4 804 713      | 16,86          | 2e             | 5 525 032      | 17,79          | 2e             | Battu          |
| 2007  | Jean-Marie Le Pen | 3 834 530      | 10,44          | 4e             | Non-qualifié   | Non-qualifié   | Non-qualifié   | Éliminé        |
| 2012  | Marine Le Pen     | 6 421 426      | 17,90          | 3e             | Non-qualifié   | Non-qualifié   | Non-qualifié   | Éliminée       |
| 2017  | Marine Le Pen     | 7 678 491      | 21,30          | 2e             | 10 638 475     | 33,90          | 2e             | Battue         |
| 2022  | Marine Le Pen     | 8 133 828      | 23,15          | 2e             | 13 297 760     | 41,46          | 2e             | Battue         |

- Premier tour
- Second tour

### Élections législatives

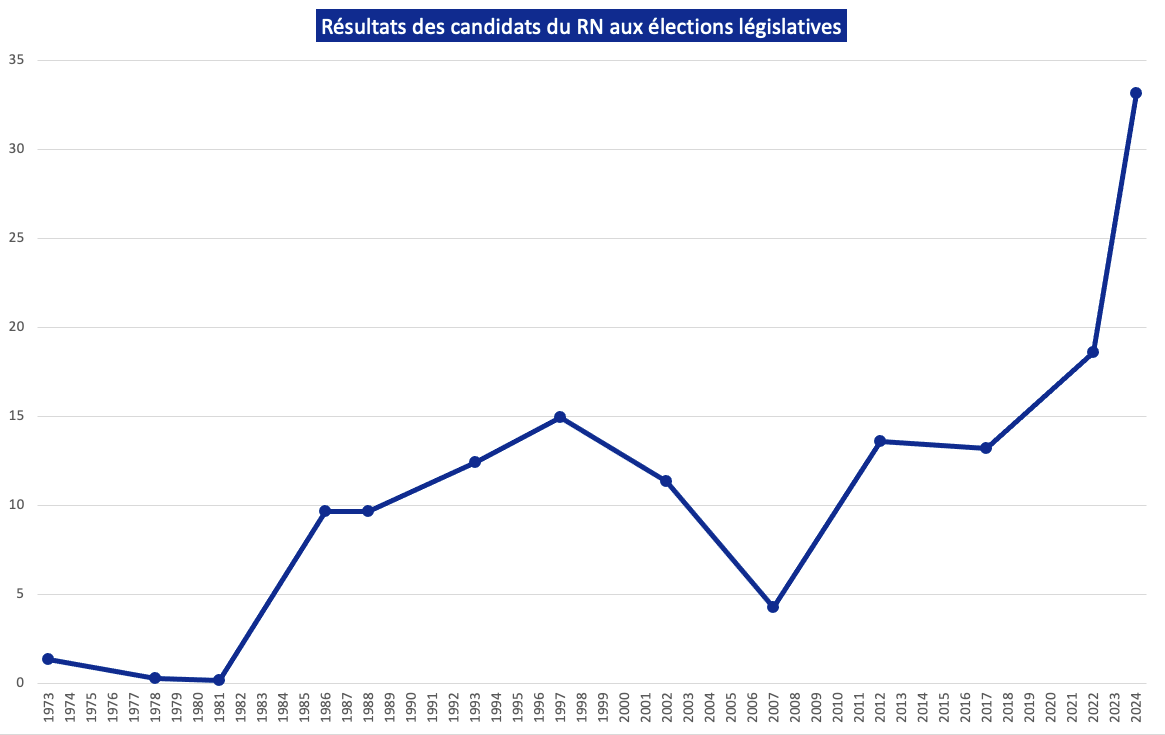
Evolution en % des résultats du RN lors du premier tour aux élections législatives.

| Année | 1er tour  | 1er tour | Rang | Sièges    | Statut              |
| Année | Voix      | %        | Rang | Sièges    | Statut              |
| ----- | --------- | -------- | ---- | --------- | ------------------- |
| 1973  | 122 000   | 1,33     | NC   | 0 / 490   | Extra-parlementaire |
| 1978  | 82 743    | 0,29     | NC   | 0 / 491   | Extra-parlementaire |
| 1981  | 44 414    | 0,18     | NC   | 0 / 491   | Extra-parlementaire |
| 1986  | 2 703 442 | 9,65     | 5e   | 35 / 577  | Opposition          |
| 1988  | 2 359 280 | 9,66     | 5e   | 1 / 577   | Opposition          |
| 1993  | 3 152 543 | 12,42    | 4e   | 0 / 577   | Extra-parlementaire |
| 1997  | 3 785 383 | 14,94    | 3e   | 1 / 577   | Opposition          |
| 2002  | 2 862 960 | 11,34    | 3e   | 0 / 577   | Extra-parlementaire |
| 2007  | 1 116 005 | 4,29     | 4e   | 0 / 577   | Extra-parlementaire |
| 2012  | 3 528 373 | 13,60    | 3e   | 1 / 577   | Opposition          |
| 2017  | 2 990 613 | 13,20    | 3e   | 7 / 577   | Opposition          |
| 2022  | 4 231 687 | 18,61    | 3e   | 82 / 577  | Opposition          |
| 2024  | 8 992 223 | 28,05    | 1er  | 119 / 577 | Opposition          |

### Élections sénatoriales
| Année | Sièges  | Sièges  | Groupe |
| Année | Élus    | Total   | Groupe |
| ----- | ------- | ------- | ------ |
| 2014  | 2 / 178 | 2 / 348 | RASNAG |
| 2017  | 0 / 170 | 2 / 348 | RASNAG |
| 2020  | 1 / 172 | 1 / 348 | RASNAG |
| 2023  | 3 / 170 | 3 / 348 | RASNAG |

### Élections européennes
| Année | Voix           | %              | Rang           | Sièges         | Tête de liste               | Groupe                                     |                |
| ----- | -------------- | -------------- | -------------- | -------------- | --------------------------- | ------------------------------------------ | -------------- |
| 1979  | Aucun candidat | Aucun candidat | Aucun candidat | Aucun candidat | Aucun candidat              | Aucun candidat                             | Aucun candidat |
| 1984  | 2 210 299      | 10,95          | 4e             | 10 / 81        | Jean-Marie Le Pen           | GDE                                        |                |
| 1989  | 2 129 668      | 11,73          | 3e             | 10 / 81        | Jean-Marie Le Pen           | GTDE                                       |                |
| 1994  | 2 050 086      | 10,52          | 5e             | 11 / 87        | Jean-Marie Le Pen           | NI                                         |                |
| 1999  | 1 005 225      | 5,69           | 8e             | 5 / 87         | Jean-Marie Le Pen           | GTI (1999-2001), NI (2001-2004)            |                |
| 2004  | 1 684 868      | 9,81           | 4e             | 7 / 74         | Circonscriptions régionales | NI (2004-2007), ITS (2007), NI (2007-2009) |                |
| 2009  | 1 091 681      | 6,34           | 6e             | 4 / 74         | Circonscriptions régionales | NI                                         |                |
| 2014  | 4 712 461      | 24,86          | 1er            | 24 / 74        | Circonscriptions régionales | NI (2014-2015), ENL (2015-2019)            |                |
| 2019  | 5 286 939      | 23,34          | 1er            | 21 / 79        | Jordan Bardella             | ID                                         |                |
| 2024  | 7 765 670      | 31,37          | 1er            | 30 / 81        | Jordan Bardella             | Patriotes pour l'Europe                    |                |

### Élections régionales
| Année | 1er tour  | 1er tour | 1er tour | 2d tour            | 2d tour            | 2d tour            | Conseillers | Présidents |
| Année | Voix      | %        | Rang     | Voix               | %                  | Rang               | Conseillers | Présidents |
| ----- | --------- | -------- | -------- | ------------------ | ------------------ | ------------------ | ----------- | ---------- |
| 1986  | 2 658 500 | 9,57     | 5e       | Pas de second tour | Pas de second tour | Pas de second tour | 135 / 1880  | 0 / 26     |
| 1992  | 3 375 079 | 13,65    | 3e       | Pas de second tour | Pas de second tour | Pas de second tour | 239 / 1880  | 0 / 26     |
| 1998  | 3 271 525 | 14,94    | 4e       | Pas de second tour | Pas de second tour | Pas de second tour | 268 / 1880  | 0 / 26     |
| 2004  | 3 564 059 | 14,70    | 3e       | 3 199 392          | 12,38              | 3e                 | 156 / 1880  | 0 / 26     |
| 2010  | 2 223 800 | 11,42    | 4e       | 1 943 307          | 9,17               | 3e                 | 118 / 1749  | 0 / 26     |
| 2015  | 6 018 904 | 27,73    | 1er      | 6 820 477          | 27,10              | 3e                 | 358 / 1722  | 0 / 17     |
| 2021  | 2 743 497 | 18,68    | 2e       | 2 908 403          | 19,05              | 3e                 | 252 / 1926  | 0 / 17     |

### Élections cantonales et départementales
| Année | 1er tour  | 1er tour | 1er tour | 2d tour   | 2d tour | 2d tour | Conseillers | Présidents |
| Année | Voix      | %        | Rang     | Voix      | %       | Rang    | Conseillers | Présidents |
| ----- | --------- | -------- | -------- | --------- | ------- | ------- | ----------- | ---------- |
| 1988  | NC        | 5,25     | 5e       | NC        | NC      | NC      | 1 / 2043    | 0 / 100    |
| 1992  | NC        | 12,32    | 4e       | NC        | NC      | NC      | 1 / 1945    | 0 / 100    |
| 1994  | NC        | 9,88     | 5e       | NC        | NC      | NC      | 3 / 1922    | 0 / 100    |
| 1998  | NC        | 13,58    | 3e       | NC        | NC      | NC      | 3 / 2038    | 0 / 100    |
| 2001  | 847 383   | 6,94     | 5e       | 46 149    | 0,61    | 9e      | 0 / 1997    | 0 / 100    |
| 2004  | 1 490 315 | 12,13    | 3e       | 11 620    | 0,11    | 7e      | 1 / 2034    | 0 / 100    |
| 2008  | 647 749   | 4,85     | 4e       | 11 232    | 0,16    | 8e      | 0 / 2020    | 0 / 100    |
| 2011  | 1 379 902 | 15,06    | 3e       | 915 504   | 11,57   | 3e      | 2 / 2026    | 0 / 101    |
| 2015  | 5 142 241 | 25,24    | 2e       | 4 107 891 | 22,23   | 3e      | 62 / 4108   | 0 / 98     |
| 2021  | 2 451 778 | 17,89    | 1er      | 1 425 459 | 10,74   | 2e      | 24 / 4108   | 0 / 95     |

NB : Jusqu'en 2011, les élections se déroulaient sur la moitié des cantons. Le nombre de suffrages était donc divisé par deux. De plus, le département de Paris n'a jamais été concerné par ce type d'élection.

### Élections municipales
| Année | Pourcentages | Pourcentages | Villes de plus de 100 000 hab. |
| Année | 1er tour     | 2d tour      | Villes de plus de 100 000 hab. |
| ----- | ------------ | ------------ | ------------------------------ |
| 1977  | NC           | NC           | 0 / 39                         |
| 1983  | NC           | NC           | 0 / 37                         |
| 1989  | NC           | NC           | 0 / 37                         |
| 1995  | NC           | NC           | 1 / 37                         |
| 2001  | NC           | NC           | 0 / 37                         |
| 2008  | 0,93         | 0,28         | 0 / 40                         |
| 2014  | 4,88         | 6,87         | 0 / 42                         |
| 2020  | 2,33         | 0,37         | 1 / 42                         |

Lors des élections municipales de 2020, le parti remporte la ville de Perpignan qui compte plus de 120 000 habitants.

## Condamnations et affaires judiciaires

### Condamnations de Jean-Marie Le Pen pour négationnisme
Jean-Marie Le Pen est condamné trois fois pour négationnisme. Un premier scandale éclate le 13 septembre 1987, lorsque le président du FN, Jean-Marie Le Pen, déclare au Grand Jury RTL-Le Monde, en réponse à une question sur la contestation, par des négationnistes, de l'utilisation par les nazis de chambres à gaz homicides : « Je n'ai pas étudié spécialement la question mais je crois que c'est un point de détail de l'histoire de la Deuxième Guerre mondiale ». Face à la réaction du journaliste, il répond : « Non, la question qui a été posée, c'est de savoir comment ces gens ont été tués ou non ». Son argumentation reposera plus tard, notamment lors de la conférence de presse du 18 septembre à l'Assemblée nationale, sur le fait que ces chambres à gaz ne sont pas le seul lieu où des gens ont perdu la vie pendant la Seconde Guerre mondiale et, qui plus est, ne sont pas mentionnées dans les Mémoires sur la Seconde Guerre mondiale de Winston Churchill (Plon, 1953). Ces propos seront pourtant réitérés en 1997 en Bavière pour lesquels il sera à nouveau condamné, en 2008 dans le magazine Bretons, puis en séance du Parlement européen le 25 mars 2009 qui avait antérieurement levé son immunité parlementaire le 6 octobre 1998 pour les propos de 1997.

### Condamnations de membres pour incitation à la haine raciale
Au cours de son histoire, des membres et les personnes ayant partagé l'étiquette du FN ont été de nombreuses fois condamnés pour incitation à la haine raciale.
En 1997, après que son mari a été déclaré inéligible car il avait dépassé le plafond autorisé des dépenses de campagne, Catherine Mégret est élue maire de Vitrolles sous l'étiquette Front national. Le 9 mars 1998, elle est condamnée à trois mois de prison avec sursis et 50 000 francs d'amende pour « complicité de provocation à la haine raciale ». Catherine Mégret avait notamment déclaré à un quotidien allemand que « les immigrés (…) font des gamins pour toucher les allocations, ils ne les élèvent même pas ».
Le 4 avril 1991, Jean-Yves Le Gallou, président du groupe FN au conseil régional d'Ile-de-France, est condamné à 6 000 francs d'amende pour « provocation à la haine raciale ». Lors d'une municipale partielle à Colombes, le FN avait diffusé un tract affirmant que les logements HLM de la ville étaient réservés aux Africains et musulmans, et accusant le maire communiste de la ville de faire de Colombes « une république musulmane soviétique ».

### Condamnation pour recel d'abus de biens sociaux
Le 9 septembre 2015, dans le cadre des enquêtes autour du micro-parti Jeanne et de l'agence de communication Riwal, le Front national est mis en examen en tant que personne morale. Le 5 octobre 2016, le parti est renvoyé devant le tribunal correctionnel pour « complicité d’escroquerie au préjudice de l’État lors des élections législatives de 2012 et recel d’abus de bien sociaux ». Neuf autres personnalités physiques ou morales sont également appelées à comparaître,.
Le procès se tient en novembre 2019 devant la 11e chambre correctionnelle du tribunal de Paris. Le parquet fait état d'« une « litanie d’escroqueries » destinées à « détourner de l’argent public de manière systémique » » et réclament des condamnations pour plusieurs personnalités du parti, dont Frédéric Chatillon, Jean-François Jalkh, Axel Loustau et Wallerand de Saint-Just, ainsi qu'une amende pour le RN. Par jugement rendu le 16 juin 2020, seul Axel Loustau est relaxé et le tribunal condamne les neuf autres personnalités physiques ou morales à différentes peines. L'ex-Front national est, pour sa part, condamné à une amende de 18 750 euros pour « recel d’abus de biens sociaux », le tribunal ne retenant pas l'accusation d'escroquerie,,,. Selon l'analyse de la revue Challenges, la condamnation en première instance du micro-parti Jeanne à 150 000 euros d'amende pour escroquerie et l'obligation de remboursement à l'État des 870 000 euros de frais de campagne indument perçus devrait in fine peser sur les finances du Rassemblement national, celui-ci consolidant les comptes de l'association Jeanne depuis au moins 2020. En mars 2023, l'amende du RN est portée à 250 000 euros par la cour d'appel, la condamnation est confirmée par la Cour de Cassation en juin 2024,.

### Condamnations pour emplois fictifs d'assistants parlementaires
L'affaire des assistants parlementaires du Front national au Parlement européen est une affaire politique et judiciaire portant sur des soupçons d'emplois fictifs concernant les assistants parlementaires des députés européens du parti français Front national (dénommé Le Rassemblement national (RN) depuis le 1er juin 2018) siégeant au Parlement européen entre 2012 et 2017. Cette affaire commence en 2014.
Les députés sont soupçonnés d'avoir employé ces assistants pour servir les intérêts de leur parti sans travailler réellement sur les dossiers européens. Dans le cas où ces accusations seraient fondées, cela correspondrait à des emplois fictifs financés par le contribuable européen, constituant un délit représentant un préjudice évalué entre 5 millions d'euros (entre 2012 et 2017) et 7,5 millions d'euros (entre 2010 et 2016). En décembre 2017, le Front national, en tant que personne morale, a été mis en examen pour complicité et recel d'abus de confiance, dans le cadre de l'affaire des assistants parlementaire européens. Parmi les personnalités mises en examen par la justice française pour détournement de fonds publics ou complicité pour ce délit, figurent notamment Marine Le Pen, Jean-Marie Le Pen, Wallerand de Saint-Just, Nicolas Bay et Louis Aliot.
En septembre 2023, le parquet de Paris requiert un procès contre le Rassemblement national et 27 personnes liées au parti. En décembre 2023, deux juges d'instruction financiers ordonnent leur renvoi devant le tribunal correctionnel de Paris. Les débats au fond se déroulent du 30 septembre au 27 novembre 2024. Dans le cadre de cette affaire, le RN est accusé d'avoir produits de fausses preuves d'activité des assistants parlementaires, notamment des notes ou des agendas antidatés,. Le 13 novembre 2024, le parquet requiert contre le Rassemblement national une amende de 4,3 millions d'euros dont 2 millions avec sursis. Le délibéré fait l'objet de pressions et menaces sur magistrats qui engendrent l'ouverture d'une enquête parallèle par le Parquet de Paris,. Le 31 mars 2025, le RN est condamné à deux millions d’euros d’amende, dont un million ferme. Vingt-quatre membres du parti sont également condamnés, dont Marine Le Pen.

### Meurtres, violences et condamnations impliquant des militants FN
En mai 1991, après un non-lieu rendu trois ans auparavant, Émilien Bonnal, un ancien policier municipal, candidat aux élections cantonales de 1985 puis tête de liste du Front national aux municipales de 1989 à Saint-Maximin-la-Sainte-Baume (Var), est inculpé d'homicide volontaire. En septembre 1985, il collait des affiches à Pourrières lorsqu'il fut interpellé par Abdallah Mokhtari, un homme de 23 ans d'origine algérienne et naturalisé français ; Émilien Bonnal se serait alors saisi d'un fusil à pompe caché dans son véhicule et aurait tiré une fois, blessant mortellement à la poitrine Abdallah Mokhtari. Il est condamné à 8 ans de prison pour meurtre en 1993.
Le 21 février 1995, trois militants du Front national collent des affiches dans le quartier de la Savine, au nord de Marseille, dans le cadre de la campagne présidentielle de Jean-Marie Le Pen. Les colleurs croisent Ibrahim Ali, un jeune Marseillais d'origine comorienne, et l'abattent d'une balle dans le dos. Le procès, qui a lieu en juin 1998 à la cour d'assises d'Aix-en-Provence, établit que deux des trois militants du parti d'extrême droite étaient armés. Robert Lagier, auteur du coup de feu mortel, écope de quinze ans de prison, tandis que Marc d'Ambrosio est condamné à dix ans d'emprisonnement et Pierre Gigilo à deux ans, dont un avec sursis. Les parties civiles obtiennent la qualification de crime raciste et la désignation du FN comme le protagoniste de cet assassinat.
En mai 1995, en marge du défilé annuel du FN, un manifestant pousse dans la Seine Brahim Bouarram qui meurt noyé,.
En 1997, lors d'une manifestation de jeunes opposants au Front national dans la banlieue de Strasbourg, quatre « frontistes », se faisant passer pour des policiers, plaquent certains d'entre eux sur leur voiture et les fouillent. Ces militants — trois membres du service d'ordre du FN et un conseiller régional — sont reconnus coupables par le tribunal correctionnel de Strasbourg d'« arrestation arbitraire » et d'« usurpation de fonction d'officier de police judiciaire », et condamnés à un an de prison avec sursis accompagné d'une interdiction de leurs droits civiques, civils, et de famille pendant deux ans.
Le site La Horde indique qu'en 2010, Grégoire de Fournas milite pour le Bloc identitaire en tant que cadre de la section girondine du parti avant de rejoindre le Front national en 2011. Le site antifasciste et Mediapart indiquent que l'actuel député a été condamné le 25 septembre 2012 par le tribunal judiciaire de Pau à une amende de 200 € pour la détérioration le 8 mai 2010 d'une une fresque commandée par la mairie de la commune de Billère nommée le « Mur des expulsés », réalisée en hommage aux familles reconduites à la frontière. Grégoire de Fournas, ni aucun des autres militants condamnés, n'ont fait appel de la décision judiciaire,,.

### Détournement de fonds publics européens
Le 8 juillet 2025, le parquet européen ouvre une enquête à l’encontre du Rassemblement national et de ses ex-partenaires d’extrême droite au Parlement européen au sein du groupe Identité et démocratie (ID). Ils auraient détourné plus de 4,33 millions d’euros du budget européen entre 2019 et 2024, selon un rapport de la direction des affaires financières de l’institution bruxelloise. La majeure partie de cette somme a bénéficié à deux sociétés liées à des proches de Marine Le Pen : son ancien conseiller Frédéric Chatillon et son épouse Sighild Blanc.

## Controverses

### Entrave à la liberté de la presse
À partir de 2013, les journalistes du Petit Journal (Canal+), devenu Quotidien (TMC) et de Médiapart ne sont plus accrédités aux conférences de presse et meetings du Front national qui leur reproche le « traitement militant » de l'actualité,,.
Dans le cadre de l'élection présidentielle de 2017, les sociétés de journalistes de 36 médias français annoncent leur soutien aux journalistes de Mediapart et TMC et dénoncent la décision du Front national de « choisir les médias autorisés à suivre Marine Le Pen ». Lors du second tour de l'élection, dix autres médias sont concernés par le refus d'accréditation : Buzzfeed, Les Jours, Rue89, StreetPress, Politico, le Bondy Blog, Explicite, Brut, Konbini, et Politis,.
En 2019, un journaliste de Libération se voit refuser son accréditation à l'université d'été du Rassemblement National à Fréjus à la suite de la publication du portrait de David Rachline, maire de la ville.

### Accusations de collusions avec la Russie et Vladimir Poutine
Mediapart rapporte que le Rassemblement national a bénéficié d'au moins deux prêts russes en 2014 en lien notamment avec le vice-président de la Douma Alexander Babakov. Le journal d'investigation précise également que ces prêts se sont accompagnés d'un alignement du parti sur les positions politiques du Kremlin,,.
En 2019, la DGSI remet un rapport qui précise que plusieurs élus du Rassemblement national ont été des « relais d'influence » et « relais direct du discours officiel russe »,.
En juin 2023 est rendu à l'Assemblée nationale le rapport fait au nom de la commission d'enquête relative aux ingérences politiques, économiques et financières de puissances étrangères (États, organisations, entreprises, groupes d'intérêts, personnes privées) visant à influencer ou corrompre des relais d'opinion, des dirigeants ou des partis politiques français. La commission est présidée par le député Jean-Philippe Tanguy (RN) et la rapporteure du rapport est Constance Le Grip (parti Renaissance). Ce rapport évoque le cas particulier du Rassemblement national dont il récapitule les liens privilégiés avec le gouvernement soviétique puis russe depuis les années 1960 via des personnalités comme le peintre Ilya Glazounov, l'idéologue Alexandre Douguine, lié à la Nouvelle droite, et l'homme politique Vladimir Jirinovski, dirigeant du Parti libéral-démocrate de Russie. Ces liens se structurent dans les années 2010 avec Vladimir Poutine et prennent la forme de contacts intenses et de fréquents voyages, notamment une visite de Marine Le Pen à Poutine le 24 avril 2017, peu avant l'élection présidentielle française, ainsi que des votes en faveur des positions russes au Parlement européen : hostilité à l'OTAN, contre une résolution dénonçant des « efforts continus déployés par la Russie pour saper la démocratie européenne », ou ambigus à l'Assemblée nationale en s'abstenant sur l'accord de sécurité franco-ukrainien.
Fin décembre 2023, une enquête du Washington Post affirme avoir eu accès à des « documents du Kremlin obtenus par un service de sécurité européen » qui indique des liens entre le Rassemblement national et la Russie dirigée par Vladimir Poutine. Le quotidien américain atteste que le Rassemblement national a participé avec d'autres partis d'extrême droite européenne à une stratégie coordonnée par l'entourage de Vladimir Poutine sur les réseaux sociaux, en reprenant notamment les éléments de langage de la propagande du Kremlin. Selon le Washington Post, l'objectif avait pour but de déstabiliser l'Europe et réduire le soutien à l'Ukraine durant le conflit qui oppose les deux pays depuis l'invasion par la Russie. En réponse à ces accusations, le RN nie tout soutien en faveur de la Russie et reconnaît que l'Ukraine est bien agressée par la Russie,,,, mais reconnaît vouloir revenir sur les sanctions économiques actées contre ce pays.
En juin 2024, Mediapart indique que, durant la campagne électorale des élections européennes de 2024, les services de l'État ont remarqué qu'une campagne d'influence a été menée sur Internet par des réseaux prorusses, qui ont fait la promotion de la liste menée par Jordan Bardella aux européennes et ont tenté de discréditer des médias et « fact-checkers » français. L'État a alerté le parti. À la parution de l'article, Marine Le Pen nie ces affirmations, puis le Rassemblement national les confirme. Cette information paraît dans le contexte de la mise en évidence d'une propapande russe intensive plus large menée en Europe et visant à influer sur les résultats des élections européennes par le biais de messages politiques publiés notamment sur les réseaux sociaux Facebook, Instagram et WhatsApp, et peu ou pas modérés par le groupe Meta qui possède ces réseaux. Ces messages visent à exacerber les tensions sociales et le ressentiment envers le gouvernement français.
En juin 2024, Mediapart rapporte que le Rassemblement national, via une fondation tenue par l'eurodéputé Jean-Luc Schaffhauser, a obtenu, en marge du prêt russe au RN, plusieurs centaines de milliers d'euros en échange d'interventions au Parlement européen prenant position en faveur de la politique gouvernementale russe.

### Liens avec le GUD
En juillet 2024, Mediapart révèle que le groupe du Rassemblement national au Parlement européen a rapporté plus de 3 millions d'euros de fonds publics européens à des sociétés possédées par d'anciens membres du Groupe union défense, groupuscule d'extrême droite dont le RN se défend d'être proche.

## Finances

### Sous Jean-Marie Le Pen

#### Financement par la secte Moon
La secte Moon cherchait à contrer l'idéologie communiste. Aux États-Unis, elle soutenait financièrement l'aile droite du Parti républicain. En France, dans les années 1980, elle décide de miser sur le Front national, et demande à l'un de ses membres, Pierre Ceyrac, d'intégrer le Front. En 1985, le colonel coréen Bo Hi Pak, un membre prestigieux de la secte Moon, rencontre Jean-Marie Le Pen à Saint-Cloud. Le courant passe. Bo Hi Pak a combattu le communisme en Corée, Jean-Marie Le Pen en Indochine. En 1986, Pierre Ceyrac devient député FN. Plusieurs moonistes deviendront des élus FN. Le Front aurait bénéficié à cette époque du soutien financier de la secte Moon, qui se chiffrerait en dizaines de millions de Francs. Jean-Marie Le Pen nie ces financements. Il reconnaît juste que la secte Moon lui a apporté un soutien logistique, les adeptes français de la secte s'étant notamment mobilisés pour le collage d'affiches.

#### Accusation de financement par Omar Bongo
L'avocat franco-libanais controversé Robert Bourgi affirme que la campagne présidentielle de 1988 de Jean-Marie Le Pen a été financée par Omar Bongo, président de la République gabonaise de 1967 à 2009. Jean-Marie Le Pen reconnaît avoir rencontré Omar Bongo, mais nie tout financement de la part de celui-ci.

### Sous Marine Le Pen

#### Prêt par une banque russe
En novembre 2014, Mediapart revèle que Marine Le Pen a obtenu en septembre un prêt de neuf millions d'euros de la First Czech Russian Bank (FCRB), dont 2 millions d'ores et déjà versés. Fondé en Tchéquie et aujourd'hui basé à Moscou, l'établissement est dirigé par Roman Yakubovich Popov, un ancien chef du département financier de Stroytransgaz, leader dans la construction de gazoducs. Le député européen Jean-Luc Schaffhauser (Rassemblement bleu Marine) et le député russe Alexandre Babakov ont servi d'intermédiaires pour l'obtention de ce prêt. Marine Le Pen et Wallerand de Saint-Just, trésorier du FN, avaient précédemment expliqué que le Front national s'était tourné à contrecœur vers les banques étrangères après avoir essuyé un refus systématique des banques françaises, dans le contexte du rejet des comptes de campagne de Nicolas Sarkozy pour l'élection présidentielle de 2012,. Jean-Luc Schaffhauser indique qu'« une structure proche de (lui) » a reçu 140 000 euros pour ce rôle d'intermédiaire. Mediapart considère que cette opération pose « la question de l'origine des fonds et d'une éventuelle ingérence étrangère dans la vie politique française », dans la mesure où cette banque est « de facto entre les mains d'un ancien cadre bancaire de l'État » russe. Marine Le Pen a confirmé l'information mais affirme qu'il ne s'agit en aucun cas d'un geste du Kremlin : « Ces insinuations sont outrancières et injurieuses. Au motif que l'on obtient un prêt, cela déterminerait notre position internationale ? Cela fait longtemps que nous sommes sur cette ligne [pro-russe] ». Au contraire, le journaliste Abel Mestre indique : « À Moscou, pas de doutes : personne n'imagine que ce prêt aurait été accordé sans un accord du Kremlin ».
Fin décembre 2018, un article de The Washington Post révèle que la banque russe ayant accordé le prêt au FN est en liquidation depuis la fin de 2016. Toutefois avant d'être mise en liquidation la banque a cédé certaines de ses créances, dont celle sur le FN, qui aurait fini dans les mains de Aviazapchast, une société russe vendant des pièces de rechange aux acheteurs d'avions de combat d'origine russe et dont trois des quatre dirigeants seraient des anciens de l'armée rouge et de l'armée russe. La vente de cette créance est toutefois contestée devant les tribunaux russes par l'agence chargée de garantir les dépôts bancaires.
Le Rassemblement national a annoncé le 18 septembre 2023 au Figaro, avoir réussi à rembourser intégralement le « prêt russe ». La somme a été remboursée dans son intégralité en une seule fois, soit 6 088 784 euros, « capital et intérêts compris ». Le parti avait justifié ce prêt en raison de la réticence des banques françaises à financer des partis politiques, en particulier le RN.

#### «Prêt émirati» en 2017
La campagne présidentielle de 2017 entraîne pour le Rassemblement national un déficit de 6 millions d'euros. L'homme d'affaires français François Foucher sauve les finances du parti qui, par son intermédiaire, obtient un prêt des 8 millions d'euros signé en République centrafricaine ; l'argent a été versé par une banque des Émirats arabes unis, Noor Capital, d'où le nom de « prêt émirati » donné à cette opération dans les médias. Le Rassemblement national peut obtenir un remboursement des frais de campagne par l'État, ayant présenté, avec ces 8 millions, des comptes en équilibre. Laurent Fourcher est par ailleurs lié aux autorités russes. La provenance de la somme n'ayant pu être déterminée, le Parquet national financier est saisi fin 2019 pour l'ouverture d'une enquête.

#### Situation financière dégradée
Selon André Murawski, élu régional du FN ayant quitté le parti, l'endettement du RN a connu un accroissement de 785 % depuis l'arrivée de Marine Le Pen à sa tête. Il affirme qu'en 2017, « la dette du parti a ainsi atteint la somme record de 24 millions d’euros », et estime que son importance empêchera le RN de rembourser l'emprunt de 9,4 millions d'euros consenti par une banque russe qui vient à échéance en septembre 2019.
D'après une enquête de Marine Turchi (Mediapart) réalisée en janvier 2020, les finances du Rassemblement national sont menacées par de mauvaises nouvelles :
- d'abord, le parti doit rembourser une somme de 4,5 millions d'euros correspondant au reliquat d'un prêt accordé par Jean-Marie Le Pen via Cotelec, pour la campagne présidentielle de 2017 — le fondateur du Front national a saisi l'État afin de garantir le remboursement, qui devrait intervenir fin février début mars 2020, la créance s'imputant sur l'aide publique annuelle (d'environ 5,5 millions) versée au RN[643] ;
- par ailleurs, d'après plusieurs militants, le remboursement de la moitié des 9,4 millions d'euros empruntés à la Russie est dans le même temps réclamé[s] ;
- l'affaire Jeanne et celle des assistants parlementaires au Parlement européen menacent également les finances du Rassemblement national : pour la première affaire, la justice doit se prononcer en avril sur la demande de l'État qui réclame — au parti et aux prévenus — 11,6 millions d'euros au titre des dommages et intérêts ; quant au Parlement européen, le préjudice est estimé à 6,8 millions d'euros[t],[646]. Le montant alloué à l'État est toutefois ramené en appel en mars 2023 à 870 000 euros, il est assorti d'une amende de 150 000 euros pour l'association Jeanne et ses co-inculpés, et d'une autre de 250 000 euros pour le RN[579].

Selon les informations de Mediapart, le RN « cherche à se refinancer en trouvant d'autres prêts, pour épurer ses dettes et ré-échelonner ses remboursements ».
Le niveau de l'endettement varie selon les sources de presse : environ vingt millions d'euros selon Mediapart, 25 millions pour L'Opinion et près de trente millions pour Le Figaro ; des chiffres contestés par Wallerand de Saint-Just qui avance une somme « de l’ordre de 16 ou 18 millions d’euros ». En février 2020, la Commission nationale des comptes de campagne (CNCCFP) constate finalement — « avec des pertes cumulées de 19,2 millions d’euros en sept ans » — une dette de 24,4 millions, ce qui, selon Libération, fait du RN « le parti le plus endetté de France ».
En avril 2020, le Rassemblement national lance « un emprunt national auprès des Français », un « emprunt patriotique » prévoyant une participation individuelle à hauteur d'« au moins 1 000 euros, avec un intérêt de 5 % ». La somme espérée de 25 millions devant en principe être utilisée pour financer les campagnes suivant les municipales de 2020 (départementales, régionales, présidentielle et législatives),.
Avec le score réalisé par le RN au premier tour des élections législatives de 2022, l'État versera chaque année pendant cinq ans au parti près de sept millions d'euros.
Le RN a pour objectif de réduire sa dette en dessous de 20 millions d'euros d'ici la fin de 2023, alors qu'elle était de 26,2 millions d'euros à la fin de 2022.

## Relations internationales

### Groupe parlementaire européen
Au Parlement européen, jusqu'en 2015, les députés européens FN n'appartiennent à aucun groupe et siègent parmi les non-inscrits, à l'instar, lors de la septième législature (2009-2014), des partis nationalistes et d'extrême droite Vlaams Belang (Belgique), Parti de la Grande Roumanie, Parti national britannique, Parti de la liberté d'Autriche, Jobbik (Hongrie), et Parti pour la liberté (Pays-Bas).
En juin 2015, le Front national participe à la création du groupe politique du Parlement européen Europe des nations et des libertés, qui se transforme en 2019 en Identité et démocratie. Cependant, aucun député du RN n'occupe la présidence ou la vice-présidence d'une commission de travail au sein du Parlement européen,.
| Nom                                      | Dates de la participation | Dates de la participation |
| Nom                                      | Début                     | Fin                       |
| ---------------------------------------- | ------------------------- | ------------------------- |
| Groupe des droites européennes           | 1984                      | 1989                      |
| Groupe technique des droites européennes | 1989                      | 1994                      |
| Groupe technique des indépendants        | 1999                      | 2001                      |
| Identité, tradition, souveraineté        | janvier 2007              | novembre 2007             |
| Europe des nations et des libertés       | 2015                      | 2019                      |
| Identité et démocratie                   | 2019                      | 2024                      |
| Patriotes.eu                             | depuis 2024               | depuis 2024               |

### Alliances internationales
Du 11 au 19 août 2010, Jean-Marie Le Pen, Bruno Gollnisch et Thibaut de La Tocnaye, prennent part à Tokyo pour le Front national à la première Conférence internationale des mouvements patriotiques, rassemblement euro-japonais des droites radicales initié par l'association extraparlementaire japonaise Issuikai. Une délégation de mouvements nationalistes du continent européen, pays membres de l'Alliance européenne des mouvements nationaux (fondée fin 2009 par Bruno Gollnisch) les y accompagne afin de renforcer des liens politiques éventuels et préfigurer une alliance internationale future face au « Nouvel ordre mondial américanisé » : des représentants de Belgique, du Royaume-Uni (British National Party), d'Autriche (Freiheitliche Partei Österreichs), d'Italie, d'Espagne, du Portugal (PNR), de Bulgarie (Union nationale Attaque), de Hongrie (Jobbik) et d'Ukraine. Le 7 novembre 2013, Jean-Marie Le Pen déclare que Bruno Gollnisch et lui ont quitté l'AEMN fin octobre, expliquant : « Nous obéissons à Marine Le Pen » ; cela, notamment pour ne plus être associé à des partis que la présidente du FN juge extrémistes.
En octobre 2011, ayant décidé une nouvelle approche concernant les relations extérieures et les affaires européennes et internationales du mouvement, Marine Le Pen était membre à titre individuel de l'Alliance européenne pour la liberté (AEL).
À partir de 2014, le parti est membre du Mouvement pour une Europe des nations et des libertés (MENL), devenu Parti Identité et démocratie en 2019.
| Nom                                                   | Dates de la participation | Dates de la participation |
| Nom                                                   | Début                     | Fin                       |
| ----------------------------------------------------- | ------------------------- | ------------------------- |
| Euronat                                               | 2005                      | 2007                      |
| Alliance européenne des mouvements nationaux          | 2009                      | 2011                      |
| Alliance européenne pour la liberté                   | 2010                      | 2014                      |
| Mouvement pour une Europe des nations et des libertés | 2014                      | 2019                      |
| Parti Identité et démocratie                          | depuis 2019               | depuis 2019               |

## Manifestations traditionnelles

### Défilé du1ermai

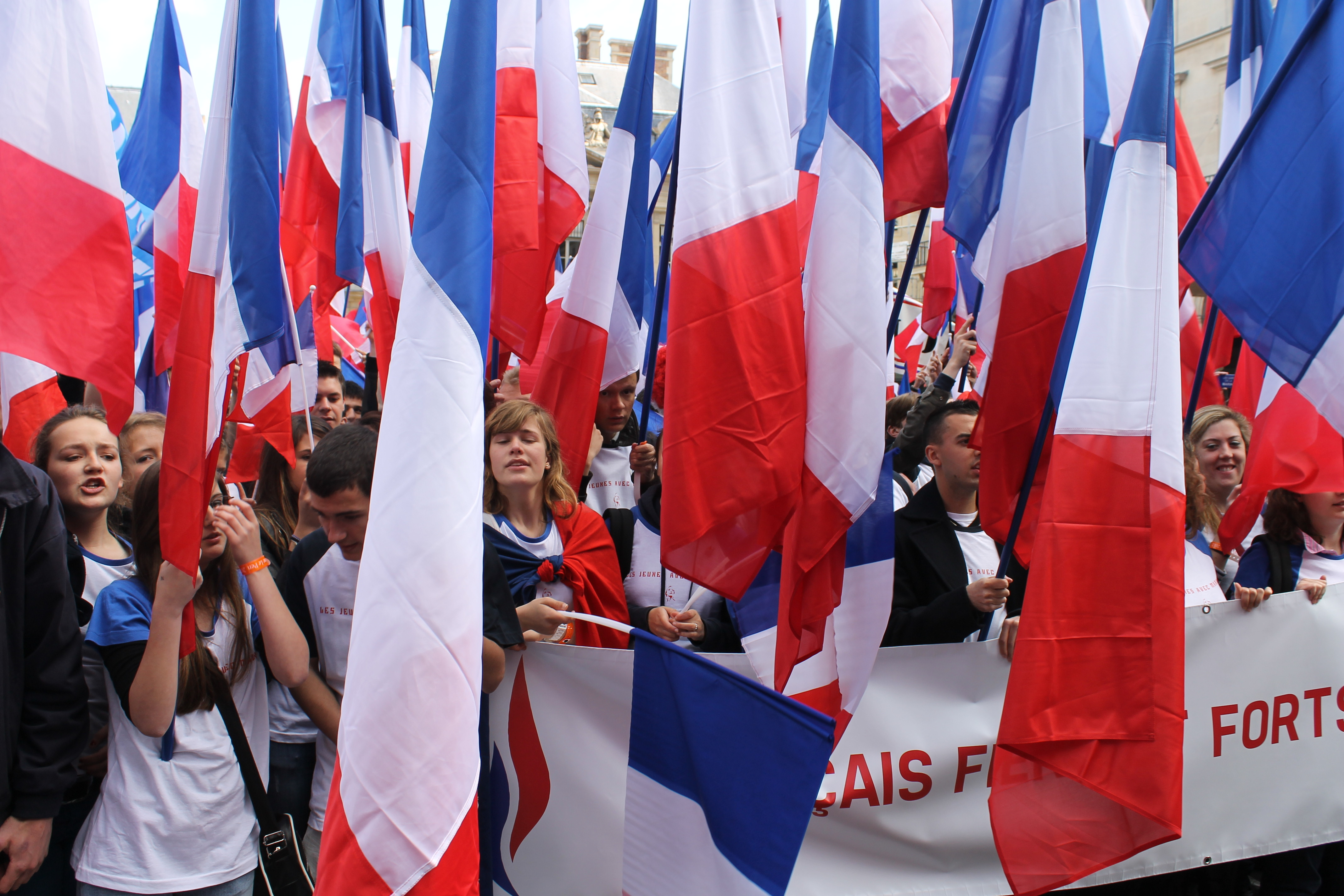
Le cortège FNJ au sein du défilé du FN, le 1 mai 2012 à Paris.

Le parti a longtemps organisé un défilé fêtant Jeanne d'Arc et les travailleurs français chaque 1er mai à Paris, avec un discours du/de la président(e) du FN sur la place de l'Opéra. Le premier défilé du FN a lieu en 1979 avec d'autres mouvances d'extrême droite, le dimanche qui suit le 8 mai, jour où Jeanne d'Arc a libéré Orléans en 1429. À partir de 1988, le FN défile seul et le 1er mai : le parti indique alors que ce changement de date vise à « brise[r] [le] monopole syndicalo-gauchiste [sur le 1er mai, journée internationale des travailleurs] et […] à unir symboliquement, dans une même ferveur, l’hommage à Jeanne d’Arc et le salut fraternel à l’ensemble du monde du travail, faisant de cette journée à la fois une manifestation de patriotisme et de solidarité nationale ». D'après l'historienne Valérie Igounet, le changement de date a trois raisons : fixer une date entre les deux tours de l'élection présidentielle de 1988, Jean-Marie Le Pen espérant se qualifier pour le second tour ; se distinguer de l'extrême droite radicale ; et « s'afficher comme un Front national social, le représentant assumé de catégories ouvrières ». En 1988, le FN revendique 100 000 participants, « une donnée à revoir largement à la baisse » selon Valérie Igounet. Le nombre de participants décline à partir des années 1990 jusqu'à atteindre un peu plus de 3 000 dans les années 2010. Avec le changement de date, la direction du parti cherche également à éviter la participation d'individus trop extrémistes au défilé, notamment après l'affaire Brahim Bouarram en 1995 et en particulier sous la présidence de Marine Le Pen.
En 2016, le défilé est remplacé par un « grand banquet national » conservant l'hommage à Jeanne d'Arc ; Florian Philippot explique ce changement pour des « raisons de sécurité », dans le contexte de l'état d'urgence et de menaces proférées par l'État islamique contre le FN. Jean-Marie Le Pen déplore « une rupture considérable avec la ligne du FN » et appelle à un rassemblement le 1er mai devant la statue de Jeanne d'Arc, place des Pyramides. Selon Valérie Igounet, la sécurité n'est pas la seule raison de l'arrêt du défilé : le parti entend également « s’affranchir encore un peu plus de l’héritage de Jean-Marie Le Pen » ainsi que d'une manifestation à la fois peu mobilisatrice, difficile à organiser et présentant des risques de débordements, comme ce fut le cas en 2015.

## Nom et symboles

### Nom
Le Front national, fondé en 1972 sous le nom de « Front national pour l'unité française » (FNUF), a immédiatement cessé de faire usage de ce nom officiel pour se désigner comme « Front national » (affiches électorales dès 1973, etc.). Selon Valérie Igounet, le nom du parti est statutairement devenu « Front national » en 1995,. Selon Nicolas Lebourg, il s'agit toujours de « la dénomination officielle du parti ».
Lors de la crise « mégrétiste », la veille du jour (28 janvier 1999) où Bruno Mégret, délégué général exclu du parti, allait faire déposer, en sous-préfecture de Boulogne-Billancourt, une déclaration de changement d'intitulé d'association, visant à renommer le parti en « Front national-Mouvement national » (déclaration considérée comme nulle par la justice en mai 1999), Jean-Marie Le Pen, président du parti, faisait déposer, le 27 janvier 1999, une déclaration de création d'association « Front national pour l'unité française », peut-être par précaution contre la volonté du camp mégrétiste de s'emparer du parti.
Parallèlement, les services du FN restés au « Paquebot » (surnom courant du siège du FN au 8 parc de Montretout à Saint-Cloud) avaient commencé à faire usage, pour leurs envois postaux, d'un cachet « FNUF » (sigle de la nouvelle association) avec l'adresse du FN (même bâtiment mais avec des entrées dans deux rues différentes).
Le cachet « FNUF » a continué de rester en usage (même à la fin de l'année 2005) après que la justice française, en mai 1999, eut déclaré nuls et non avenus le « congrès de Marignane » (23-24 janvier 1999) et les réunions ayant abouti à sa convocation (« conseil national » du FN du 13 décembre 1998). L'usage continu du cachet « FNUF » a contribué à faire croire que le FN avait sinon conservé, du moins retrouvé son intitulé complet d'origine.
D'autre part, les militants et les électeurs du Front national sont usuellement appelés « frontistes ».
Lors du congrès de mars 2018, — à la suite de la modification des statuts adoptée par le bureau politique du FN en janvier —, Marine Le Pen propose de rebaptiser le mouvement « Rassemblement national ». Le changement de nom est soumis à l'approbation des adhérents qui sont consultés par courrier à partir du 9 mai. Le 1er juin 2018, avec 53 % de participation et 80 % de votes favorables, le parti adopte cette nouvelle appellation.
Ce changement de nom suscite des comparaisons avec le Rassemblement national populaire, parti collaborationniste pendant la Seconde Guerre mondiale dont faisait partie un des cofondateurs du RN, Roland Gaucher.

### Symboles
Depuis sa création, le symbole du FN est une flamme avec les couleurs du drapeau français. La croix celtique d'Ordre nouveau n'est donc pas reprise. La flamme est déclinée au fur et à mesure de l'histoire du parti, connaissant une évolution en plusieurs logotypes successifs dont certains coexistants sur une même période,,.
Dès octobre 1972, le FN possède un logo très inspiré de la flamme du parti néofasciste italien, le Movimento Sociale Italiano (MSI).
En 1977, Jean-Pierre Stirbois obtient gain de cause auprès de Jean-Marie Le Pen pour un changement de logo. Dite première « flamme Stirbois » apparaît plus enveloppée et stable. Début 1980, une seconde flamme Stirbois prend forme et reste officiellement en vigueur jusqu'à sa mort en novembre 1988. Bruno Mégret, dès novembre 1988, veut s'affranchir de la flamme originelle du FN et modifie l'emblème du parti. La « flamme Mégret » ou « fer de lance » possède des lignes géométriques et fines. Elle provoque la controverse entre militants. Début 1990, une nouvelle flamme remplace donc la flamme ; Mégret revient à un symbole plus consensuel et ancien, elle reprend l'aspect du premier modèle mais les lettres bâtons généralement de couleur bleue se substituent à l'ancien socle rouge,.
Depuis sa création, plusieurs mouvements semblent avoir repris à leurs comptes certains éléments de la flamme du front (La Droite populaire) ou l'ont repris dans sa totalité comme le Front national belge jusqu'en 2012 ainsi que le Rassemblement national d'Igor Kurek qui revendique l'appellation et le logo. S'ensuit une bataille judiciaire où les deux partis s'assignent mutuellement pour « contrefaçon »,.
Au début de la présidence de Marine Le Pen, le logotype change.

Logotype de 1972 à 1977 Type 1.
Logotype de 1972 à 1977 Type 2.
Logotype de 1977 à 1980.
Logotype de 1980 à 1988 Type 1.
Logotype de 1980 à 1988 Type 2.
Logo du Groupe Front national – Rassemblement national
Logotype de 1988 à 1990.
Logotype de 1990 à 2012.
Logotype de 2012 à 2018.
Logotype principal depuis 2018.
Alternative visuelle depuis 2018.

## Mouvement de jeunesse
Le Rassemblement national de la jeunesse (RNJ) – connu sous le nom de Front national de la jeunesse (FNJ) de 1973 à 2018, puis de Génération Nation (GN) de 2018 à 2022 – est le mouvement de jeunesse du Rassemblement national. Représentant l'organisation de jeunesse historique du parti, il regroupe les adhérents âgés de 16 à 30 ans. Pierre-Romain Thionnet en est le directeur national depuis novembre 2022.

## Organisations liées

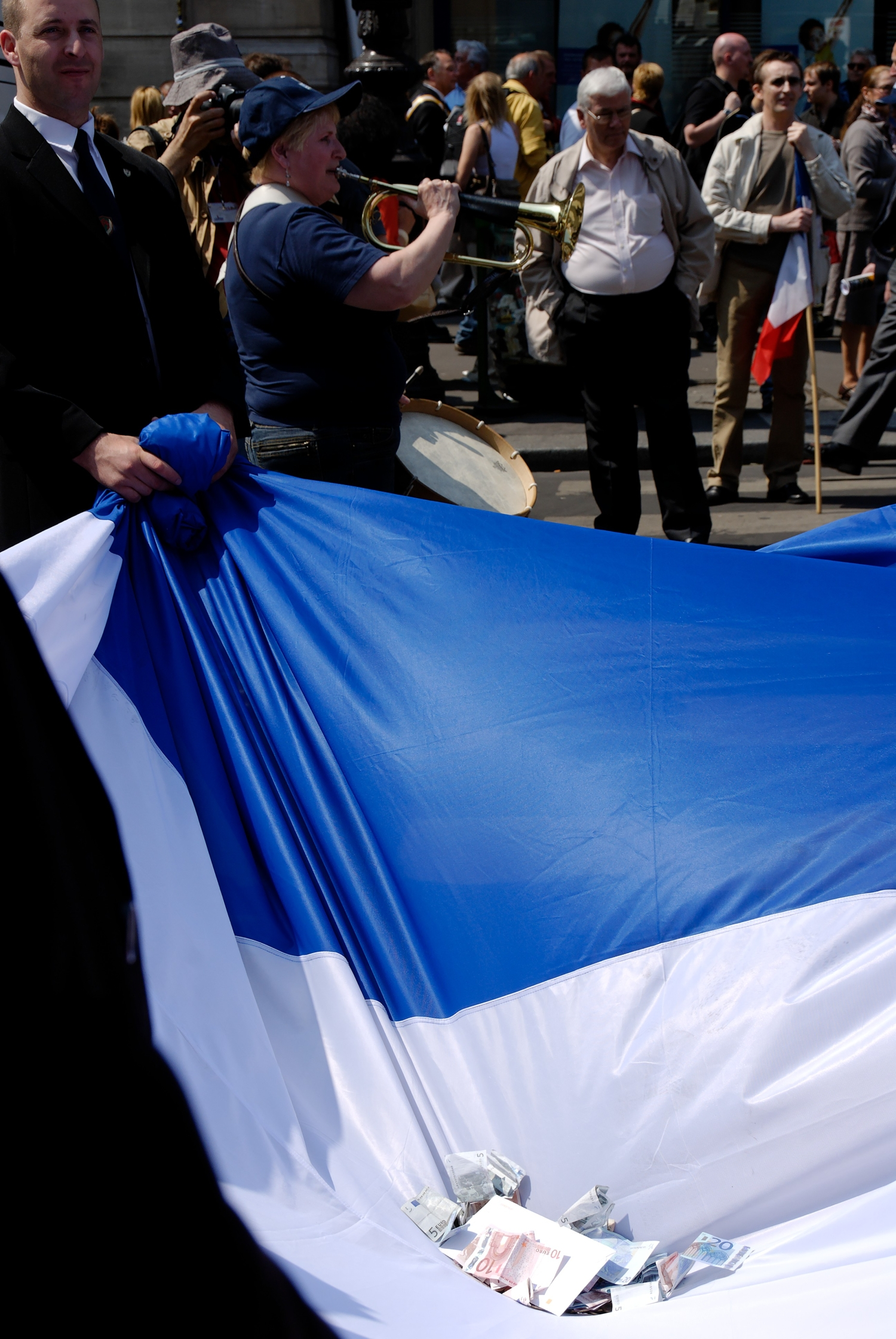
Membres du Front national collectant de l'argent dans un drapeau tricolore géant, au défilé du parti en l'honneur de Jeanne d'Arc, le 1 mai 2007 à Paris (méthode empruntée au Club des cordeliers).

Des membres du Front national ont créé des cercles de réflexion ; un certain nombre d'organisations ou associations y sont liées ou en sont directement une émanation. C'est notamment le cas de l'Alliance générale contre le racisme et pour le respect de l'identité française et chrétienne (AGRIF) et SOS Enfants d'Irak.
Le Département protection sécurité (DPS) est le service d'ordre du Front national.
Le FN tente également de pénétrer l'univers du syndicalisme, notamment avec les syndicats Front national dans les années 1990 puis la présentation aux élections de 2011 de quelques candidats issus de syndicats. Devant les difficultés rencontrées dans ce domaine, le Cercle national de défense des travailleurs syndiqués (CNDTS) a été créé.
Il tente aussi de pénétrer le syndicalisme étudiant avec la création du Renouveau étudiant en 1990, qui finira par disparaitre dans les années 2000.
Depuis l'opération de « dédiabolisation » entreprise par le FN sous la présidence de Marine Le Pen, le parti frontiste engrange le soutien de plusieurs personnalités publiques, comme l'acteur Alain Delon, l'actrice Brigitte Bardot, l'humoriste Jean Roucas, le groupe Les Forbans, le pilote Pierre Lartigue, le jet setter Massimo Gargia, l'écrivain Denis Seznec, l'avocat Gilbert Collard.
En 2019, Thierry Mariani et Jean-Paul Garraud relancent La Droite populaire, ancien courant de l'UMP, comme mouvement « satellite » du RN. Ils sont élus députés européens sur la liste menée par Jordan Bardella la même année.
Le 22 mars 2021, Jean-Philippe Tanguy ex-numéro 2 de Debout la France fonde L'Avenir français avec 130 cadres de ce parti. Ce mouvement gaulliste souverainiste, opposé à la stratégie de Nicolas Dupont-Aignan, souhaite s'allier avec le RN lors des élections régionales (il y obtiendra 14 élus) et soutenir Marine Le Pen dès le 1er tour de l'élection présidentielle de 2022.

## Communication
Le Front national recourt depuis les années 1980 à divers moyens de « communication directe » avec l'opinion, de manière à court-circuiter les médias de la part desquels il se dit victime de désinformation et de censure : téléphonie avec les services audiotel Le Pen infos et radio Le Pen, minitel avec les 3615 FN et 3615 LEPEN, puis enfin site web avec front-nat.net à partir de 1994, et par la suite frontnational.com.
Parmi les partis politiques français, le Front national est un précurseur sur le Web : il est le premier à ouvrir son site en 1994 (et également le premier à créer en 2006 un bureau virtuel sur Second Life). Il est aussi l'un des premiers partis français à ouvrir un compte sur Facebook, en 2006.
En 2011, le groupe Facebook de Jean-Marie Le Pen compte 30 000 internautes et celui de Marine Le Pen 25 000, ce qui les place respectivement à la 4e et à la 6e position parmi les personnalités politiques sur ce réseau virtuel, après Nicolas Sarkozy, Rama Yade, Ségolène Royal et Jacques Chirac. L'historien spécialiste de la communication politique Christian Delporte souligne le rôle de l'activisme de militants du Front national qui investissent les sites d'information générale ouverts aux commentaires, réagissent rapidement via ceux-ci sans pour autant mettre en avant leur étiquette politique, de manière à « avancer sans l'étiquette FN, qui peut faire fuir, et […] prétendre traduire un bon sens populaire en train de monter », afin de susciter l'adhésion des internautes indécis et créer ainsi une dynamique,.
Au lendemain de l'élection à la présidence du FN de Marine Le Pen, le 20 janvier 2011, la coordination de la présence du Front national sur les réseaux sociaux, et, plus généralement sur Internet, est assurée par une délégation spéciale du mouvement : le secrétariat national à la communication numérique (SNCN). Il compte deux secrétaires nationaux : Julien Sanchez, qui est également sollicité pour les éditions hebdomadaires du « Journal de bord » de Jean-Marie Le Pen, et David Rachline.
Le 8 mai 2014, le Front national lance discrètement, sans communiqué de presse, son premier réseau social : Lespatriotes.net[pertinence contestée]
Pour le chercheur Julien Boyadjian, Internet est à la fois « un instrument et une vitrine de [la] stratégie de normalisation » du FN. Il observe que la communication sur les sites internet nationaux du FN et les comptes Facebook et Twitter des principaux dirigeants est « fortement contrôlée et centralisée [pour] éviter tous risques de dérapages » ; et que lors des élections départementales de 2015, le FN a instauré une vérification des profils de ses candidats sur les réseaux sociaux : une commission d'enquête a entamé une procédure d'exclusion pour certains d'entre eux ayant tenu des propos xénophobes, antisémites ou homophobes.
À partir de janvier 2024, le parti met en place des formations à l'utilisation de l'intelligence artificielle, en particulier de ChatGPT, à l'attention de ses cadres. Ces formations sont animées par l'eurodéputé Philippe Olivier. Conseillers locaux et collectifs militants sont incités à s'abonner à la formule payante de ChatGPT. L'objectif du parti consiste à trouver des méthodes pour concevoir rapidement des campagnes électorales et du matériel de campagne adapté au contexte.

## Siège
Entre 1972 et 1980, le siège du FN se trouve 7 rue de Surène (8e arrondissement de Paris), entre 1981 et 1984 rue Bernoulli (8e) puis au 130 rue de Courcelles (17e) jusqu'en 1985. Jusqu'en 1994, il a ses locaux 8 rue du Général-Clergerie (16e). Après cette date, il est situé à Saint-Cloud dans un bâtiment surnommé « le Paquebot ». Il se trouve ensuite à Nanterre, dans un bâtiment surnommé « le Carré », de 2008 à 2021.
En mai 2021, devenu RN, le parti emménage dans un nouveau bâtiment, surnommé « la Capitainerie », au 114 bis rue Michel-Ange dans le 16e arrondissement de Paris. Ce déménagement est justifié par la proximité du lieu avec les transports en commun, les lieux de pouvoirs et les plateaux des médias.